# Essonne (département)
Pour les articles homonymes, voir Essonne.
Le département de l'Essonne (/ɛ.sɔn/ ) est un département français situé au sud de Paris, dans la région Île-de-France. Il est pour partie intégré à l'agglomération parisienne et tire son nom de la rivière Essonne dont le cours traverse le territoire du département selon un axe sud-nord jusqu'à sa confluence avec la Seine.
Officiellement créé le 1er janvier 1968 par démembrement de l'ancienne Seine-et-Oise, il porte le code Insee et postal 91 et couvre un territoire de 1 804 km2 occupé en 2022 par 1 324 546 habitants. Son chef-lieu est Évry-Courcouronnes (Évry jusque fin 2018).
Ses habitants sont appelés les Essonniens.

## Géographie

### Situation
| Bièvres Vigneux- · sur-Seine Évry- · Courcouronnes Montlhéry Étampes Palaiseau Pecqueuse Arpajon Corbeil- · Essonnes La Ferté- · Alais Chatignonville Lardy Varennes- · Jarcy Milly- · la-Forêt Angerville Dourdan |

| Bièvres Vigneux- · sur-Seine Évry- · Courcouronnes Montlhéry Étampes Palaiseau Pecqueuse Arpajon Corbeil- · Essonnes La Ferté- · Alais Chatignonville Lardy Varennes- · Jarcy Milly- · la-Forêt Angerville Dourdan |

| Type d’occupation           | Pourcentage | Superficie (en hectares) |
| --------------------------- | ----------- | ------------------------ |
| Espace urbain construit     | 17,3 %      | 31 530,44                |
| Espace urbain non construit | 5,6 %       | 10 281,09                |
| Espace rural                | 77,0 %      | 140 318,11               |
| Source : Iaurif             |             |                          |

Le département de l’Essonne est situé dans la région Île-de-France, il est pour 40 % de son territoire intégré à l’agglomération parisienne et géologiquement implanté dans le Bassin parisien. Quatre régions naturelles occupent le territoire, délimitées par des cours d’eau. Sur les deux tiers nord-ouest du département, à l’ouest de la rivière l’Essonne et au nord de la Louette se trouve le Hurepoix, au sud-ouest, délimité par la Louette et l’Essonne s’étendent les larges plaines de la Beauce, à l’extrême sud-est, approximativement dans la vallée de l’École se trouve le Gâtinais français et au nord-est, sur la rive droite de la Seine commence le plateau de la Brie. Ce territoire fertile est aujourd’hui encore fortement disparate, avec une urbanisation relativement dense au centre-nord dans la pénéplaine de l’Orge, la Seine et l’Essonne, la présence conjointe de bourgs, de culture maraîchère et d’espaces boisés protégés dans les vallées, de vastes espaces de grande culture céréalières sur les plateaux de l’ouest et du sud où se trouvent des villages ruraux. En 2003, ce sont ainsi près de 78 % du territoire qui étaient encore considérés comme ruraux.
Plusieurs cours d’eau arrosent le département, le fleuve la Seine forme une boucle de l’est au nord, complétée par ses affluents l’Yerres sur la rive droite, sur la rive gauche du sud au nord, l’École, l’Essonne, l’Orge et la Bièvre et les sous-affluents le Réveillon qui se jette dans l’Yerres, la Juine, grossie par la Louette et la Chalouette, qui se jettent dans l’Essonne, la Renarde, la Rémarde, alimentée par la Prédecelle, la Salmouille et l’Yvette, alimentée par la Mérantaise, le Vaularon et le Rouillon se jettent toutes dans l’Orge.
Ces rivières et ruisseaux ont creusé le sous-sol sédimentaire du territoire, caractéristique du bassin parisien et composé principalement de sable, de marne et de calcaire, par endroits complété par de l’argile, du gypse et de la craie ou compacté pour former de la meulière. Le terrain s’étage ainsi en un vaste plateau sur la moitié ouest, descendant en pente douce vers la pénéplaine de la Seine au nord-est et entrecoupé de vallées plus ou moins encaissées. Le point culminant du département est ainsi situé à cent soixante-dix-huit mètres à Pecqueuse tandis que le point le plus bas, en bord de Seine est positionné à trente-et-un mètres à Vigneux-sur-Seine.
Le point le plus bas est d’ailleurs situé à la frontière avec le département limitrophe nord et nord-est du Val-de-Marne, tandis que le plateau ouest s’étend des Hauts-de-Seine au nord-ouest à l’Eure-et-Loir au sud-ouest en passant par les Yvelines à l’ouest. Au sud, la Beauce occupe une large part du nord du Loiret, complétée par le Gâtinais qui s’étend aussi au sud-est en Seine-et-Marne. À l’est, la Brie constitue le paysage typique de cette même Seine-et-Marne. Aujourd’hui, les communes extrême-cardinales sont Bièvres au nord, Varennes-Jarcy à l’est, Angerville au sud et Chatignonville à l’ouest.
Le centre géographique du département est situé dans la commune de Lardy en lisière du bois des Célestins (48° 31′ 30″ N, 2° 15′ 00″ E).
Outre la préfecture Évry-Courcouronnes et les chefs-lieux Corbeil-Essonnes, Étampes et Palaiseau, plusieurs cités apparaissent comme caractéristiques du département par leurs importance historique, culturelle, économique et administrative, soit Arpajon, Dourdan, La Ferté-Alais, Milly-la-Forêt et Montlhéry.
Elles sont, encore aujourd’hui, reliées au maillage d’infrastructures de transport qui parcourt le département, constitué par les routes nationales 118 au nord-ouest, 20 au centre, 7 à l’est, 6 au nord-est et 104 d’ouest en est, l’autoroute A10 du nord au sud-ouest et A6 du nord au sud-est, le réseau express régional d'Île-de-France avec les lignes B au nord-ouest, C au centre et D à l’est, les lignes d’autobus et l’aéroport de Paris-Orly implanté au nord du département, à cheval sur le Val-de-Marne.

Paysages de l'Essonne :
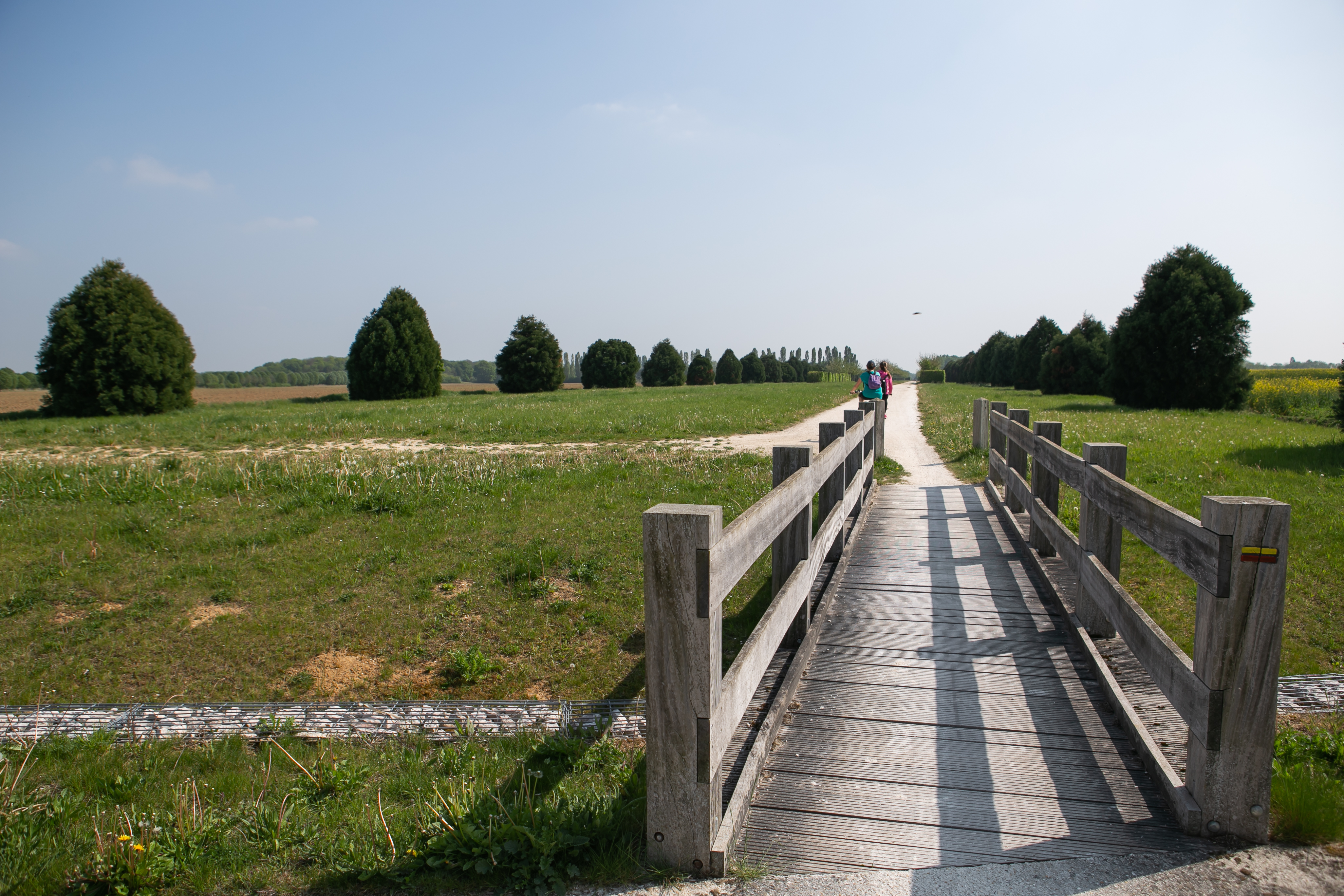
Allée royale de Sénart, à la limite est avec la Seine-et-Marne.
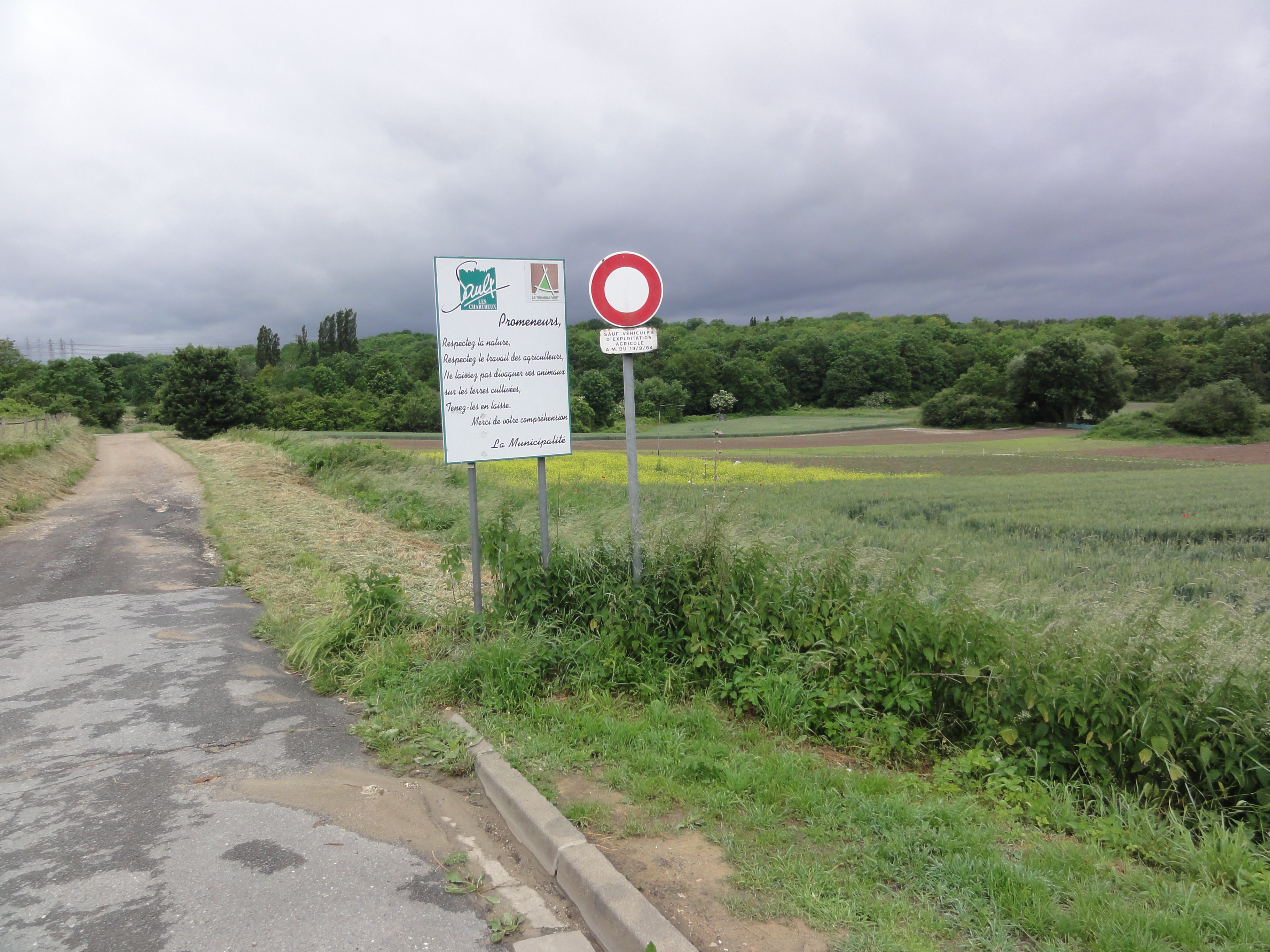
Saulx-les-Chartreux, au nord.
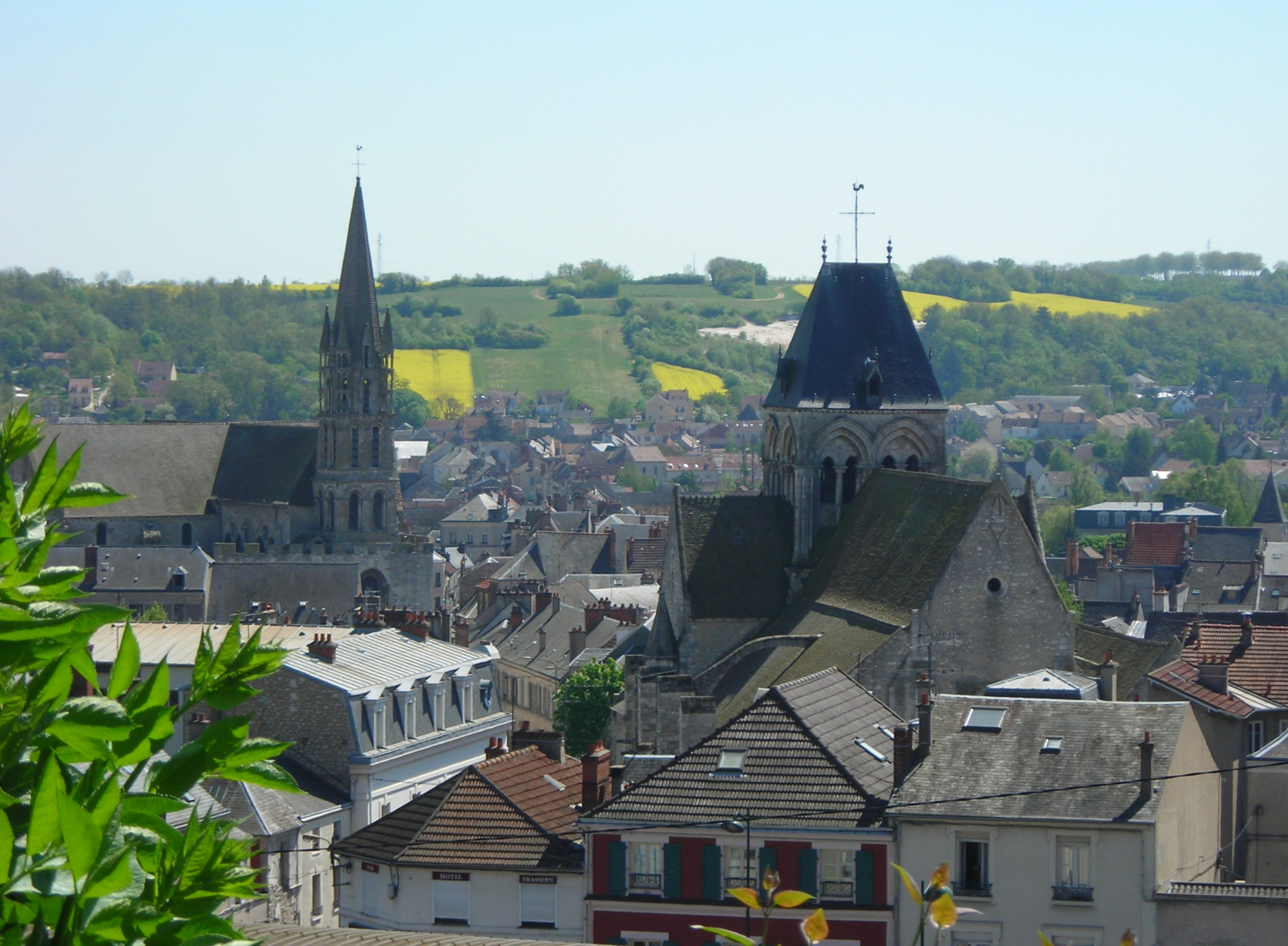
Étampes, vers le sud-ouest.

### Hydrographie
Le département de l’Essonne est traversé par de nombreux cours d'eau d’importances et de tailles diverses. En premier, le fleuve la Seine passe au nord-est du territoire, elle entre par l’est au Coudray-Montceaux et parcourt vingt-quatre kilomètres jusqu’à Vigneux-sur-Seine. Plusieurs de ses affluents parcourent le département, sur la rive droite, l’Yerres parcourt dix-sept kilomètres dans l'Essonne entre Quincy-sous-Sénart et Crosne avant la confluence située dans le département du Val-de-Marne à Villeneuve-Saint-Georges. Sur la rive gauche, l’École fait un court passage au sud-est entre Oncy-sur-École et Soisy-sur-École, la confluence étant située en Seine-et-Marne à Saint-Fargeau-Ponthierry, l’Essonne entre par le sud du département à Boigneville et rejoint le cours du fleuve à Corbeil-Essonnes après un parcours de quarante-quatre kilomètres, l’Orge démarre son tracé essonnien à Dourdan jusqu’à se jeter dans la Seine à Viry-Châtillon et Athis-Mons sur quarante-et-un kilomètres, la Bièvre fait une petite incursion à l’extrême nord-ouest entre Bièvres et Verrières-le-Buisson.
Plusieurs sous-affluents du fleuve sont ensuite répartis sur le territoire. Rejoignant la Bièvre à l’extrême nord, la Sygrie coule depuis le plateau de Vélizy, grossissant la Bièvre par sa rive gauche, au nord-ouest l’Yvette alimentée par la Mérantaise, le Vaularon et le Rouillon trace la vallée de Chevreuse, à l’ouest la Salmouille et la Rémarde alimentée par la Prédecelle descendent du plateau de Limours, sur la rive droite la Renarde descend de la Beauce. Au sud, rejoignant l’Essonne par sa rive gauche coule la Juine, alimentée par la Louette et la Chalouette. À l’extrême nord-est coule enfin le Réveillon qui se jette dans l’Yerres à Yerres.
Plusieurs lacs et étendues d’eau, naturels ou artificiels, sont aussi répartis sur le territoire. En bord de Seine se trouvent le lac de Viry-Châtillon, le lac de Draveil et le lac de Vigneux-sur-Seine. Assurant la régulation et la retenue des eaux, le lac de Saulx-les-Chartreux et les étangs de Saclay constituent aujourd’hui des espaces protégés. Le lac de Vert-le-Petit, le lac de Tigery, l’étang de la Veyssière, l’étang de Trévoix et le lac Montalbot caractérisent eux aussi le patrimoine hydrique du département.
Enfin, le département est traversé du Sud au Nord par l’aqueduc de la Vanne et du Loing,  qui est chargé, par son prolongement formé par les aqueducs d'Arcueil et de Cachan et le réservoir de Montsouris, d’alimenter Paris en eau potable. Dans l’Essonne, il démarre son parcours entièrement souterrain à Soisy-sur-École (48° 28′ 47″ N, 2° 30′ 15″ E), traverse les communes de Champcueil, Chevannes, Mennecy, Ormoy, Villabé, Lisses, Courcouronnes, Ris-Orangis, Grigny, Viry-Châtillon, Savigny-sur-Orge et Paray-Vieille-Poste où il quitte le territoire départemental en passant sous l’aéroport de Paris-Orly (48° 43′ 15″ N, 2° 21′ 28″ E).

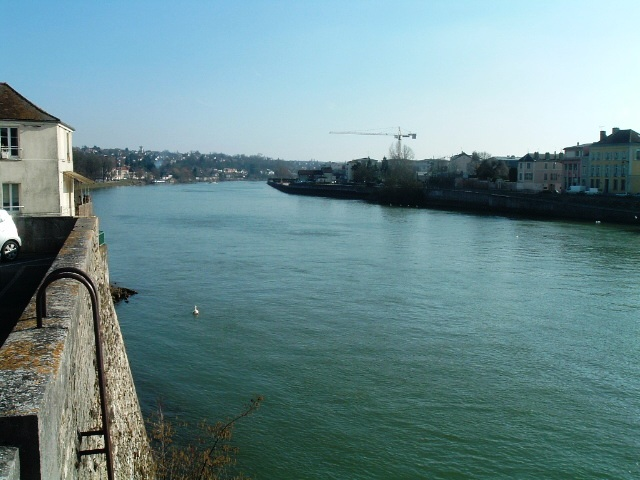
La Seine à Corbeil-Essonnes.
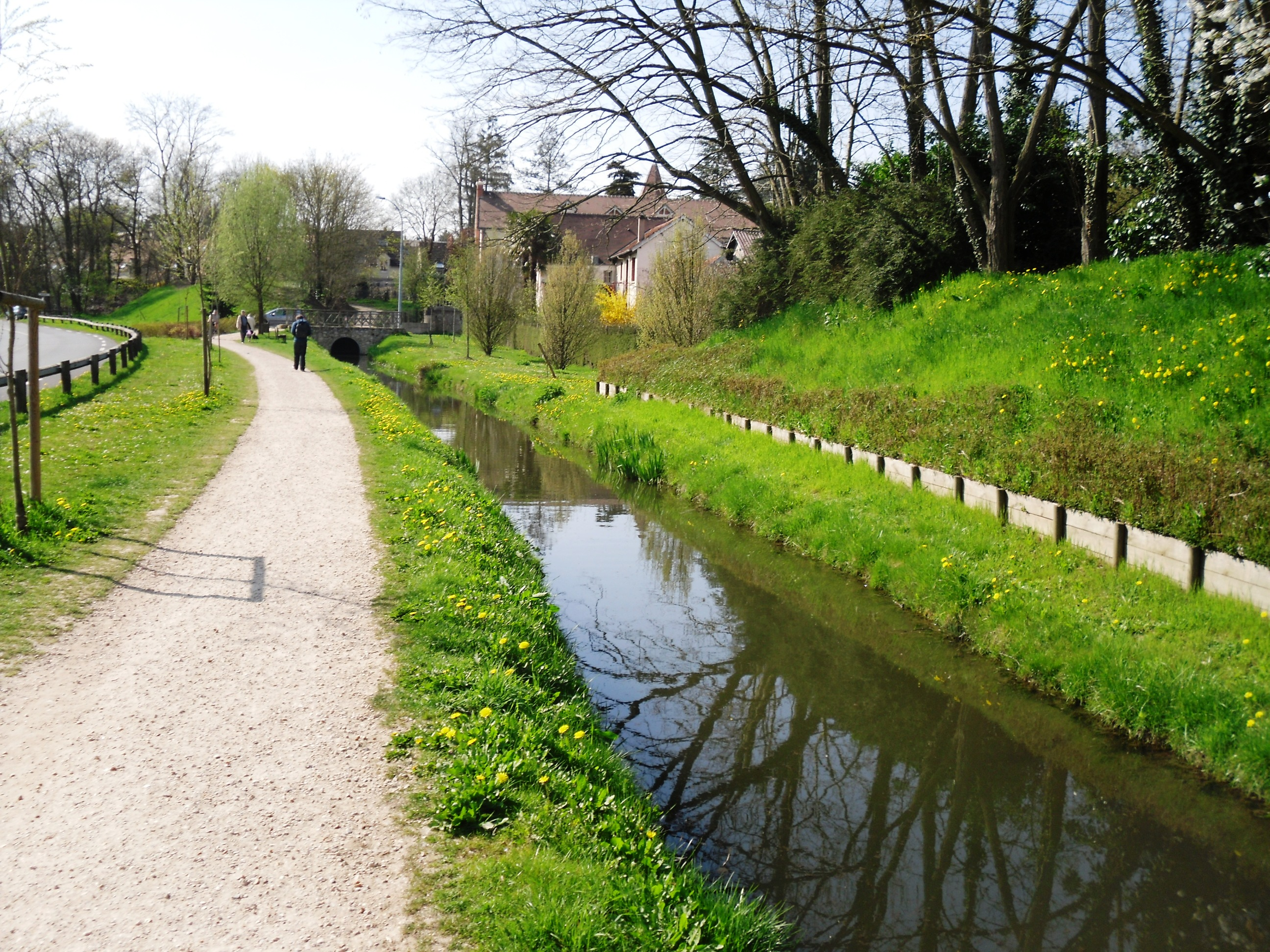
La Bièvre entre Massy et Verrières-le-Buisson.
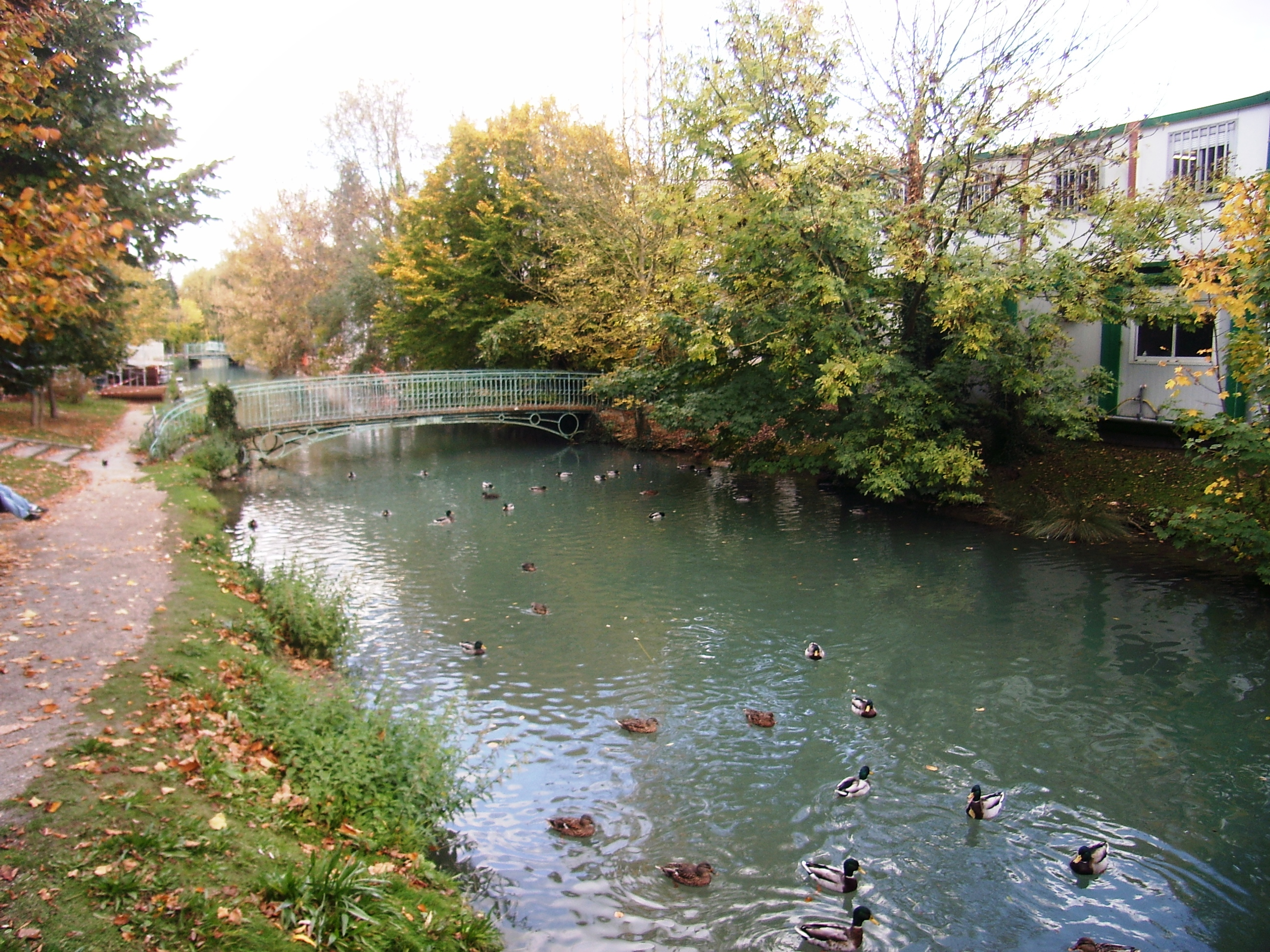
L’Essonne à La Ferté-Alais.
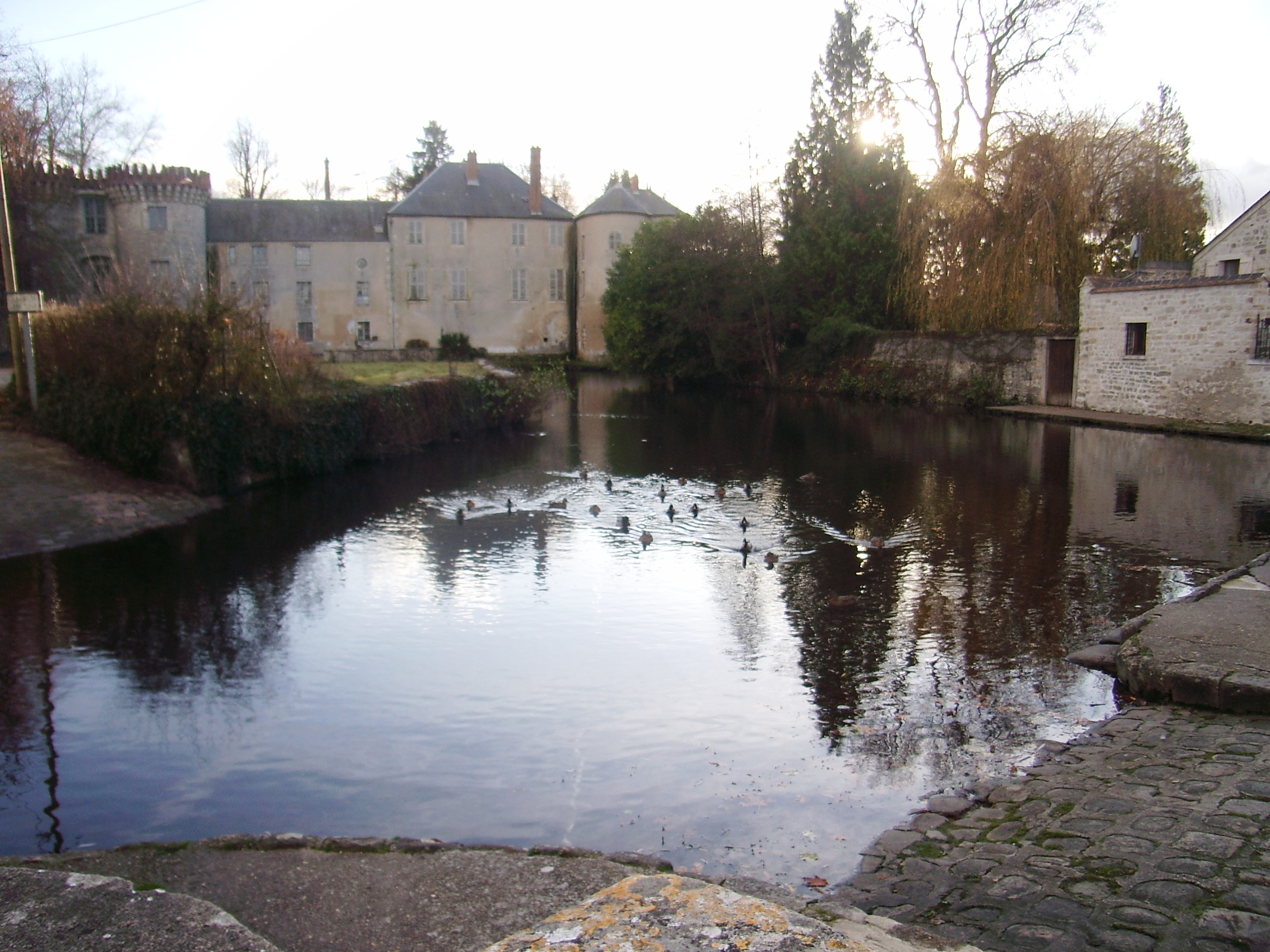
L’École à Milly-la-Forêt.
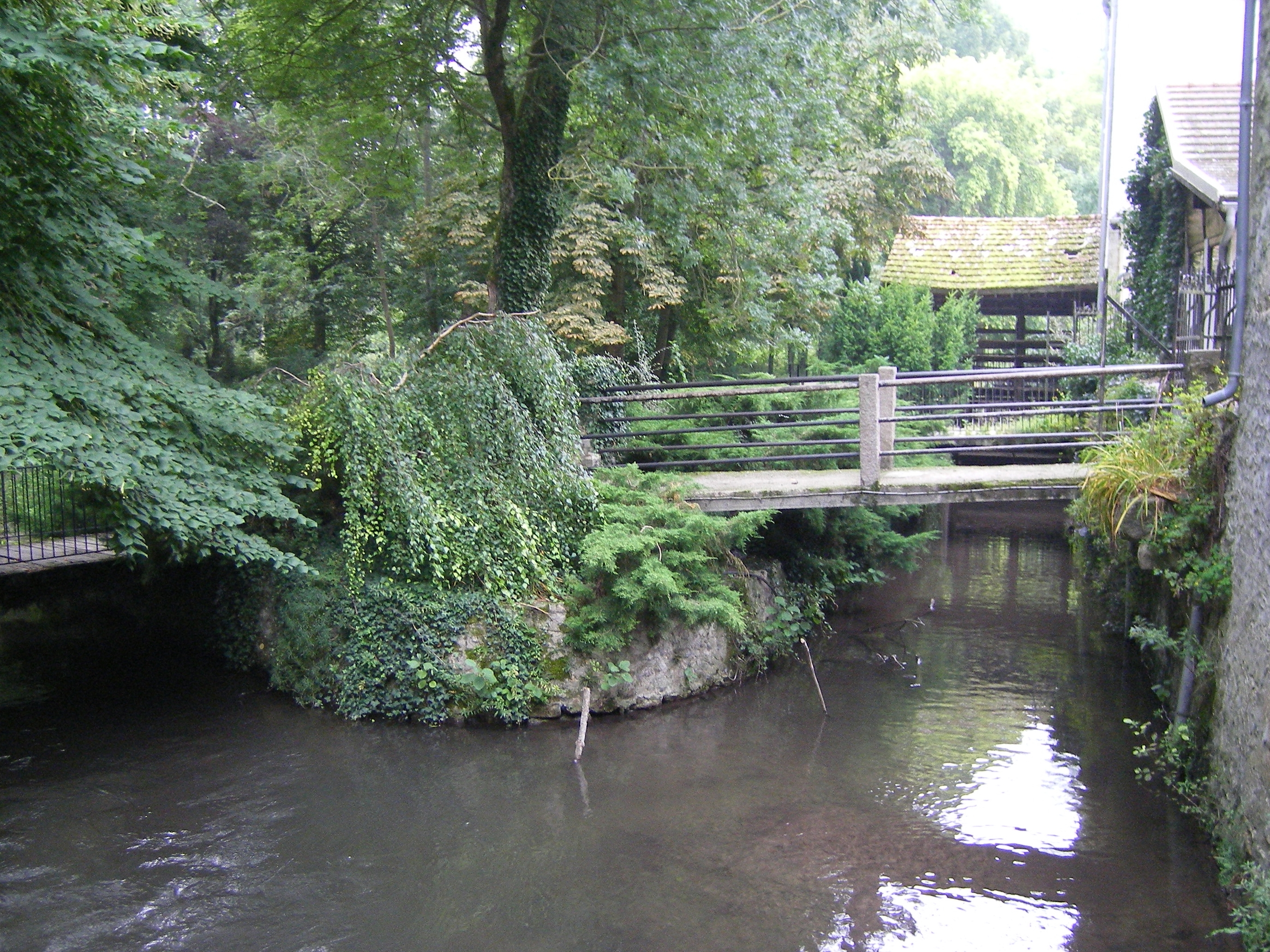
La Juine à Ormoy-la-Rivière.
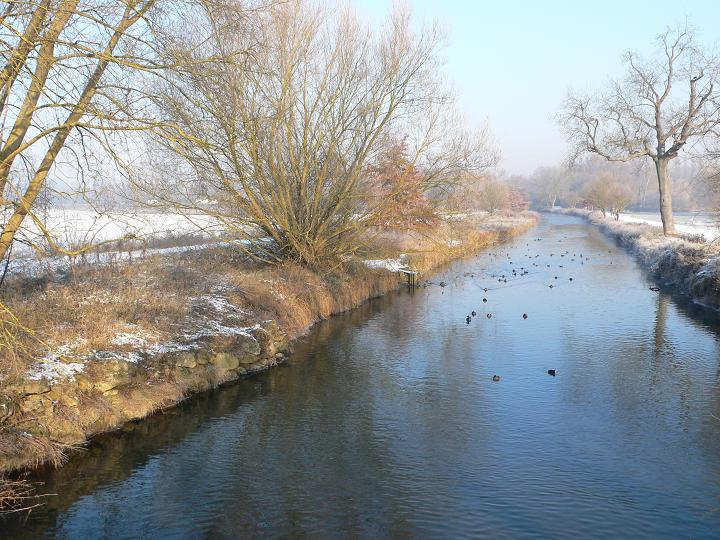
L’Orge à Brétigny-sur-Orge.
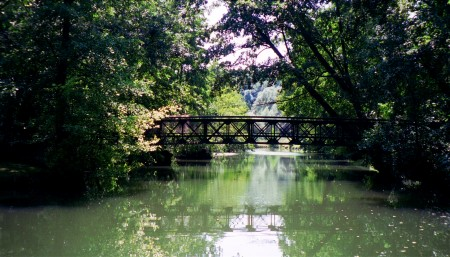
L’Yerres à Boussy-Saint-Antoine.
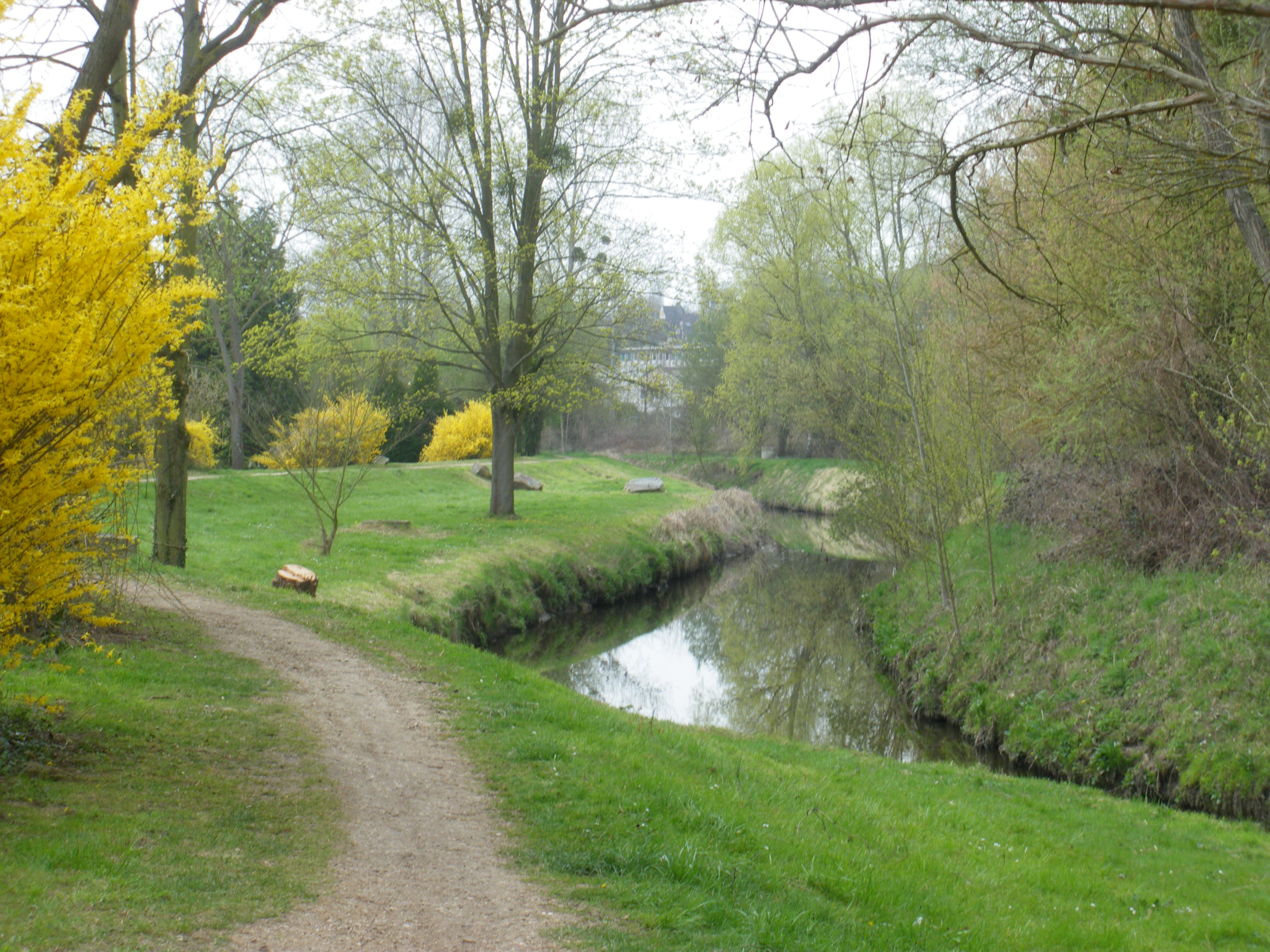
L’Yvette à Orsay.
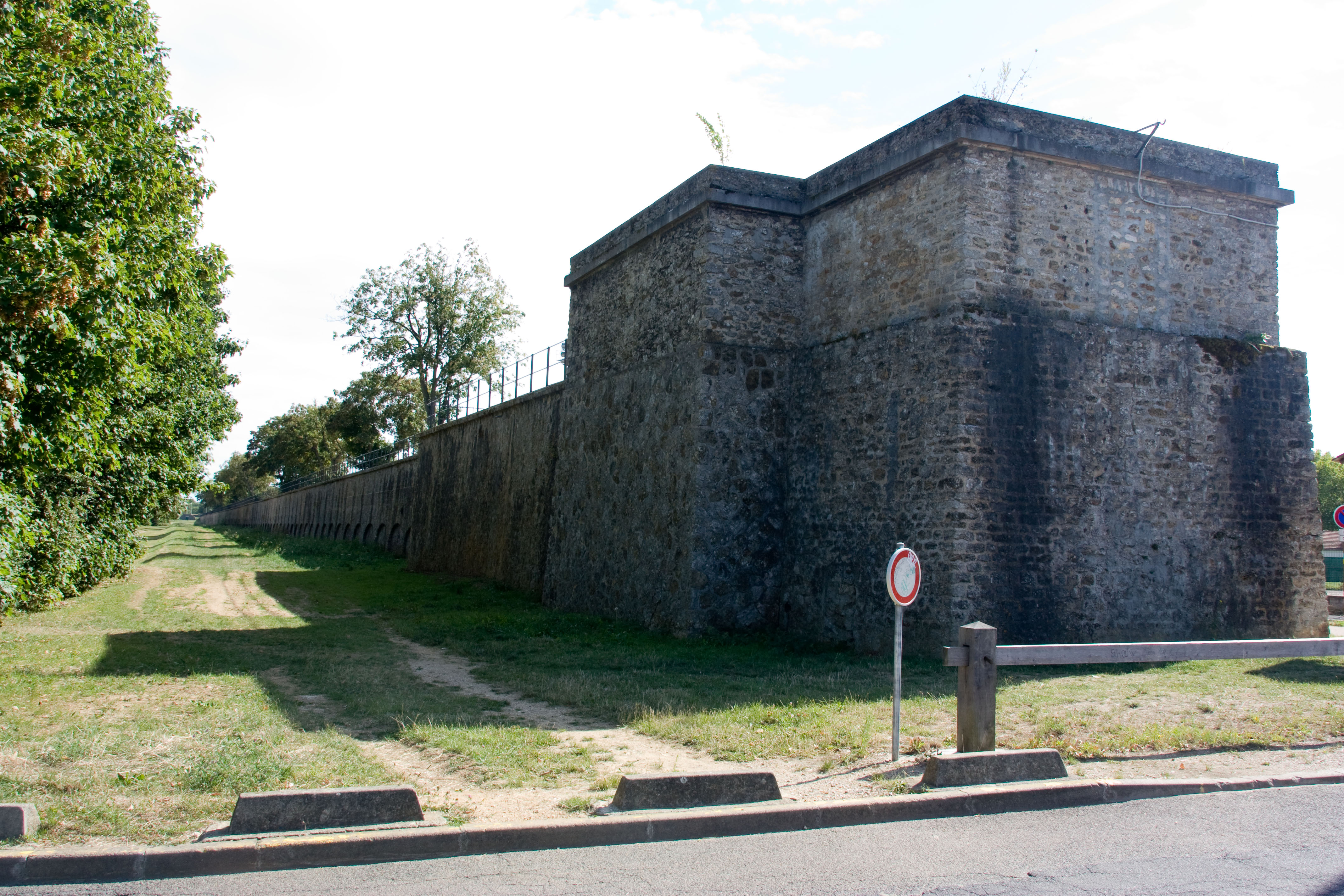
L’aqueduc de la Vanne et du Loing à Viry-Châtillon.

### Relief et géologie

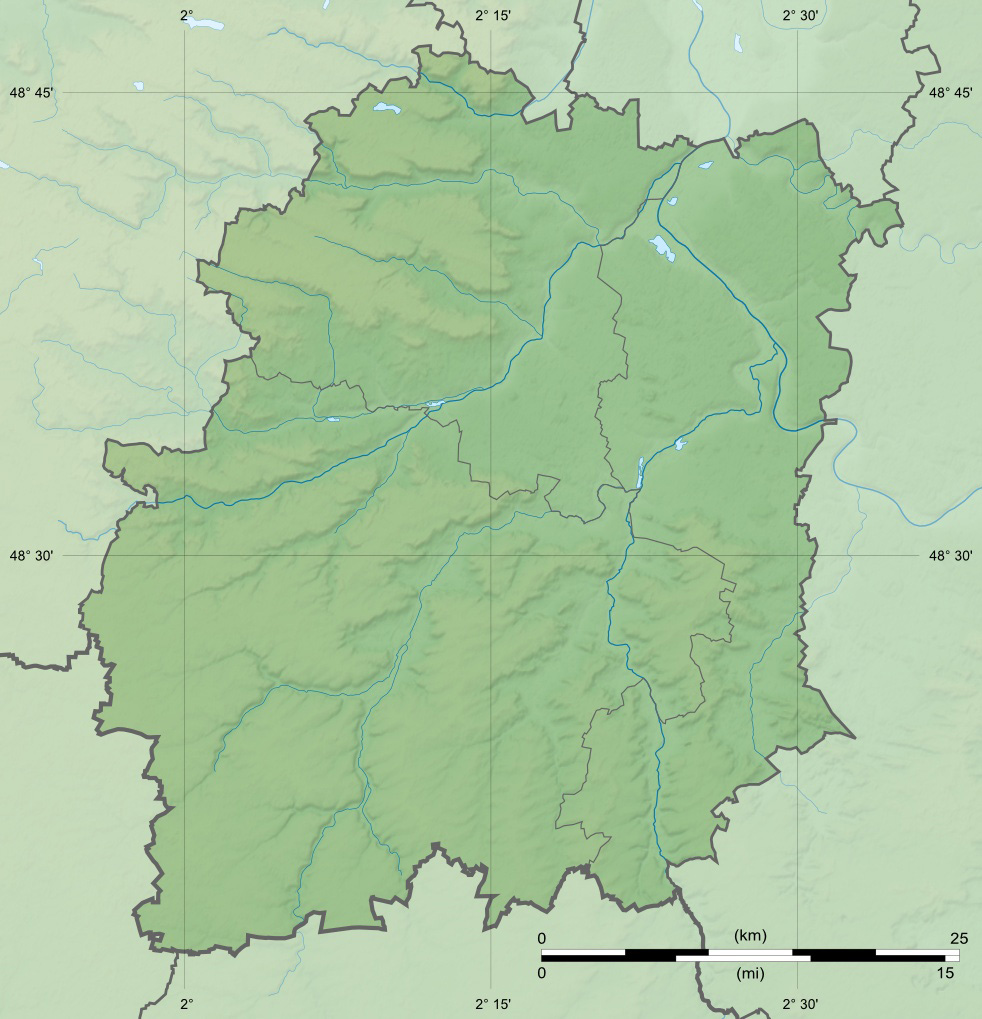
Carte physique du département de l’Essonne.

Le département de l’Essonne occupe un territoire orienté en pente relativement douce de la Beauce au sud-ouest vers la vallée de la Seine au nord-est. Le point culminant du département se trouve à l’ouest sur le territoire de Pecqueuse à cent soixante-dix-huit mètres d’altitude au lieu-dit Chaumusson à proximité de l’ancienne ligne Paris - Chartres par Gallardon (48° 39′ 20″ N, 2° 04′ 49″ E). Le point le plus bas est lui situé à trente-et-un mètres d’altitude à Vigneux-sur-Seine à proximité de la station d’épuration en bord de Seine (48° 43′ 26″ N, 2° 26′ 08″ E). La moitié sud du département est occupée par le large plateau de la Beauce, creusé par les vallées de l’Essonne et l’École à l’est, de la Juine au centre et la vallée de l'Orge au nord-ouest. Le nord-ouest du département alterne plateaux et vallées encaissées avec du sud au nord, le plateau de Limours, la petite vallée de la Salmouille, le plateau de Courtabœuf, la vallée encaissée de l’Yvette, le plateau de Saclay, la vallée encaissée de la Bièvre (affluent de la Seine) et enfin les contreforts du plateau de Villacoublay. Le nord-est du département est occupé par la pénéplaine de la Seine, de l’Essonne et de l’Orge, au relief relativement peu marqué jusqu’au lit du fleuve. Sur la rive droite commence le plateau de la Brie, traversé par la vallée peu profonde de l’Yerres.
Géologiquement intégré au bassin parisien, le sous-sol est relativement homogène sur l’ensemble du territoire avec quelques variations entre le sud et le nord-est. Au sud-est le sous-sol est constitué de couches successives de sable de Fontainebleau et de calcaire. Au nord-ouest et à l’est, le calcaire est remplacé par de la marne et dans les vallées de l’Yvette et de la Bièvre, le sable compacté forme des blocs de meulière. Au centre du territoire, le gypse se mêle au calcaire et la marne. Dans la vallée de l’Essonne et la vallée de l’Orge s’ajoutent une couche d’argile à silex, et à l’extrême est du territoire, dans le Gâtinais, en profondeur une couche de craie. Au nord-est de la Seine, le plateau briard est composé de couches successives de marne, de sable et de calcaire.

### Départements limitrophes

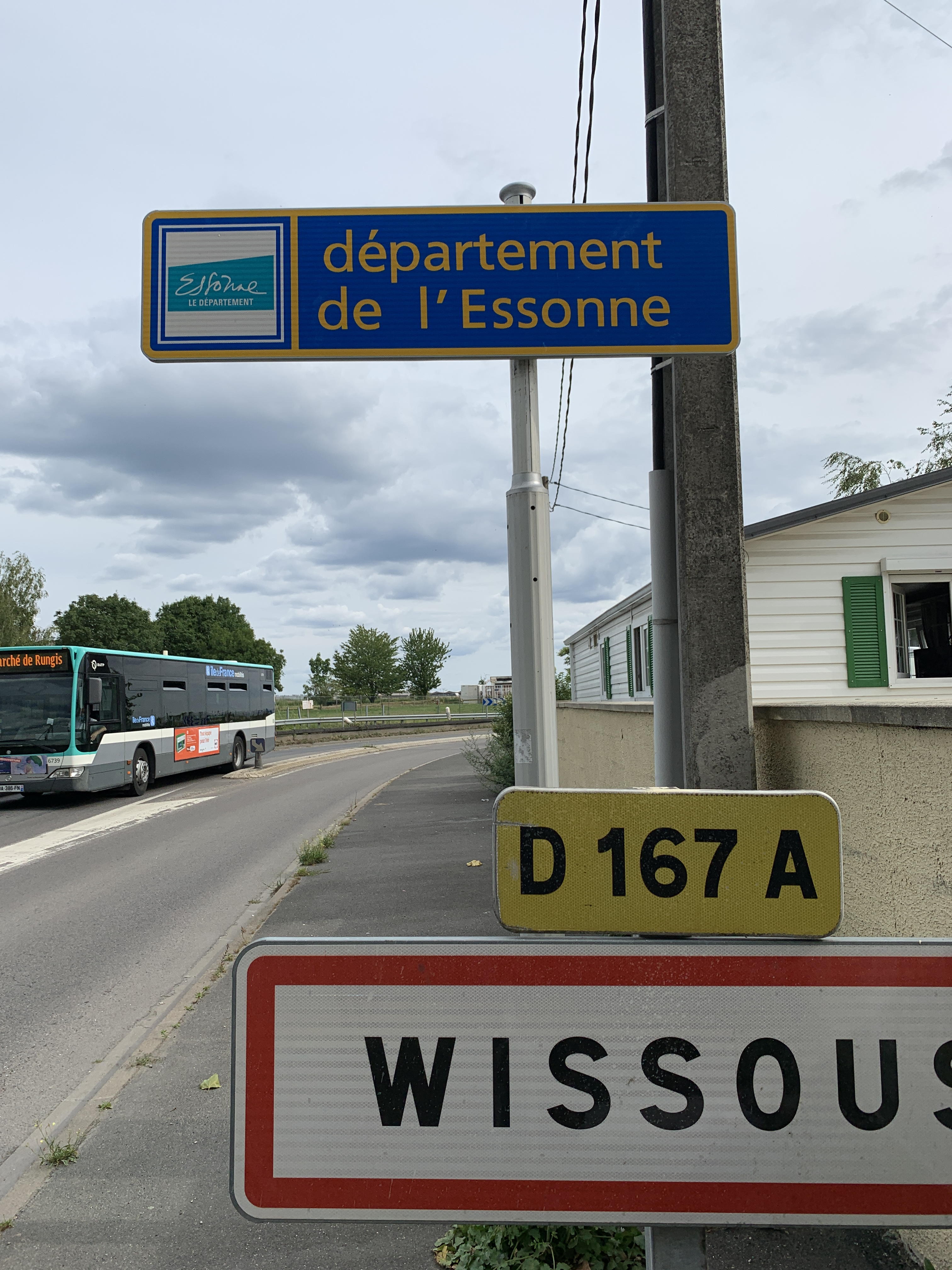
Un panneau à l’entrée du département de l’Essonne à Wissous.

Le département de l’Essonne est une portion de l’ancienne Seine-et-Oise, comme ses départements limitrophes que sont les Yvelines à l’ouest, les Hauts-de-Seine au nord-ouest et le Val-de-Marne au nord et nord-est.
À l’est et au sud-est se trouve le plus vaste département de la région Île-de-France, la Seine-et-Marne. Au sud et au sud-ouest, se trouvent le Loiret et l’Eure-et-Loir qui appartiennent tous deux à la région Centre-Val de Loire.

### Climat
Le climat de l’Essonne est mesuré à partir de la station météorologique départementale de Brétigny-sur-Orge (48° 35′ 40″ N, 2° 19′ 11″ E), approximativement centrale sur le territoire et implantée à soixante-dix huit mètres d’altitude dans un secteur représentatif géographiquement. Cependant, des variations relativement importantes sont mesurables à partir de stations situées à proximité dans les départements limitrophes, comme à Orly et Vélizy-Villacoublay au nord, Melun à l’est, Trappes et Chartres à l’ouest, Orléans au sud.
Le département de l’Essonne, situé en Île-de-France et dans le bassin parisien, se caractérise par un climat océanique dégradé, principalement sous l’influence des régimes d’ouest - sud-ouest, aux hivers frais et aux étés doux. Cela se traduit par une fréquence élevée des pluies, environ cent soixante jours par an. Mais paradoxalement l’Essonne figure parmi les départements les plus « secs » de France, le mot sec étant relatif aux quantités de pluie reçue avec seulement 598,3 millimètres par an à la station météorologique départementale de Brétigny-sur-Orge contre 770 millimètres à Nice ou 660 millimètres à Toulouse. Les précipitations sont cependant bien réparties tout au long de l’année, toutefois l’été connaît des précipitations surtout sous forme d’averses orageuses brèves mais intenses. L’ensoleillement est pour sa part conforme aux moyennes relevées au nord de la Loire avec un cumul de 1 798 heures par an, un ensoleillement maximum en juillet et minimum en décembre.
Les températures sont typiques des plaines du bassin parisien avec des moyennes en janvier entre 0,7 °C et 6,1 °C, en juillet entre 13 °C et 24,5 °C à Brétigny-sur-Orge. La température moyenne annuelle est fixée à 10,8 °C avec une moyenne haute à 15,2 °C et une moyenne basse à 6,4 °C, le mois le plus chaud est juillet avec une moyenne haute mensuelle fixée à 24,5 °C et le mois le plus froid, janvier avec une moyenne basse à 0,7 °C. L’influence du climat continental entraîne cependant des écarts parfois importants et des records de température élevés avec 38,2 °C relevés le 1er juillet 1952 et très bas à −20,6 °C le 8 janvier 2010. Les températures minimales sont systématiquement plus élevées d’un à deux degrés celsius dans le nord du département du fait de la densité urbaine plus forte.
| Mois                              | jan. | fév. | mars | avril | mai  | juin | jui. | août | sep. | oct. | nov. | déc. | année |
| --------------------------------- | ---- | ---- | ---- | ----- | ---- | ---- | ---- | ---- | ---- | ---- | ---- | ---- | ----- |
| Température minimale moyenne (°C) | 0,7  | 1    | 2,8  | 4,8   | 8,3  | 11,1 | 13   | 12,8 | 10,4 | 7,2  | 3,5  | 1,7  | 6,4   |
| Température moyenne (°C)          | 3,4  | 4,3  | 7,1  | 9,7   | 13,4 | 16,4 | 18,8 | 18,5 | 15,6 | 11,5 | 6,7  | 4,3  | 10,8  |
| Température maximale moyenne (°C) | 6,1  | 7,6  | 11,4 | 14,6  | 18,6 | 21,8 | 24,5 | 24,2 | 20,8 | 15,8 | 9,9  | 6,8  | 15,2  |
| Ensoleillement (h)                | 59   | 89   | 134  | 176   | 203  | 221  | 240  | 228  | 183  | 133  | 79   | 53   | 1 798 |
| Précipitations (mm)               | 47,6 | 42,5 | 44,4 | 45,6  | 53,7 | 51   | 52,2 | 48,5 | 55,6 | 51,6 | 54,1 | 51,5 | 598,3 |

### Transports
Le département dispose d’un maillage important d’axes de transport d’envergure nationale, des routes en partie héritées des voies romaines et de l’ancien régime, des voies ferrées majeures et un aéroport international.

#### Transport aérien

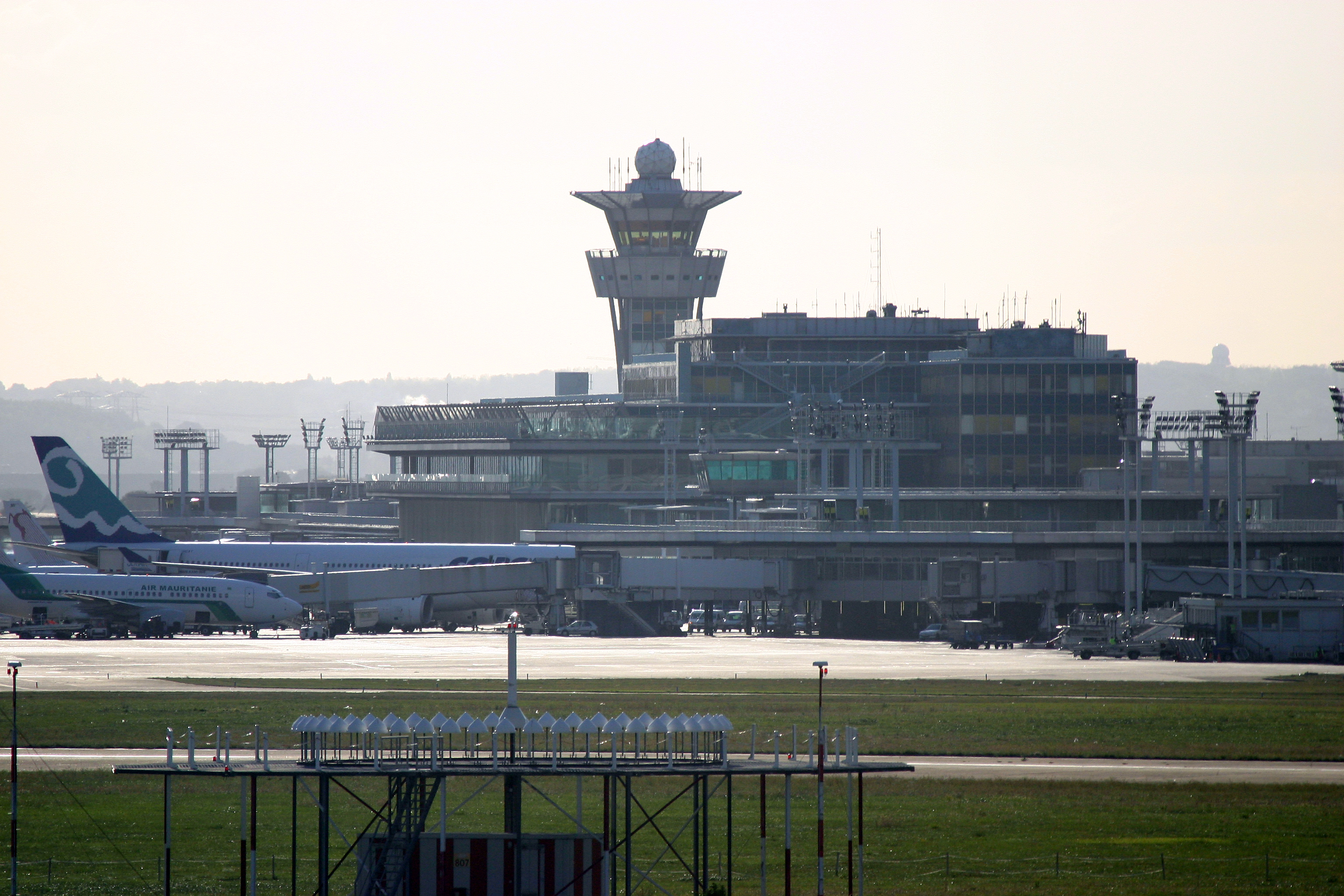
L'aérogare Orly-Sud à Paray-Vieille-Poste.

Implanté pour 60 % de sa superficie à l’extrême nord du département, l'aéroport de Paris-Orly constitue une plaque tournante importante du transport aérien. Deuxième aéroport de France avec un trafic d'environ 29,6 millions de passagers et 231 000 mouvements en 2015.
Il est complété, dans l'Essonne par l'aérodrome d'Étampes - Mondésir, l'aérodrome de La Ferté-Alais et l'aérodrome de Buno-Bonnevaux.
La base aérienne 217 de Brétigny-sur-Orge a été dissoute le 26 juin 2012.

#### Transport fluvial

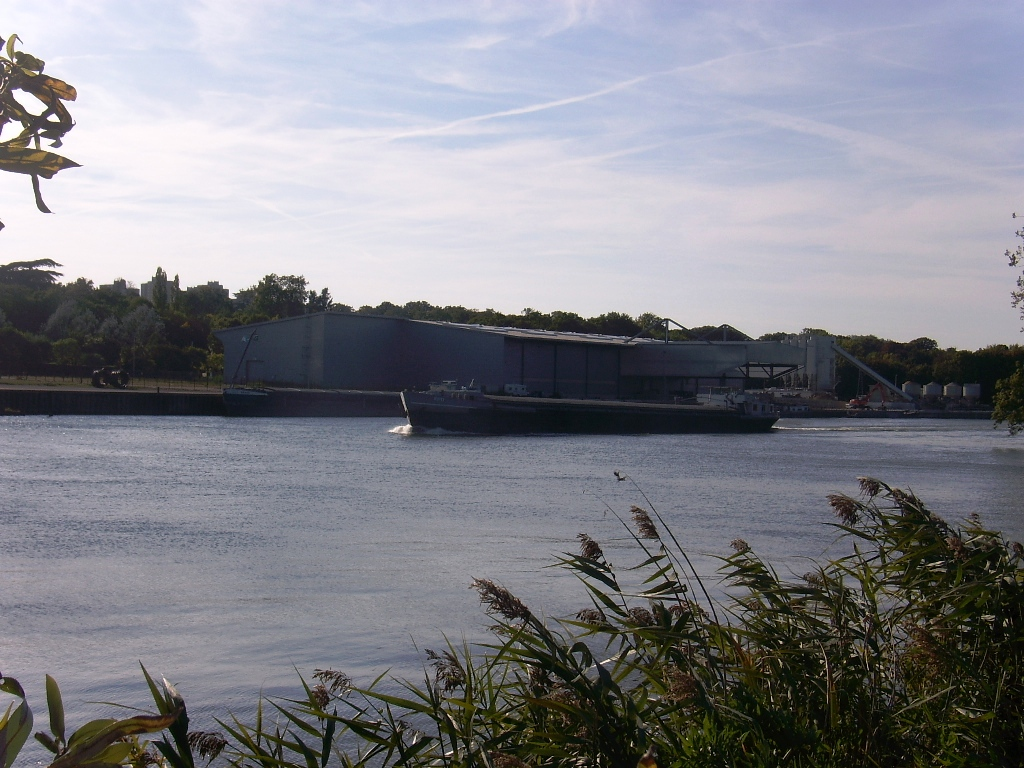
Le port de commerce d'Évry-Courcouronnes.

Malgré la présence de la Seine à l’est du département, le transport fluvial est relativement peu développé avec la seule présence du port d'Évry, installation de quatre hectares gérée par le port autonome de Paris, qui a permis le traitement en 2001 de 154 600 tonnes de marchandises et qui devrait voir sa capacité augmenter par l’adjonction d’un terminal à conteneurs. Il est complété un peu en amont par les installations des grands moulins de Corbeil dont le nouveau terminal inauguré en 1995 est adapté aux convois fluviaux et par des installations d’entreprises privées à Viry-Châtillon, Grigny et Athis-Mons. En 2008, le trafic fluvial dans les ports du département s’est élevé à 1 031 735 tonnes.

#### Transport routier

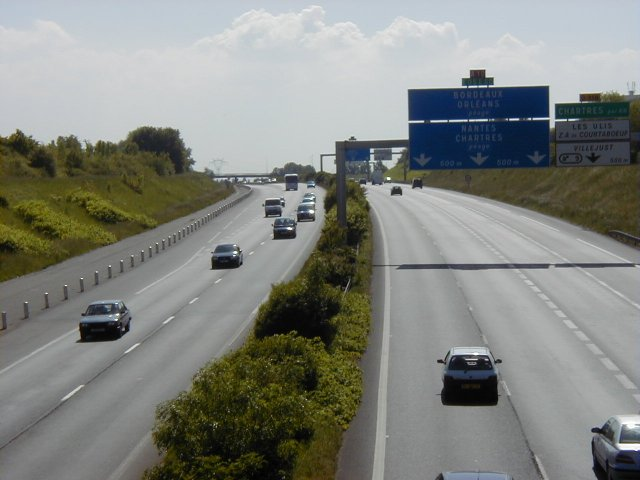
L’autoroute A10 à Villebon-sur-Yvette.

L’Essonne est traversée du nord au sud par six axes routiers majeurs. Implantés d’ouest en est, on trouve la route nationale 118 de Bièvres aux Ulis qui mènent à la porte de Saint-Cloud, l’autoroute A86 qui fait une courte incursion à Verrières-le-Buisson, l’autoroute A10 de Wissous à Dourdan vers l’ouest, la route nationale 20 de Massy à Angerville vers le sud-ouest, l’autoroute A6 de Wissous à Soisy-sur-École vers le sud-est, l’ancienne route nationale 7 de Paray-Vieille-Poste au Coudray-Montceaux vers le sud, la route nationale 6 de Crosne à Tigery, la route nationale 337 au Coudray-Montceaux et la route nationale 449 à Ris-Orangis. Assurant la liaison entre ces axes et la ceinture de la région, la route nationale 104 traverse le département d’ouest en est entre Marcoussis et Tigery. Le département totalise ainsi en 2009 cinquante-huit kilomètres d’autoroute, deux cent vingt-cinq kilomètres de route nationale et mille cent quatre-vingt-onze kilomètres de route départementale. L’entretien des axes nationaux est réalisé par la DIR Ile-de-France et les routes départementales par 3 unité territoriale de déplacement de l’Essonne, à Lisses, Linas et Étampes.
Complétant ce maillage, plusieurs réseaux d’autobus de la RATP et des transporteurs membres de l'Optile relient les agglomérations.

#### Transport ferroviaire

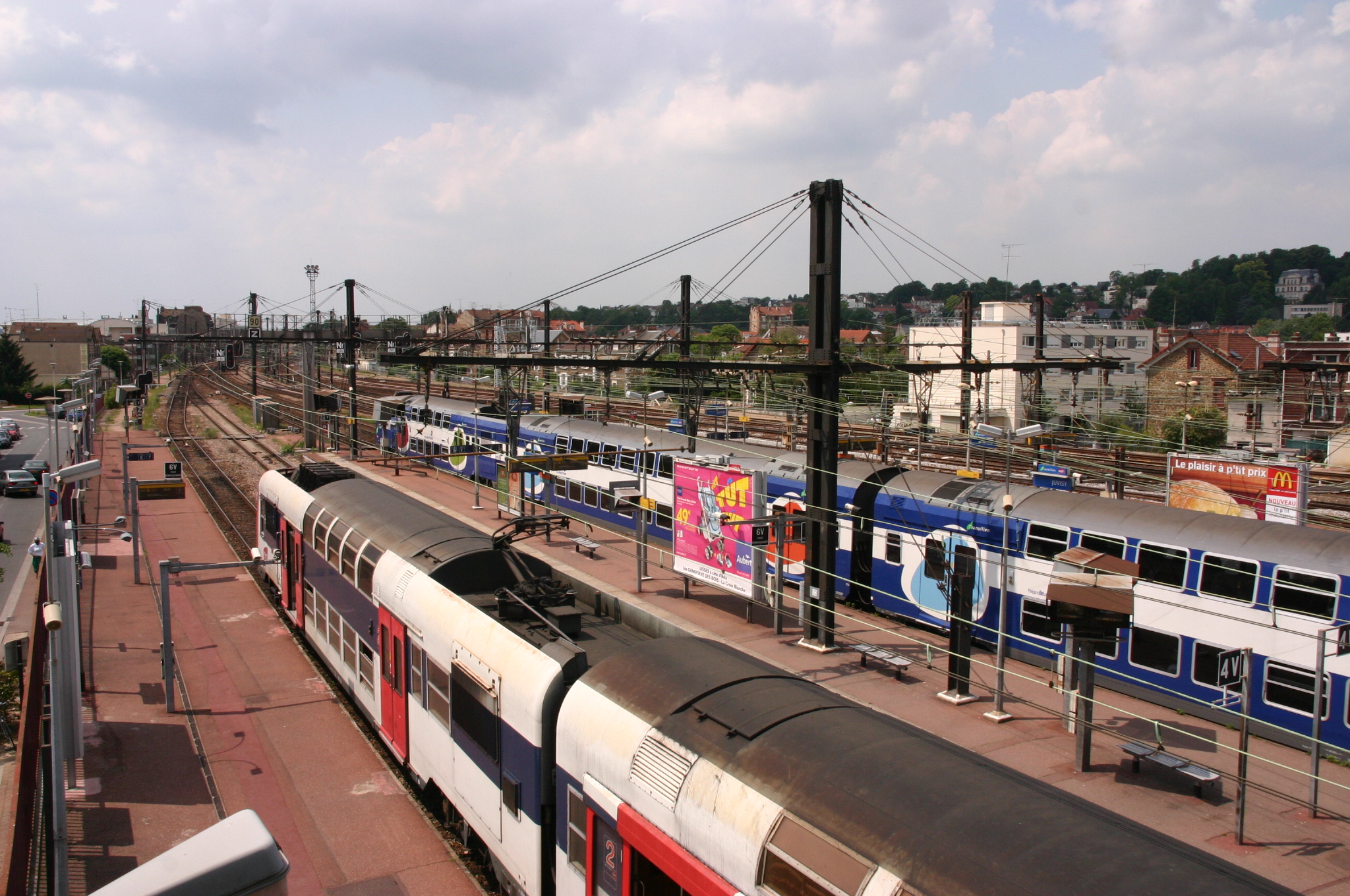
Le pôle ferroviaire de Juvisy-sur-Orge.

Suivant pour la plupart ces axes routiers, des voies ferrées furent ajoutées. Le département est ainsi parcouru, selon leur implantation d’ouest en est, par l’ancienne ligne de Sceaux utilisée par la ligne B du RER d'Île-de-France de Massy à Gif-sur-Yvette, la ligne de Paris-Montparnasse à Monts (LGV) de Verrières-le-Buisson à Saint-Cyr-sous-Dourdan, la ligne de la grande ceinture de Paris entre Bièvres et Athis-Mons, la ligne de Paris-Austerlitz à Bordeaux-Saint-Jean d’Athis-Mons à Angerville et la ligne de Brétigny à La Membrolle-sur-Choisille de Brétigny-sur-Orge à Dourdan aujourd’hui toutes trois utilisées par la ligne C du RER d'Île-de-France, la ligne de Villeneuve-Saint-Georges à Montargis entre Vigneux-sur-Seine et Boigneville, la ligne de Grigny à Corbeil-Essonnes entre Grigny et Corbeil-Essonnes, la ligne de Corbeil-Essonnes à Montereau entre Corbeil-Essonnes et Le Coudray-Montceaux et la ligne de Paris-Lyon à Marseille-Saint-Charles entre Montgeron et Boussy-Saint-Antoine empruntées par la ligne D du RER d'Île-de-France. Au total, ce sont soixante-treize gares qui sont réparties sur les trois lignes de transports en commun. Les TGV desservent les gares de Massy TGV et Massy - Palaiseau.

#### Transports en commun
- Lignes de RER desservant le département :
  - Ligne  , communes de Gif-sur-Yvette, Bures-sur-Yvette, Orsay, Palaiseau, Villebon-sur-Yvette, Massy
  - Ligne  , communes d'Étampes, Étréchy, Chamarande, Lardy, Marolles-en-Hurepoix, Dourdan, Sermaise, Saint-Chéron, Breuillet, Bruyères-le-Châtel, Égly, Arpajon, La Norville, Saint-Germain-lès-Arpajon, Brétigny-sur-Orge, Saint-Michel-sur-Orge, Sainte-Geneviève-des-Bois, Épinay-sur-Orge, Savigny-sur-Orge, Longjumeau, Chilly-Mazarin, Massy, Igny, Bièvres, Juvisy-sur-Orge et Athis-Mons
  - Ligne  , communes de Boigneville, Buno-Bonnevaux, Maisse, Boutigny-sur-Essonne, Montgeron, Crosne, La Ferté-Alais, Ballancourt-sur-Essonne, Mennecy, Brunoy, Boussy-Saint-Antoine, Épinay-sous-Sénart, Quincy-sous-Sénart, Yerres, Villabé, Coudray-Montceaux, Corbeil-Essonnes, Évry-Courcouronnes, Ris-Orangis, Grigny, Viry-Châtillon, Juvisy-sur-Orge et Vigneux-sur-Seine
- Lignes de métro desservant le département :
  - Ligne   (1 station), commune de Paray-Vieille-Poste
- Lignes de tramway desservant le département :
  - Ligne  , communes de Paray-Vieille-Poste et Athis-Mons
  - Ligne  , communes de Massy, Palaiseau, Champlan, Longjumeau, Chilly-Mazarin, Épinay-sur-Orge, Morsang-sur-Orge, Viry-Châtillon, Grigny, Ris-Orangis et Évry-Courcouronnes
- Autres moyens de transport :
  - Ligne  Tzen 1, communes de Corbeil-Essonnes, Saint-Germain-lès-Corbeil et de Saint-Pierre-du-Perray

Dans le futur, le département sera desservi par : 
- Des nouvelles stations métropolitaines :
  - Ligne   (6 stations), communes de Saclay, Saint-Aubin, Orsay, Gif-sur-Yvette, Massy, Palaiseau et Paray-Vieille-Poste (mise en place en 2027)
- Des nouvelles stations de tramway :
  - Prolongement de la ligne  , communes d'Athis-Mons et Juvisy-sur-Orge
- De nouveaux moyens de transport :
  - Ligne  Tzen 4, communes de Corbeil-Essonnes, Évry-Courcouronnes, Ris-Orangis, Grigny et Viry-Châtillon (mise en place en 2025)

#### Énergie

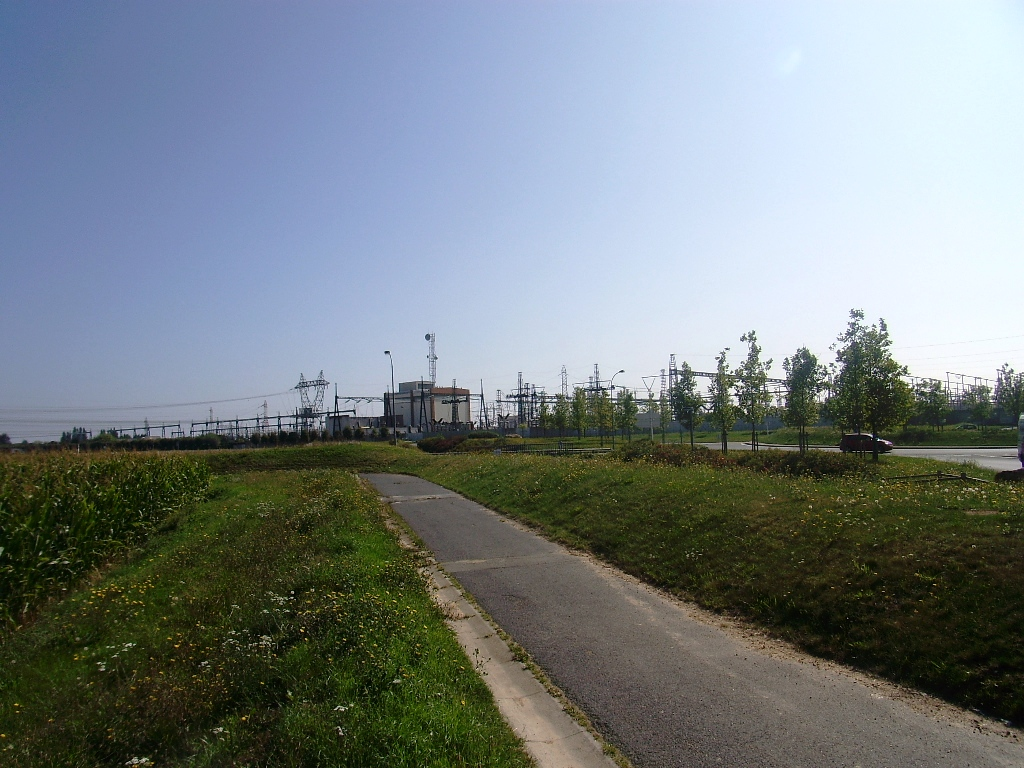
Le centre de transformation électrique de Villejust.

Quatre réseaux d’oléoducs traversent le département totalisant cent soixante-cinq kilomètres, dont le Donges-Grandpuits-Metz exploité par la Société française Donges-Metz avec quatre dépôts à Guigneville-sur-Essonne, D'Huison-Longueville, Cerny et Orveau et Le Havre-Grandpuits et son jumeau PLIF exploités par la Trapil et l’oléoduc reliant la station de pompage d’Itteville à la raffinerie de Grandpuits. Plusieurs gazoducs du réseau haute pression de GRTgaz sillonnent le territoire et un spécial géré par Air liquide relie l’usine Altis Semiconductor de Corbeil-Essonnes au centre de production de Moissy-Cramayel.
À Villejust se trouve le centre de transformation électrique le plus important de France chargé de transformer le 400 000 volts provenant des centrales électriques de la Loire en 220 000 volts à destination des répartiteurs d’Issy-les-Moulineaux et Chevilly-Larue et en 90 000 volts pour la consommation locale. Il est en outre relié à la ligne à très haute tension « boucle 400 000 volts » de RTE qui entoure l’Île-de-France et traverse le département d’ouest en est.

## Toponymie
L’appellation de la rivière l’Essonne tire ses origines du nom de la déesse gauloise des rivières, Acionna, vénérée dans l’Orléanais où le cours d’eau prend sa source. À la création du département en 1964, il fut décidé qu’il prendrait le nom de la rivière qui parcourt son territoire du sud au nord jusqu’à la confluence avec la Seine à Corbeil-Essonnes. Ce même nom se retrouvait aussi dans le toponyme de l’ancienne commune d’Essonnes et comme extension de plusieurs communes du département : Ballancourt-sur-Essonne, Boutigny-sur-Essonne, Courdimanche-sur-Essonne, Gironville-sur-Essonne, Guigneville-sur-Essonne, Prunay-sur-Essonne et Vayres-sur-Essonne.

## Histoire

### Avant l’Essonne
Le territoire de l’actuel département de l’Essonne fut occupé de façon certaine dès le Néolithique, comme en témoignent les découvertes en divers points du département de silex taillés et l’élévation de menhirs comme dans la forêt de Sénart à Brunoy. À l’époque gauloise, le territoire était à la frontière entre les domaines des Parisii au nord, des Carnutes au sud-ouest et des Sénons au sud-est. Des premières villes commencèrent alors à se démarquer, dont Dourdan, réputée pour son activité de poterie. L’invasion romaine permit l’édification d’une multitude de villa rustica sur les plateaux dominant les riches vallées, comme en témoignent les résultats de fouilles archéologiques à Orsay. D’autres villages se transformèrent en oppidum à la croisée des routes, tel Arpajon.

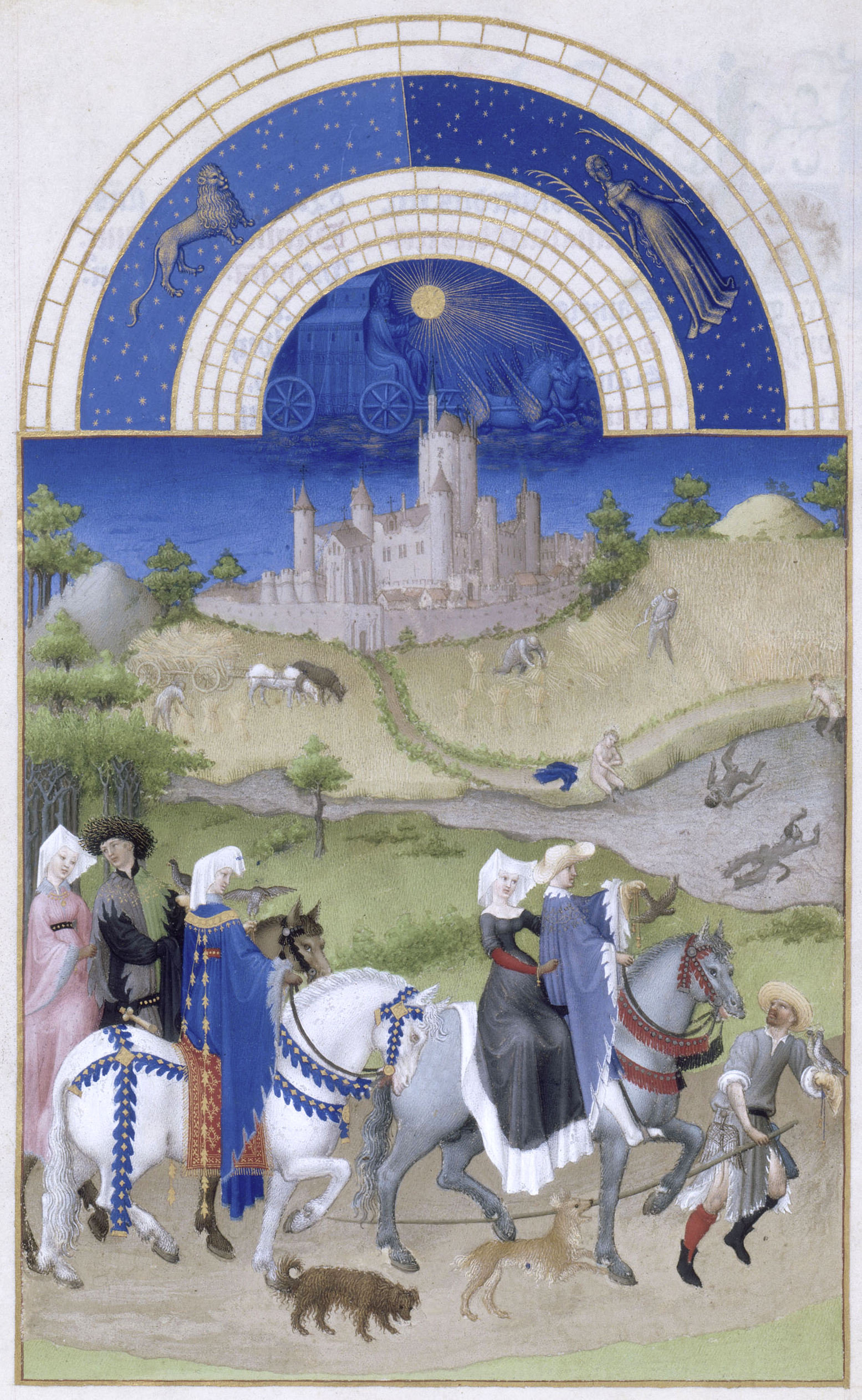
L’imposant château royal d’Étampes illustré dans le livre Les Très Riches Heures du duc de Berry, musée Condé, Chantilly, ms.65, f.8v, vers 1411-1416

Milly-la-Forêt devint par la volonté de Dryus un centre druidique au IIe siècle av. J.-C., la région de Dourdan subissant l’autorité du roi païen Dordanus au IVe siècle. Au VIe siècle s’acheva l’évangélisation du territoire, avec l’édification en 600 d’une première église à Corbeil-Essonnes et le développement à Palaiseau d’une abbaye sous l’impulsion de sainte Bathilde et saint Wandrille. En l’an 604 se déroula la première bataille d’Étampes entre Clotaire II, roi de Neustrie et Thierry II, roi de Bourgogne allié de Thibert II, roi d’Austrasie. À partir du VIIIe siècle, la plupart du territoire était intégré au domaine royal français, les rois disposant des lieux et distribuant les terres à leurs vassaux. Commença alors au Xe siècle l’édification de châteaux forts contrôlant les routes commerciales, comme à Montlhéry, ou pour arrêter les raids vikings à Corbeil-Essonnes et La Ferté-Alais. À partir du XIe siècle, la basilique Notre-Dame-de-Bonne-Garde à Longpont-sur-Orge devint la première étape du pèlerinage de Saint-Jacques-de-Compostelle depuis Paris.
Les révoltes des nobles locaux entraînèrent l’intégration complète du territoire dans le domaine royal, Robert II de France construisant le château d'Étampes, Louis VI le Gros démantelant le château de Montlhéry au XIIe siècle et réduisant à néant la puissante famille de Montlhéry, Philippe II de France construisant le château de Dourdan au XIIIe siècle. En 1131 se déroula le concile d’Étampes qui se prononça en faveur du futur pape Innocent II. En 1258 fut scellé le traité de Corbeil, fixant les limites territoriales entre le royaume de France et le royaume d'Aragon. Le domaine d’Étampes fut érigé en comté en 1298, créant alors la lignée des comtes puis ducs d’Étampes. De cette époque se fixèrent les deux composantes principales de l’économie locale, l’agriculture pour alimenter la capitale et l’industrie utilisant la force motrice des nombreux cours d’eau. Au XIIe siècle, les Grands moulins de Corbeil devinrent « moulins du Roi ».
À partir du XIVe siècle s’installèrent dans la région d’importantes commanderies templières à Étampes, Longjumeau, Chalou-Moulineux, Auvernaux, organisant de vastes domaines agricoles prospères. En 1305 fut signé le traité d'Athis-sur-Orge qui intégrait au royaume de France les villes de Lille, Douai et Béthune. En 1326 intervint le second traité de Corbeil, renouvelant l’Auld Alliance. En 1346, Philippe VI de France signa l’ordonnance de Brunoy, considérée comme le premier acte juridique en français ayant trait au développement durable. Survint alors la guerre de Cent Ans, causant des ravages et des massacres sur le territoire, comme l’incendie en 1360 de l’église Saint-Clément d’Arpajon par les troupes d’Édouard III d'Angleterre, brûlant vifs huit cents habitants. En 1371, ce fut au tour de Milly-la-Forêt d’être ravagée par le « prince noir » Édouard de Woodstock. Entre 1353 et 1355, Paris frappé par la peste noire utilisa les coches des bateliers de Corbeil, les corbeillards pour évacuer les cadavres, donnant ainsi naissance au mot corbillard. En 1465 eu lieu la bataille de Montlhéry entre Louis XI et Charles le Téméraire.
Le début de la Renaissance vit le développement commercial de la région, avec l’édification de halles à Milly-la-Forêt au XVe siècle puis Dourdan, Arpajon et Méréville au XVIe siècle. Dans le même temps, la fixation du pouvoir royal à Paris puis Versailles, deux villes proches et les apanages que constituaient les villes de Dourdan et Étampes, offertes en présents aux favorites Anne de Pisseleu et Gabrielle d'Estrées, entraînèrent l’établissement de châteaux, construits par les courtisans et les magistrats parisiens. En 1568 fut signée la Paix de Longjumeau, concluant la deuxième guerre de religion. En 1590, lors du siège de Paris, ce fut encore Corbeil, prise par Alexandre Farnèse qui permit le ravitaillement de Paris, bloqué par les troupes d’Henri IV de France. En 1628, la ville d’Essonnes fut ravagée par un incendie, provoqué par une nouvelle explosion du moulin à poudre. En 1652, en pleine Fronde, la seconde bataille d’Étampes mena à la victoire de Turenne qui avait stationné ses troupes à Arpajon.

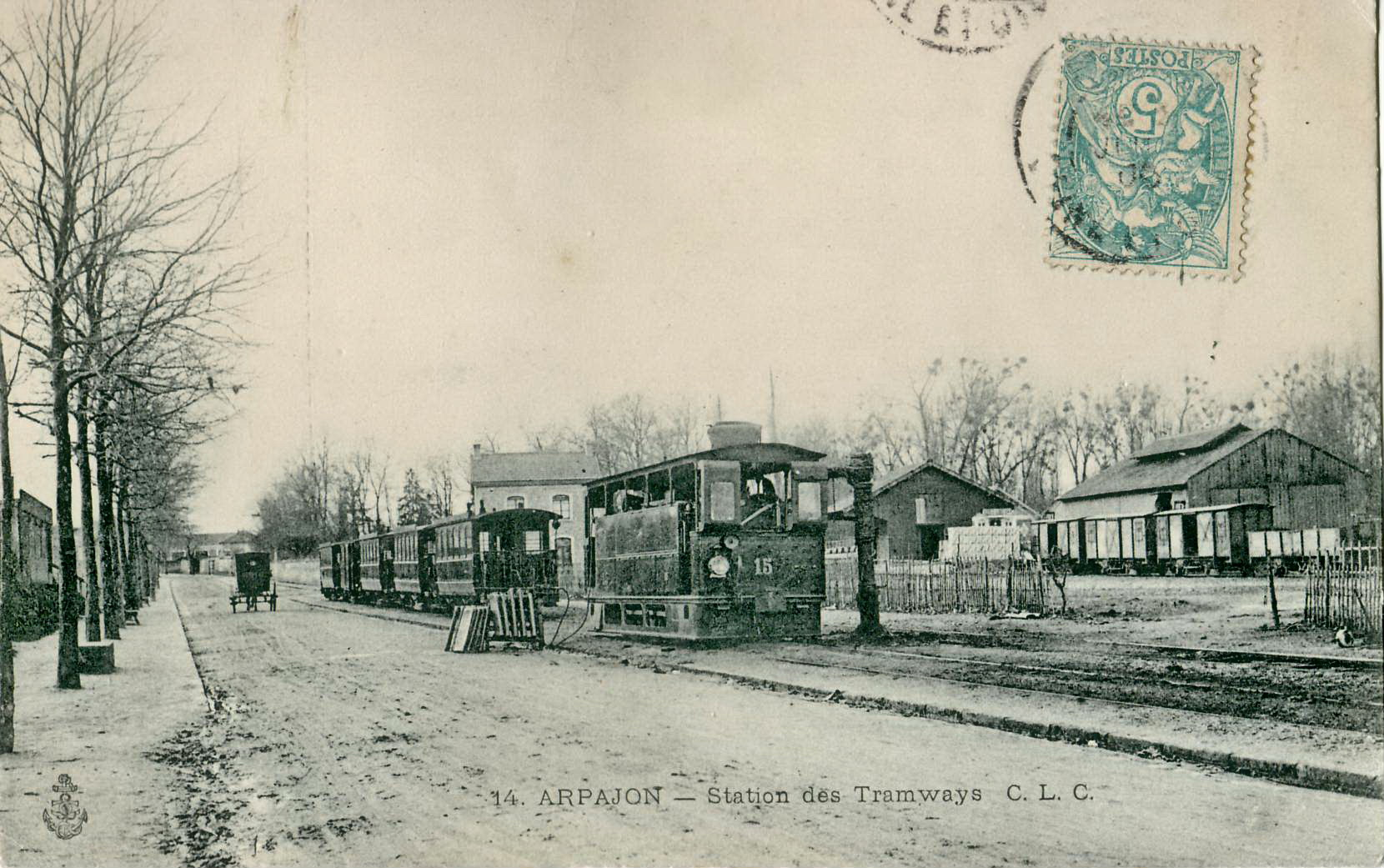
Le terminus d’Arpajon sur la ligne du tramway.

Le XVIIIe siècle vit la région s’équiper de plusieurs hôtels-Dieu à Milly-la-Forêt, Dourdan et Arpajon, de relais de poste sur les routes de Fontainebleau et Orléans. Il s’acheva par la Révolution française, modifiant relativement peu le quotidien des habitants. Un fait-divers marqua cependant cette période troublée, l’assassinat à Étampes du maire Jacques Guillaume Simoneau, entraînant la création par l’Assemblée législative d’une « Fête de la Loi » sur tout le territoire. Relativement peu touché par les conflits en dehors de l’occupation prussienne en 1870, le territoire profita du XIXe siècle pour bénéficier d’une modernisation importante, avec la création de plusieurs lignes de chemin de fer, la ligne de Sceaux en 1854, la ligne Brétigny - Tours en 1867, la ligne de la grande ceinture en 1882, plusieurs villages devenant alors un lieu de villégiature pour les riches bourgeois parisiens et les artistes. L’ouverture de la ligne de tramway de l’Arpajonnais en 1894 permit une nouvelle montée en puissance des débouchés agricoles de la région, offrant un accès direct et rapide aux halles de Paris. L’industrie lourde fit aussi son apparition avec l’ouverture des usines Decauville à Évry-Petit-Bourg et des papeteries Darblay à Essonnes, faisant entrer cette riche famille essonnienne dans le cercle des « deux cents familles ».

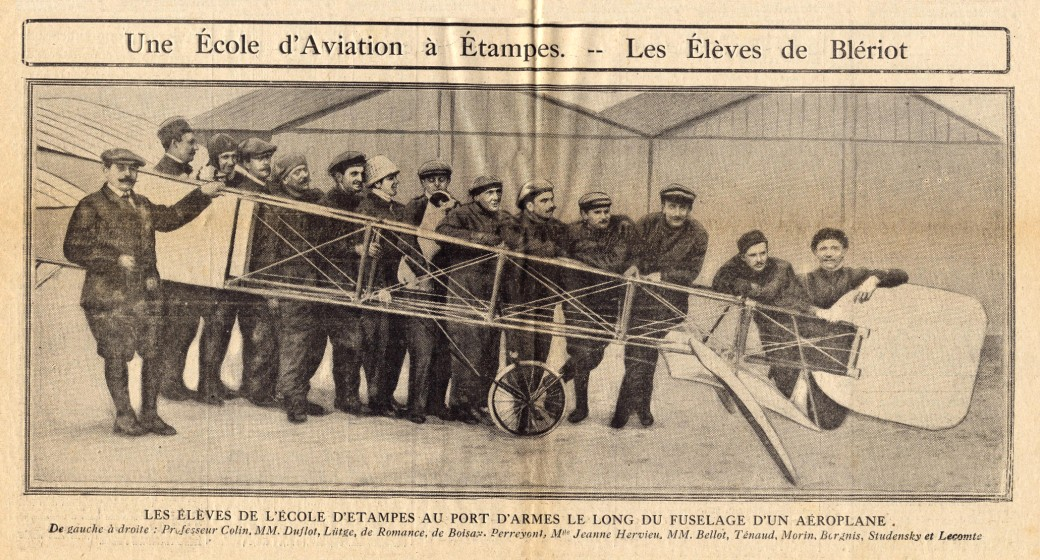
Les élèves de l’école d’aviation Blériot d’Étampes en 1910.

Le début du XXe siècle vit une nouvelle révolution pour le département, qui devint un des berceau de l’aviation, Viry-Châtillon accueillant en 1909 le premier aéroport organisé du monde à Port-Aviation, en 1910 Louis Blériot et Maurice Farman ouvraient des écoles sur l’aérodrome d'Étampes - Mondésir, Brétigny-sur-Orge disposait dès 1938 de la base aérienne 217, lieu de nombreux records. Autre site emblématique de la course à la vitesse, l’autodrome de Linas-Montlhéry créé en 1924 resta le lieu des plus célèbres courses automobiles jusque dans les années 1960. Relativement épargné par les deux conflits mondiaux, malgré la présence du camp de concentration de Linas-Montlhéry construit en 1940 par les nazis pour l’enfermement des Tsiganes, le futur département connu dès les années 1950 une forte poussée démographique, touché comme ces voisins par l’édification de bidonvilles aux portes de Paris, situation plus tard aggravée par la nécessité d’héberger les nombreux rapatriés d’Algérie venus s’installer dans la région. Ces bouleversements démographiques allaient entraîner le redécoupage administratif.

### Création et organisation d’un nouveau département
Au milieu des années 1960, la région Île-de-France était le théâtre de tractations politiques importantes. Le pouvoir central de la jeune Cinquième République, représenté par le président le général de Gaulle et le Premier ministre Michel Debré, décida de la réorganisation de la région capitale. Ainsi, la loi no 64-707 du 10 juillet 1964 portant réorganisation de la région parisienne prévoyait de supprimer les départements de Seine-et-Oise et de la Seine pour en créer sept nouveaux, dont le département de l’Essonne comprenant la presque totalité de l’arrondissement de Corbeil, l’arrondissement de Palaiseau et une partie de l’ancien arrondissement de Rambouillet. Le 25 février 1965, le décret no 65-142 fixait le chef-lieu du département à Évry-Petit-Bourg, précédemment officieusement installé à Corbeil-Essonnes. Le 2 juin 1966, un nouveau décret no 66-339 prévoyait le découpage administratif du département avec la création de l’arrondissement d'Évry en remplacement de celui de Corbeil-Essonnes (cette commune conservant cependant son statut de sous-préfecture) et modifiait les limites de l’arrondissement de Palaiseau. Le même jour, le décret no 66-340 créait l’arrondissement d'Étampes. Le 20 juillet 1967, le décret no 67-589 portait création officielle des vingt-sept cantons du département : Arpajon, Athis-Mons, Bièvres, Brétigny-sur-Orge, Brunoy, Corbeil-Essonnes, Dourdan, Étampes, Étréchy, Évry, Juvisy-sur-Orge, La Ferté-Alais, Limours, Longjumeau, Massy, Mennecy, Méréville, Milly-la-Forêt, Montgeron, Montlhéry, Orsay, Palaiseau, Ris-Orangis, Saint-Chéron, Sainte-Geneviève-des-Bois, Savigny-sur-Orge et Viry-Châtillon.
Le 19 septembre 1967, le décret no 67-792 fixait à la date du 1er janvier 1968 l’entrée en vigueur de la loi du 10 juillet 1964, prévoyant effectivement la création du nouveau département, dont le territoire faisait partie jusqu'ici de celui de la Seine-et-Oise. Ainsi, le département de l’Essonne fut officiellement créé le 1er janvier 1968, les élus du nouveau conseil général désignés lors des élections de 1967 entraient en fonction à cette date. Il fallut cependant attendre 1969 pour l’entrée en fonction du préfet Michel Aurillac. Le 21 novembre 1969 un décret détacha les communes de Châteaufort et Toussus-le-Noble qui sont rattachées au département voisin des Yvelines. Le 30 septembre 1974, un décret actait la fusion des communes d’Angerville et Dommerville, cette dernière quitte alors le département d’Eure-et-Loir pour intégrer l’Essonne. Le 25 novembre 1975 intervient un redécoupage administratif, le décret no 75-1116 portant le nombre de cantons à trente-cinq en ajoutant les cantons de Chilly-Mazarin, Draveil, Gif-sur-Yvette, Morsang-sur-Orge, Saint-Germain-lès-Corbeil, Saint-Michel-sur-Orge, Vigneux-sur-Seine, Villebon-sur-Yvette et Yerres et en supprimant le canton de Juvisy-sur-Orge. Le 17 février 1977, le préfet de l’Essonne Paul Cousserand signait l’arrêté portant création d’une nouvelle commune, Les Ulis. Le 23 janvier 1985, un nouveau décret no 85-83 modifiait encore les limites administratives en portant le nombre de cantons du département à quarante-deux par l’ajout des cantons de Corbeil-Essonnes-Est, Épinay-sous-Sénart, Évry-Nord, Grigny, Juvisy-sur-Orge, Massy-Est et Les Ulis.
En parallèle de cette mise en place administrative, les autorités religieuses décidèrent de suivre le mouvement en créant le 9 octobre 1966, à partir du vaste diocèse de Versailles, le nouveau diocèse de Corbeil-Essonnes. La collégiale Saint-Spire de Corbeil-Essonnes fut alors élevée au rang de cathédrale, avant l’édification à partir de 1991 de la nouvelle cathédrale de la Résurrection à Évry, conformément au changement de nom intervenu en 1988.

### Développement de l’Essonne

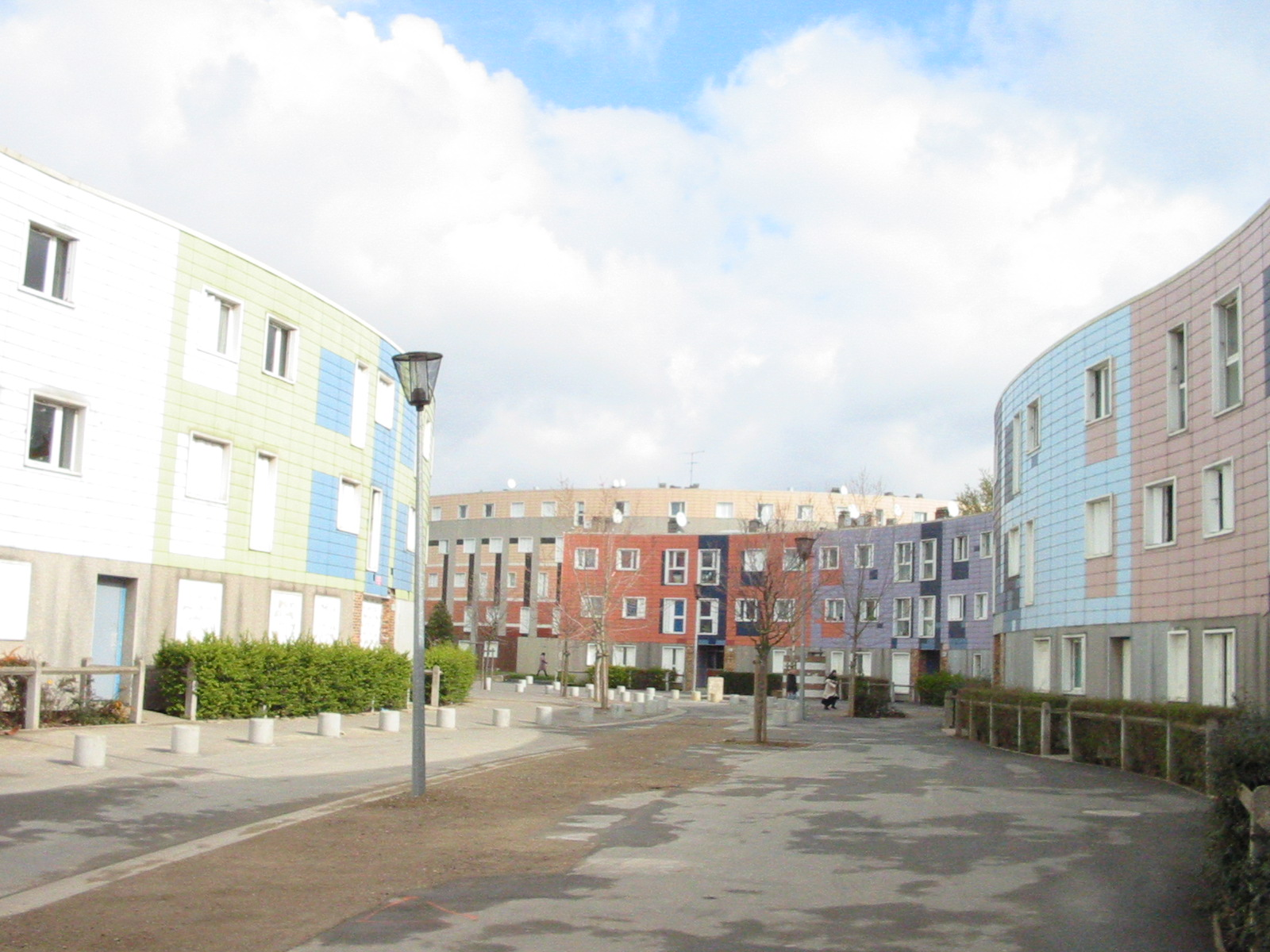
La Grande Borne à Grigny, symbole de l’urbanisation moderne du département.

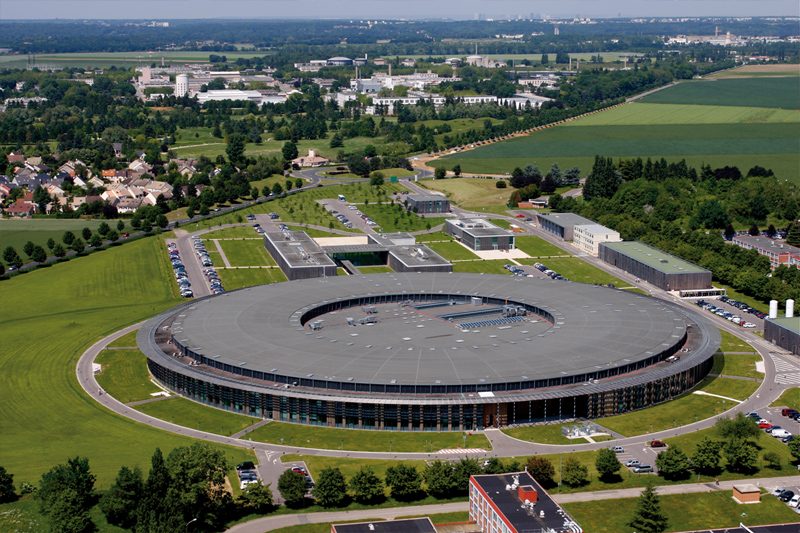
Le Synchotron Soleil.

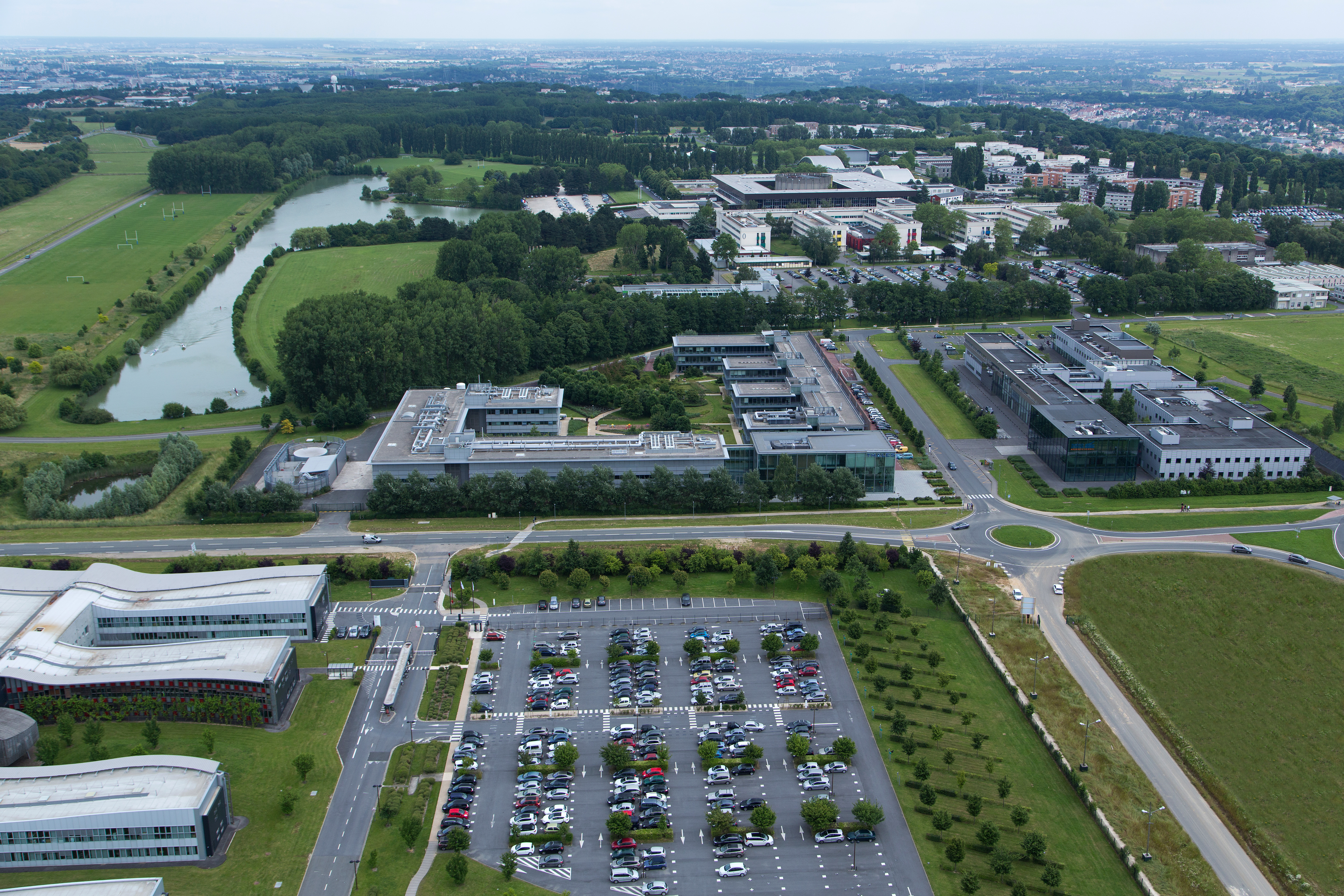
L'École polytechnique à Palaiseau.

Depuis la création du département, sa morphologie s’est considérablement modifiée, créant deux paysages radicalement différents entre le Nord urbanisé et le Sud rural du territoire. L’explosion démographique entraînant une forte demande de logements, a entraîné comme ailleurs dans la région de grands travaux et la construction de grands ensembles, certains villages devenant en dix ans des grandes villes. Cas typique, Grigny qui ne comptait que 1 700 habitants en 1962 en comptait plus de 25 000 en 1975, en grande partie logés dans la nouvelle cité d’habitat social de La Grande Borne. Le chef-lieu du département, Évry connut la même évolution sur une période plus longue, passant de 5 000 habitants en 1962 à plus de 50 000 en 2006. Cette dernière fut, en même temps que se forgeait le nouveau territoire, intégrée dès 1965 au grand programme de Paul Delouvrier qui ambitionnait d’y construire une ville nouvelle, menant à la création en 1969 de l’établissement public d’aménagement de la ville d’Évry. Cette ville nouvelle dépassait largement les limites de la petite commune d’Évry-Petit-Bourg puisqu’elle englobait aussi Bondoufle, Courcouronnes et Lisses avec l’objectif d’accroître le pôle urbain que constituait déjà Corbeil-Essonnes, où s’était élevée la vaste cité des Tarterêts. De fait, presque toutes les villes moyennes, quasiment chaque chef-lieu de canton ou leurs périphéries, virent leurs territoires lotis, par des barres d’immeubles, des tours ou des pavillons individuels. Palaiseau, Étampes, Massy, Longjumeau, Sainte-Geneviève-des-Bois, Vigneux-sur-Seine, Épinay-sous-Sénart, Athis-Mons, Saint-Michel-sur-Orge, Brétigny-sur-Orge devinrent des villes de banlieue typiques. Autre exemple de cette course à la construction, Les Ulis, commune créée en 1977 sur les champs de blé du plateau de Courtabœuf, atteint plus de 28 000 habitants en 1982.
Cette nouvelle concentration de résidents entraîna de nouveaux besoins, permettant le développement d’une nouvelle société de consommation avec l’ouverture en 1963 du premier hypermarché de France sous l’enseigne Carrefour à Sainte-Geneviève-des-Bois, puis la création des centres commerciaux, Ulis 2 en 1973, Évry 2 en 1975, La Croix-Blanche dans les années 1980, Villebon 2 en 1988, Villabé A6 en 1992. Les besoins en transports en commun entraînèrent la création entre 1962 et 1979 du réseau express régional d'Île-de-France avec l’ouverture dans le département de la ligne B en 1977, la ligne C en 1979 et la ligne D en 1987, le percement de nouvelles voies rapides, dont l’autoroute A6 ouverte en 1960 depuis Paris jusqu’au Coudray-Montceaux, l’autoroute A10 ouverte progressivement entre 1960 et 1973 depuis Wissous et la route nationale 104 aménagée dans les années 1980. L’aéroport de Paris-Orly, dont l’aérogare Sud fut inaugurée en 1961 marquait l’avènement de la modernité, mais il fut cependant vite à l’étroit, à cause de l’urbanisation rapide de ses abords, entraînant dès 1968 la première décision d’instaurer un couvre-feu de 23h00 à 6h00.
De façon concomitante, de nombreuses institutions et entreprises s’implantèrent dans le département. La création en 1960 du parc d'activités de Courtabœuf permit l’arrivée d’entreprises de renom comme Hewlett-Packard qui y ouvrit son centre de recherche européen en 1968, imitée en 1983 par Microsoft. Sur le plateau de Saclay voisin, l’implantation en 1975 de l’école supérieure d'électricité et en 1976 de l’École polytechnique renforçait l’importance prise par le secteur depuis l’ouverture en 1971 de l’université Paris-Sud 11 à Orsay et complétait le commissariat à l'énergie atomique ouvert en 1952. L’est du département suivit plus tard le même développement, porté par la ville nouvelle, avec l’implantation en 1972 du centre national d'études spatiales, en 1979 de l’école Télécom SudParis (ex-Télécom INT) et Institut Mines-Télécom Business School (ex-INT Management), en 1980 du groupement Arianespace, l’ouverture en 1991 de l’université d'Évry-Val d'Essonne et en 1998 la création du Genopole. En 2006, l’inauguration à Saint-Aubin du Synchrotron soleil marquait la poursuite du programme de développement économique et scientifique du département.
Des équipements structurants de niveau départemental furent bientôt développés, le théâtre de l’Agora d’Évry ouvert en 1975, l'île de loisirs d'Étampes en 1977, l’opéra de Massy en 1993, Le Grand Dôme en 1994 à l’occasion des jeux de la Francophonie. La décision de créer en 2006 l’opération d'intérêt national de Massy Palaiseau Saclay Versailles Saint-Quentin-en-Yvelines, couvrant presque un quart du nord-ouest du département sur vingt-sept communes relance aujourd’hui les perspectives de développement économique et d’aménagement du territoire, et débouche sur le projet de cluster technologique Paris-Saclay. En 2009, la réorganisation des services de l'État entraîna la suppression de la sous-préfecture de Corbeil-Essonnes.
En 2019, le Conseil départemental de l'Essonne a lancé le projet d'un franchissement de la Seine au niveau d'Athis-Mons et de Vigneux.
En 2020, l'École normale supérieure Paris-Saclay, établissement-composante de l'université Paris-Saclay, s'installe à Paris-Saclay et inaugure son nouveau théâtre.

## Démographie

### Évolution démographique
Depuis la création du département le 1er janvier 1968, sa population a crû rapidement, passant de 673 325 habitants lors du premier recensement de 1968 à 923 063 résidents en 1975, puis a connu une croissance moins rapide, pour atteindre 988 000 personnes en 1982 et pour ne dépasser le million qu'en 1990.

En 2022, le département comptait 1 324 546 habitants, en évolution de +2,89 % par rapport à 2016 (France hors Mayotte : +2,11 %).
| 1881    | 1886    | 1891    | 1896    | 1901    | 1906    | 1911    | 1921    | 1926    |
| ------- | ------- | ------- | ------- | ------- | ------- | ------- | ------- | ------- |
| 140 027 | 147 685 | 151 726 | 159 498 | 164 617 | 169 651 | 177 385 | 187 188 | 228 013 |

| 1931    | 1936    | 1946    | 1954    | 1962    | 1968    | 1975    | 1982    | 1990      |
| ------- | ------- | ------- | ------- | ------- | ------- | ------- | ------- | --------- |
| 271 094 | 286 896 | 293 932 | 350 987 | 479 225 | 673 325 | 923 063 | 988 000 | 1 084 824 |

| 1999      | 2006      | 2011      | 2016      | 2021      | 2022      | - | - | - |
| --------- | --------- | --------- | --------- | --------- | --------- | - | - | - |
| 1 134 238 | 1 198 273 | 1 225 191 | 1 287 330 | 1 313 768 | 1 324 546 | - | - | - |

Le ralentissement de la croissance démographique depuis 1990 est dû au solde apparent des entrées-sorties, devenu négatif (- 0,4 % par an de 1990 à 1999, - 0,1 % par an de 1999 à 2006 et - 0,5 % par an de 2006 à 2011). En d'autres termes, il y plus d'habitants qui quittent le département pour habiter ailleurs que de personnes qui viennent y résider. L'augmentation de la population est donc à mettre au compte d'un solde naturel (différence entre les naissances et les décès) encore très largement positif. La proportion d'immigrés dans la population essonnienne (13,8 % en 2011) est supérieure à la moyenne nationale (8,7 %) : en 2011, parmi les immigrés habitant dans l'Essonne, 31,2 % proviennent d'un pays européen (17,9 % du Portugal), 25,4 % d'un pays du Maghreb (11,3 % d'Algérie, 9,5 % du Maroc et 4,6 % de Tunisie), 24,8 % d'autres pays d'Afrique, 4,6 % de Turquie, 10,2 % d'autres pays d'Asie.
| Pays de naissance des immigrés   | Population (2017) |
| -------------------------------- | ----------------- |
| Portugal                         | 32 539            |
| Algérie                          | 24 347            |
| Maroc                            | 18 632            |
| Tunisie                          | 10 574            |
| Turquie                          | 8 554             |
| République démocratique du Congo | 8 505             |
| République du Congo              | 6 875             |
| Sénégal                          | 6 230             |
| Mali                             | 6 100             |
| Côte d'Ivoire                    | 5 815             |

### Communes les plus peuplées
| Nom                       | Code Insee | Intercommunalité                | Superficie (km2) | Population (dernière pop. légale) | Densité (hab./km2) | Modifier                                    |
| ------------------------- | ---------- | ------------------------------- | ---------------- | --------------------------------- | ------------------ | ------------------------------------------- |
| Évry-Courcouronnes        | 91228      | CA Grand Paris Sud              | 12,70            | 66 700 (2022)                     | 5 252              | modifier les données · modifier les données |
| Corbeil-Essonnes          | 91174      | CA Grand Paris Sud              | 11,01            | 53 712 (2022)                     | 4 878              | modifier les données · modifier les données |
| Massy                     | 91377      | CA Paris-Saclay                 | 9,43             | 50 597 (2022)                     | 5 366              | modifier les données · modifier les données |
| Savigny-sur-Orge          | 91589      | Métropole du Grand Paris        | 6,97             | 37 775 (2022)                     | 5 420              | modifier les données · modifier les données |
| Athis-Mons                | 91027      | Métropole du Grand Paris        | 8,56             | 36 451 (2022)                     | 4 258              | modifier les données · modifier les données |
| Palaiseau                 | 91477      | CA Paris-Saclay                 | 11,51            | 36 067 (2022)                     | 3 134              | modifier les données · modifier les données |
| Sainte-Geneviève-des-Bois | 91549      | CA Cœur d'Essonne Agglomération | 9,27             | 35 714 (2022)                     | 3 853              | modifier les données · modifier les données |
| Vigneux-sur-Seine         | 91657      | CA Val d'Yerres Val de Seine    | 8,77             | 31 233 (2022)                     | 3 561              | modifier les données · modifier les données |
| Viry-Châtillon            | 91687      | Métropole du Grand Paris        | 6,07             | 31 112 (2022)                     | 5 126              | modifier les données · modifier les données |
| Ris-Orangis               | 91521      | CA Grand Paris Sud              | 8,71             | 30 283 (2022)                     | 3 477              | modifier les données · modifier les données |
| Draveil                   | 91201      | CA Val d'Yerres Val de Seine    | 15,75            | 29 824 (2022)                     | 1 894              | modifier les données · modifier les données |
| Yerres                    | 91691      | CA Val d'Yerres Val de Seine    | 9,84             | 28 349 (2022)                     | 2 881              | modifier les données · modifier les données |
| Brétigny-sur-Orge         | 91103      | CA Cœur d'Essonne Agglomération | 14,56            | 26 658 (2022)                     | 1 831              | modifier les données · modifier les données |
| Étampes                   | 91223      | CA de l'Étampois Sud-Essonne    | 40,92            | 26 601 (2022)                     | 650                | modifier les données · modifier les données |
| Grigny                    | 91286      | CA Grand Paris Sud              | 4,87             | 26 500 (2022)                     | 5 441              | modifier les données · modifier les données |

### Pyramide des âges
Département jeune par sa date de création, l’Essonne l’est aussi relativement par sa population avec une nette différence de répartition des tranches d’âges comparativement à l’ensemble du territoire national. Ainsi, pour les deux catégories les plus jeunes, entre un et deux points supplémentaires caractérisent la pyramide des âges essonnienne et à l’inverse pour les trois dernières tranches, deux points de moins approximativement séparent les taux de l’Essonne de ceux de la France.
| Hommes | Classe d’âge | Femmes |
| ------ | ------------ | ------ |
| 0,4    | 90 ans ou +  | 1,2    |
| 5,1    | 75 à 89 ans  | 6,9    |
| 12,6   | 60 à 74 ans  | 13,4   |
| 20,2   | 45 à 59 ans  | 19,7   |
| 20,2   | 30 à 44 ans  | 20,3   |
| 19,9   | 15 à 29 ans  | 18,4   |
| 21,6   | 0 à 14 ans   | 20,1   |

| Hommes | Classe d’âge | Femmes |
| ------ | ------------ | ------ |
| 0,7    | 90 ans ou +  | 1,7    |
| 6,7    | 75 à 89 ans  | 9,4    |
| 15,9   | 60 à 74 ans  | 16,6   |
| 20,2   | 45 à 59 ans  | 19,7   |
| 19,1   | 30 à 44 ans  | 18,5   |
| 18,3   | 15 à 29 ans  | 16,9   |
| 19,2   | 0 à 14 ans   | 17,2   |

L’Essonne est un département qui vieillit, dans une proportion cependant moindre qu’à l’échelle nationale. La population des 60 à 74 ans dans l'Essonne ne représente que 12,3 % en 2010 (151 000 personnes), tandis qu’au niveau national cette tranche d’âge représente près de 15 % de la population. Par ailleurs, le département compte quelque 80 000 personnes âgées de 75 ans et plus.

### Répartition de la population

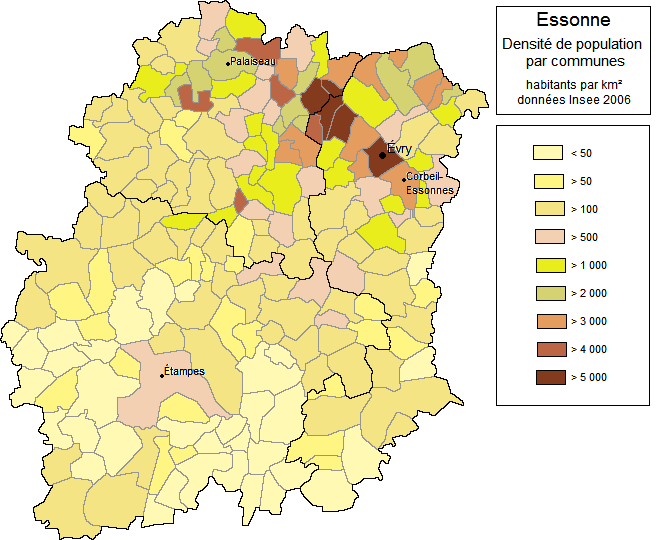
Carte de densité de population en 2006.

En 2022, la densité moyenne de population s'établissait à 734,2 habitants par kilomètre carré, taux très supérieur à celui de la moyenne nationale fixée à 107,1 hab./km2 mais inférieur à la moyenne de la région Île-de-France établie à 1 030,7 hab./km2. La densité de peuplement est cependant très inégale sur le territoire départemental, avec une concentration forte au Nord-Est, autour du chef-lieu départemental et des axes majeurs, une densité légèrement moindre au nord-ouest, exception faite des pôles urbains de Massy, Longjumeau et Les Ulis et une densité faible dans une large moitié sud, où les communes conjuguent vaste territoire et faible population, Étampes jouant là le rôle de pôle urbain. La commune la plus densément peuplée en 2022 est Juvisy-sur-Orge avec 8 472,3 hab./km2, et la moins dense est Chatignonville avec 13,8 hab./km2.

## Administration et politique

### Politique locale

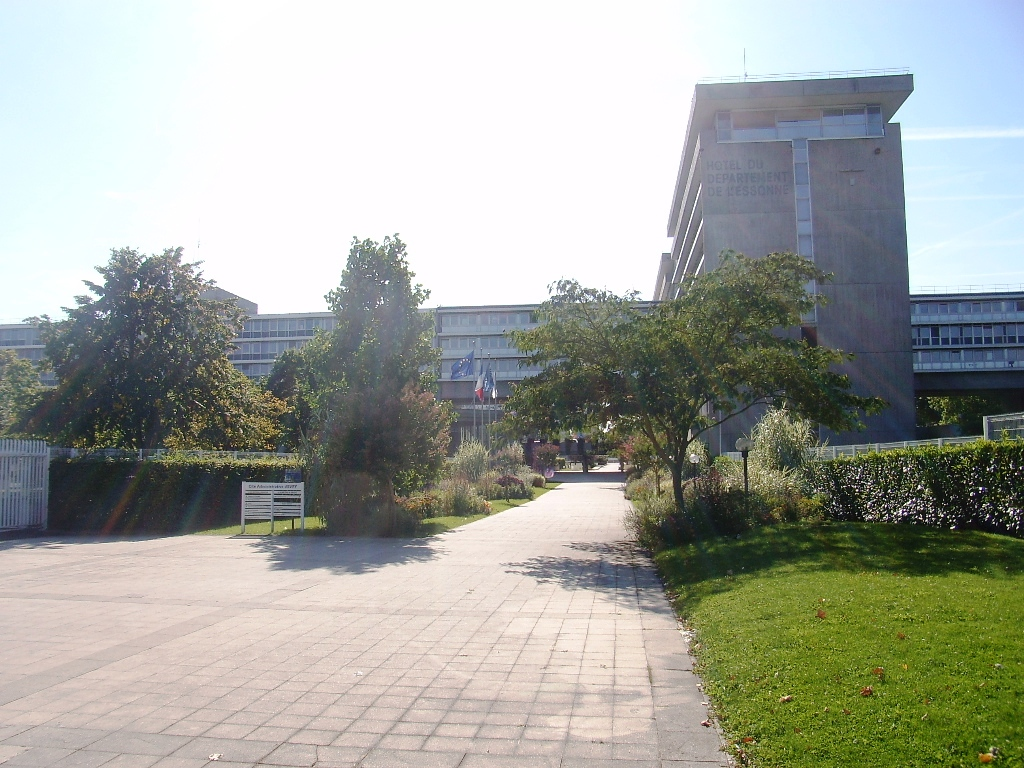
L’hôtel du département à Évry.

Le département de l’Essonne est dirigé par le conseil départemental de l'Essonne, assemblée délibérante départementale composée de quarante-deux conseillers départementaux dont vingt-huit conseillers départementaux de la majorité de droite et 14 conseillers départementaux de l'opposition de gauche. Le président du conseil départemental est depuis 2015 François Durovray, conseiller du canton de Vigneux-sur-Seine.
L’Insee attribue au département le code 91, Eurostat le code NUTS3 FR104 et l’organisation internationale de normalisation le code ISO 3166-2 FR-91.

Répartition géographique et politique des conseillers départementaux de l'Essonne en juillet 2021.

| Président du Conseil départemental   |       |       |      |                         |
| François Durovray (LR)               |       |       |      |                         |
| Parti                                | Sigle | Sigle | Élus | Groupes                 |
| Majorité (28 sièges)                 |       |       |      |                         |
| Les Républicains                     |       | LR    | 15   | L'Union fait l'Essonne  |
| Divers droite                        |       | DVD   | 7    | L'Union fait l'Essonne  |
| Union des démocrates et indépendants |       | UDI   | 3    | L'Union fait l'Essonne  |
| Mouvement démocrate                  |       | MoDem | 1    | L'Union fait l'Essonne  |
| Soyons libres                        |       | SL    | 1    | L'Union fait l'Essonne  |
| La République en marche              |       | LREM  | 1    | L'Union fait l'Essonne  |
| Opposition (14 sièges)               |       |       |      |                         |
| Parti socialiste                     |       | PS    | 7    | Naturellement l'Essonne |
| Divers gauche                        |       | DVG   | 3    | Naturellement l'Essonne |
| Europe Écologie Les Verts            |       | EÉLV  | 2    | Naturellement l'Essonne |
| Parti communiste français            |       | PCF   | 2    | Naturellement l'Essonne |

### Parlementaires de l'Essonne
Au Sénat, le département de l’Essonne est représenté par cinq sénateurs. Les grands électeurs essonniens ont choisi pour les représenter durant la mandature 2023-2029 Laure Darcos (LR), Vincent Delahaye (UDI), Jocelyne Guidez (UDI), Jean-Raymond Hugonet (DVD) et David Ros (PS).
À l’Assemblée nationale, le département de l’Essonne est représenté par dix députés, dont deux issus de la majorité présidentielle RE. Les électeurs essonniens ont choisi pour les représenter au cours de la XVIIe législature Farida Amrani (LFI), Nathalie Da Conceicao Carvalho (RN), Steevy Gustave (LÉ), Marie-Pierre Rixain (RE), Paul Midy (RE), Jérôme Guedj (PS), Claire Lejeune (LFI), Bérenger Cernon (LFI), Julie Ozenne (LÉ) et Antoine Léaument (LFI).

### Autres représentants politiques
Au conseil régional d'Île-de-France, le département de l’Essonne est représenté par vingt-deux conseillers régionaux. Les électeurs essonniens ont choisi pour les représenter durant la mandature 2021-2028 quatre LR et apparentés, quatre UDI, deux socialistes, deux RN, deux RE, un divers droite, un HOR, un centriste LC, un centriste MoDem, un communiste, un LFI, un G·s et une écologiste.
Le département de l’Essonne compte cent quatre-vingt-quatorze communes. Parmi les 10 communes les plus peuplées du département, les maires sont les suivants : 
- Évry-Courcouronnes : Stéphane Beaudet (Libres !) ;
- Corbeil-Essonnes : Bruno Piriou (PCF) ;
- Massy : Nicolas Samsoen (UDI) ;
- Savigny-sur-Orge : Alexis Teillet (LR) ;
- Sainte-Geneviève-des-Bois : Frédéric Petita (PS) ;
- Palaiseau : Grégoire de Lasteyrie (HOR) ;
- Athis-Mons : Jean-Jacques Grousseau (PS) ;
- Vigneux-sur-Seine : Thomas Chazal (LR) ;
- Viry-Châtillon : Jean-Marie Vilain (UDI) ;
- Draveil : Richard Privat (LR).

### Présidents du conseil départemental de l’Essonne
Sept présidents se sont succédé à la tête du conseil général puis départemental depuis l’élection du premier en 1967 :
| Période | Période  | Identité          | Étiquette          | Qualité                                           |
| ------- | -------- | ----------------- | ------------------ | ------------------------------------------------- |
| 1967    | 1976     | Pierre Prost      | « Sans étiquette » | Sénateur                                          |
| 1976    | 1982     | Robert Lakota     | PCF                |                                                   |
| 1982    | 1988     | Jean Simonin      | RPR                | Sénateur                                          |
| 1988    | 1998     | Xavier Dugoin     | RPR                | Maire de Mennecy, Sénateur                        |
| 1998    | 2011     | Michel Berson     | PS                 | Député (1981-2011)                                |
| 2011    | 2015     | Jérôme Guedj      | PS                 | Député de la sixième circonscription de l'Essonne |
| 2015    | en cours | François Durovray | UMP puis LR        | Maire de Montgeron                                |

### Découpage administratif

Carte des cantons et arrondissements de l’Essonne.

En 2009, le département de l’Essonne est subdivisé en trois arrondissements :
- à l’est, l’arrondissement d'Évry autour du chef-lieu départemental regroupe cinquante-deux communes sur quatre cent soixante-neuf kilomètres carrés et comptait en 2008 503 140 habitants ;
- au sud-est, l’arrondissement d'Étampes regroupe soixante-dix neuf communes sur huit cent soixante-seize kilomètres carrés et comptait en 2008 134 730 habitants ;
- au nord-ouest, l’arrondissement de Palaiseau regroupe soixante-cinq communes sur quatre cent cinquante-neuf kilomètres carrés et comptait en 2008 567 980 habitants ;
- particularité notable, la commune de Corbeil-Essonnes avait conservé son statut de sous-préfecture sans qu’elle soit chef-lieu d’aucun arrondissement[47]. Ses services sont néanmoins sous la responsabilité du préfet d’Évry.

Cette même année, les services de l’État dans le département étaient dirigés par le préfet Jacques Reiller et les sous-préfets Pascal Sanjuan, secrétaire général et sous-préfet de l’arrondissement d’Évry, Daniel Barnier, sous-préfet de Palaiseau, et Thierry Somma, sous-préfet d’Étampes. Le préfet délégué pour l'égalité des chances est Pierre Lambert.

Carte des intercommunalités de l'Essonne en 2016.

Les communes du département ont choisi de se regrouper au sein de 5 communautés d’agglomération (Cœur d'Essonne Agglomération, Communauté Paris-Saclay, Grand Paris Sud Seine Essonne Sénart, Val d'Yerres Val de Seine et Versailles Grand Parc) et de 7 communautés de communes (2 Vallées, Entre Juine et Renarde, l'Étampois Sud-Essonne, Le Dourdannais en Hurepoix, l'Orée de la Brie, le pays de Limours et le Val d'Essonne). 6 communes sont par ailleurs rattachées à la métropole du Grand Paris.

### Découpage électoral

Carte des circonscriptions, cantons et communes de l’Essonne.

Le département de l’Essonne est divisé en trois niveaux de circonscriptions électorales, le dernier découpage électoral étant intervenu en 1986. En 2009, un nouveau redécoupage a entraîné le transfert des communes de Bruyères-le-Châtel et Ollainville (canton d'Arpajon) de la troisième à la quatrième circonscription.
En 2010, il est ainsi divisé en dix circonscriptions législatives :
- la 1re circonscription, dite d’Évry - Corbeil-Essonnes, qui regroupe cinq communes et 129 314 habitants ;
- la 2e circonscription, dite d’Étampes, qui regroupe soixante-neuf communes et 125 170 habitants ;
- la 3e circonscription, dite de Dourdan - Brétigny-sur-Orge, qui regroupe quarante-sept communes et 134 548 habitants ;
- la 4e circonscription, dite de Longjumeau - Limours-en-Hurepoix, qui regroupe trente communes et 137 156 habitants ;
- la 5e circonscription, dite de Saclay - Orsay, qui regroupe dix communes et 99 315 habitants ;
- la 6e circonscription, dite de Massy - Palaiseau, qui regroupe six communes et 116 508 habitants ;
- la 7e circonscription, dite de Savigny-sur-Orge - Athis-Mons, qui regroupe cinq communes et 121 244 habitants ;
- la 8e circonscription, dite de Montgeron - Brunoy, qui regroupe cinq communes et 113 398 habitants ;
- la 9e circonscription, dite de Draveil - Ris-Orangis, qui regroupe treize communes et 117 960 habitants ;
- la 10e circonscription, dite de Sainte-Geneviève-des-Bois, qui regroupe cinq communes et 111 568 habitants.

Il est aussi divisé en vingt-et-un cantons :
- le canton d'Arpajon qui regroupe seize communes et 59 816 habitants ;
- le canton d'Athis-Mons qui regroupe trois communes et 51 900 habitants ;
- le canton de Brétigny-sur-Orge qui regroupe six communes et 61 247 habitants ;
- le canton de Corbeil-Essonnes qui regroupe quatre communes et 59 414 habitants ;
- le canton de Dourdan qui regroupe vingt-huit communes et 64 618 habitants ;
- le canton de Draveil qui regroupe quatre communes et une fraction et 52 226 habitants ;
- le canton d'Épinay-sous-Sénart qui regroupe huit communes et une fraction et 53 622 habitants ;
- le canton d'Étampes qui regroupe quarante-cinq communes et 61 879 habitants ;
- le canton d'Évry qui regroupe deux communes et 65 951 habitants ;
- le canton de Gif-sur-Yvette qui regroupe douze communes et 62 296 habitants ;
- le canton de Longjumeau qui regroupe huit communes et 64 768 habitants ;
- le canton de Massy qui regroupe deux communes et 62 737 habitants ;
- le canton de Mennecy qui regroupe vingt-huit communes et 65 664 habitants ;
- le canton de Palaiseau qui regroupe trois communes et 56 721 habitants ;
- le canton de Ris-Orangis qui regroupe six communes et 54 385 habitants ;
- le canton de Sainte-Geneviève-des-Bois qui regroupe quatre communes et 67 377 habitants ;
- le canton de Savigny-sur-Orge qui regroupe trois communes et 56 235 habitants ;
- le canton des Ulis qui regroupe sept communes et 52 576 habitants ;
- le canton de Vigneux-sur-Seine qui regroupe deux communes et une fraction et 56 512 habitants ;
- le canton de Viry-Châtillon qui regroupe deux communes et 58 934 habitants ;
- le canton d'Yerres qui regroupe une commune et une fraction et 48 630 habitants.

Enfin, le département est divisé en cent quatre-vingt-seize communes dont la plus récente, Les Ulis a été créée le 17 février 1977. La plus petite commune est Villiers-sur-Orge avec seulement 1,78 kilomètre carré, la plus étendue est Étampes avec 40,98 kilomètres carrés. D’après les données du recensement intervenu en 2008, la moins peuplée était Chatignonville avec seulement 61 habitants, la plus peuplée était le chef-lieu Évry avec 52 500 habitants.
Outre le découpage électoral départemental, l’Essonne est intégré dans la circonscription Île-de-France dans le cadre des élections du Parlement européen et de cette même circonscription d’Île-de-France pour les élections régionales.

### Tendances et résultats politiques
(août 2025).
L’analyse des derniers résultats électoraux d’envergure supra-départementale montre que le département de l’Essonne suit les tendances nationales avec une propension légère au vote à gauche comme en témoignent les nettes avances des candidats du Parti socialiste lors des scrutins de 2004 et le score légèrement supérieur au national de la candidate Ségolène Royal lors de l’élection présidentielle de 2007. Cette tendance se traduit aussi lors des échéances départementales, le conseil général de l'Essonne est ainsi dirigé par l’alliance de gauche depuis 1998, même si l’on assiste depuis la dernière élection de 2008 à un rééquilibrage et une concentration des forces, légèrement en faveur de la droite. Cette propension au vote de gauche toutefois absente lors des élections législatives puisque les députés de gauche ne sont plus majoritaires dans le département depuis 1988 en n’étant plus que trois sur dix depuis 2002. De la même façon, les élections municipales amènent traditionnellement une majorité d’élus de droite au pouvoir, constat confirmé en 2008 avec cent deux communes à droite et seulement cinquante-cinq à gauche, avec une très nette différence entre le sud du département, presque exclusivement à droite et le nord, plus diversifié.
Élections présidentielles, résultats des deuxièmes tours :
- Élection présidentielle de 2002 : 84,96 % pour Jacques Chirac (RPR), 15,04 % pour Jean-Marie Le Pen (FN), 81,01 % de participation[50].
- Élection présidentielle de 2007 : 52,08 % pour Nicolas Sarkozy (UMP), 47,92 % pour Ségolène Royal (PS), 85,92 % de participation[51].
- Élection présidentielle de 2012 : 53,43 % pour François Hollande (PS), 46,57 % pour Nicolas Sarkozy (UMP), 81,76 % de participation[52].
- Élection présidentielle de 2017 : 72,18 % pour Emmanuel Macron (LREM), 27,82 % pour Marine Le Pen (RN), 74,92 % de participation[53].
- Élection présidentielle de 2022 : 65,43 % pour Emmanuel Macron (LREM), 34,57 % pour Marine Le Pen (RN), 70,74 % de participation[54].

Élections européennes, résultats des deux meilleurs scores :
- Élections européennes de 2004 : 27,26 % pour Harlem Désir (PS), 15,35 % pour Patrick Gaubert (UMP), 44,79 % de participation[55].
- Élections européennes de 2009 : 26,21 % pour Michel Barnier (UMP), 19,35 % pour Daniel Cohn-Bendit (Europe Écologie), 42,20 % de participation[56].
- Élections européennes de 2014 : 20,86 % pour Aymeric Chauprade (FN), 18,43 % pour Alain Lamassoure (UMP), 43,05 % de participation[57].
- Élections européennes de 2019 : 23,67 % pour Nathalie Loiseau (LREM), 17,58 % pour Marine Le Pen (RN), 49,91 % de participation[58].

Élections sénatoriales, résultats des deux meilleurs scores :
- Élections sénatoriales de 2004 : 34,74 % pour Jean-Luc Mélenchon (PS), 15,67 % pour Serge Dassault (UMP), 99,06 % de participation[59].
- Élections sénatoriales de 2011 : 31,20 % pour Jean-Vincent Placé (EELV), 19,58 % pour Michel Berson (DVG), 98,67 % de participation[60].
- Élections sénatoriales de 2017 : 30,51 % pour Vincent Delahaye (UDI), 20,70 % pour Jean-Raymond Hugonet (LR), 95,94 % de participation[61].
- Élections sénatoriales de 2023 : 27,47 % pour Vincent Delahaye (UDI), 23,79 % pour David Ros (PS), 98% de participation[62].

Élections régionales, résultats des deux meilleurs scores :
- Élections régionales de 2004 : 51,31 % pour Jean-Paul Huchon (PS), 37,78 % pour Jean-François Copé (UMP), 66,64 % de participation[63].
- Élections régionales de 2010 : 58,64 % pour Jean-Paul Huchon (PS), 41,36 % pour Valérie Pécresse (UMP), 48,31 % de participation[64].
- Élections régionales de 2015 : 40,90 % pour Valérie Pécresse (LR), 40,90 % pour Claude Bartolone (PS), 55,58 % de participation[65].
- Élections régionales de 2021 : 43,69 % pour Valérie Pécresse (LR), 33,06 % pour Julien Bayou (EELV), 32,47 % de participation[66].

Élections référendaires :
- Référendum de 2000 relatif au quinquennat présidentiel : 74,53 % pour le Oui, 25,47 % pour le Non, 31,69 % de participation[67].
- Référendum de 2005 relatif au traité établissant une Constitution pour l'Europe : 50,71 % pour le Non, 49,29 % pour le Oui, 71,42 % de participation[68].

### Enseignement
Les établissements scolaires du département de l’Essonne dépendent tous de l’académie de Versailles, ils sont sous la direction de l’inspection académique de l’Essonne. En 2009, huit cent trente-trois écoles maternelles et élémentaires publiques sont réparties sur le territoire, découpé en cinq bassins d’éducation, complétées par vingt-neuf écoles privées. Les collèges sont gérés et entretenus pas le conseil départemental, eux aussi répartis entre cinq bassins, le département en compte cent sur l’ensemble du territoire dont vingt-trois disposant d’une section d'enseignement général et professionnel adapté. Les lycées, sous la responsabilité de la région, sont au nombre de quarante-quatre répartis dans le département. La direction diocésaine de l’enseignement catholique gère en plus seize collèges et treize lycées privés. Deux Greta sont installés à Massy et Corbeil-Essonnes. Onze centres d’information et d’orientation sont répartis sur le territoire.

#### Enseignement supérieur

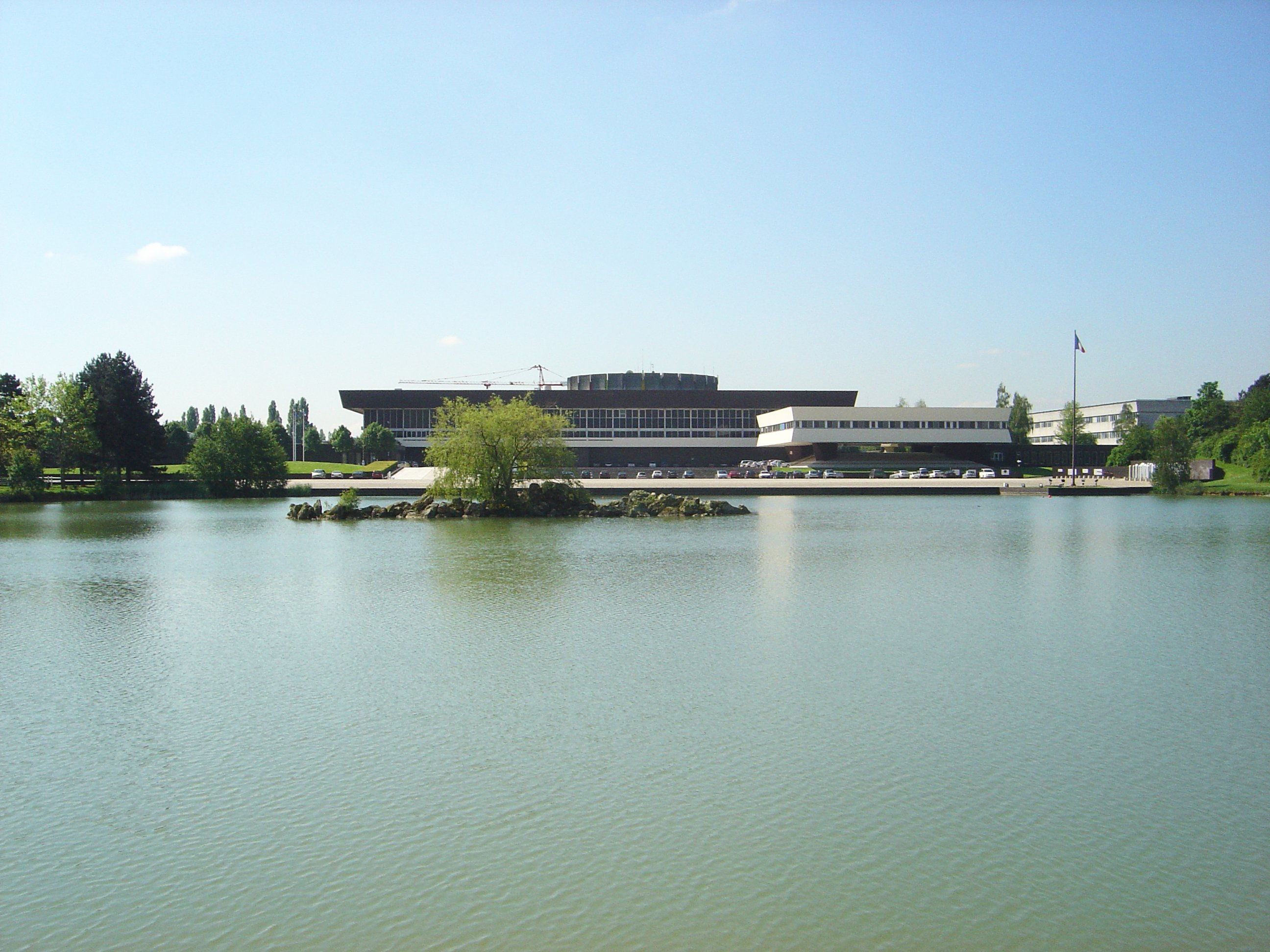
L’École polytechnique à Palaiseau.

Plusieurs établissements d’enseignement supérieur d’envergure régionale ou nationale sont implantés dans le département de l’Essonne, constituant deux pôles étudiants d’importance. Au total, en 2006, le département comptait ainsi 93 302 élèves et étudiants de cycle supérieurs, soit 16 % du total francilien, Paris intra-muros absorbant à lui seul plus de 50 %.

##### Évry-Courcouronnes et ses environs
À l’est, autour d’Évry-Courcouronnes se trouvent l’université d'Évry-Val d'Essonne, l’École nationale supérieure d'informatique pour l'industrie et l'entreprise (ENSIIE), Télécom SudParis, Institut Mines-Télécom Business School et une antenne du Conservatoire national des arts et métiers (Cnam).

##### Le pôle scientifique et technologique Paris-Saclay
Au nord-ouest, le cluster scientifique et technologique Paris-Saclay et ses alentours concentrent un important centre d'enseignement de pointe avec la présence de l'université Paris-Saclay et ses établissements-composantes : 
- l'école d'ingénieurs Polytech Paris-Saclay à Orsay[81] ;
- la Faculté des sciences de l'université Paris-Saclay à Orsay ;
- l'école d'ingénieurs CentraleSupélec à Gif-sur-Yvette ;
- l'École normale supérieure Paris-Saclay à Gif-sur-Yvette ;
- l’Institut des hautes études scientifiques (IHES) à Bures-sur-Yvette[82] ;
- l’École supérieure d'optique de l'université Paris-Saclay à Palaiseau[83] ;
- et l'école d'ingénieurs AgroParisTech à Massy[84].

Et également, la présente de l'Institut Polytechnique de Paris et ses écoles d'ingénieurs « établissements-composantes » à Palaiseau : 
- l’École polytechnique[85] ;
- l'ENSTA ParisTech[86] ;
- l'ENSAE Paris ;
- Télécom Paris ;
- et une antenne de Télécom SudParis.

Avec les Yvelines, l'Essonne est l'un de deux départements concernés par le projet de cluster technologique Paris-Saclay.

##### Autres villes de l'Essonne
À Brétigny-sur-Orge se trouve l'Institut universitaire de technologie de Brétigny et l’Institut de recherche biomédicale des armées (IRBA) et à Étiolles une annexe de l'Institut national supérieur du professorat et de l'éducation de Paris.
Enfin, à Orsay, Juvisy-sur-Orge, Longjumeau, Corbeil-Essonnes, Épinay-sur-Orge, se trouvent des Instituts de formation en soins infirmiers (IFSI) rattachés à la Faculté de médecine de l'université Paris-Saclay.

### Santé
La santé et le social sont deux thèmes qui entrent dans les compétences du conseil départemental. À ce titre, il est chargé de coordonner les actions en faveur des personnes âgées, des handicapés, des enfants, des familles et des personnes en difficulté.
Au 1er janvier 2012, l'Essonne comptait près de 142 lits pour 1 000 personnes âgées de 75 ans et plus - taux d'hébergement largement supérieur à la moyenne nationale. Ce taux prend en compte toutes les structures d'hébergement pour séniors: maisons de retraite, foyers-logement, unités de soins de longue durée (USLD) et hébergement temporaire. Près de 101 lits pour 1000 sont disponibles en EHPAD et USLD uniquement. Le taux national de structures médicalisées pour seniors s'élève à 103 ‰.
Il dispose aussi d’un droit de regard dans la gestion des établissements publics de santé présents sur le territoire départemental. Dans l'Essonne, quatorze centres hospitaliers et hôpitaux sont installés à Arpajon, Ballainvilliers, Briis-sous-Forges, Champcueil, Dourdan, Draveil, Épinay-sur-Orge, Étampes, Évry, Fleury-Mérogis, Juvisy-sur-Orge, Longjumeau, Orsay, Quincy-sous-Sénart et Yerres. Certains hôpitaux spécialisés d’importance régionale sont implantés dans l'Essonne dont l’hôpital Dupuytren et l’hôpital Georges-Clemenceau qui dépendent tous deux de l’Assistance publique - Hôpitaux de Paris. À terme, le centre hospitalier sud francilien actuellement répartis sur vingt-sept sites avant son transfert à Évry deviendra le principal centre de santé du département. Ils sont complétés par quatorze cliniques à Arpajon, Athis-Mons, Brunoy, Crosne, Étampes, Évry, Juvisy-sur-Orge, Longjumeau, Massy, Morangis, Ris-Orangis, Saclas, Villiers-sur-Orge et Viry-Châtillon. Au total, quatre-vingt-cinq maisons de retraite plus ou moins médicalisées accueillent les personnes âgées dépendantes, complétant ainsi l’offre de soin au même titre que les quarante-six établissements d’accueil des handicapés. Soixante-deux centres de protection maternelle et infantile relaient sur le terrain les actions du conseil général.

### Sécurité et justice

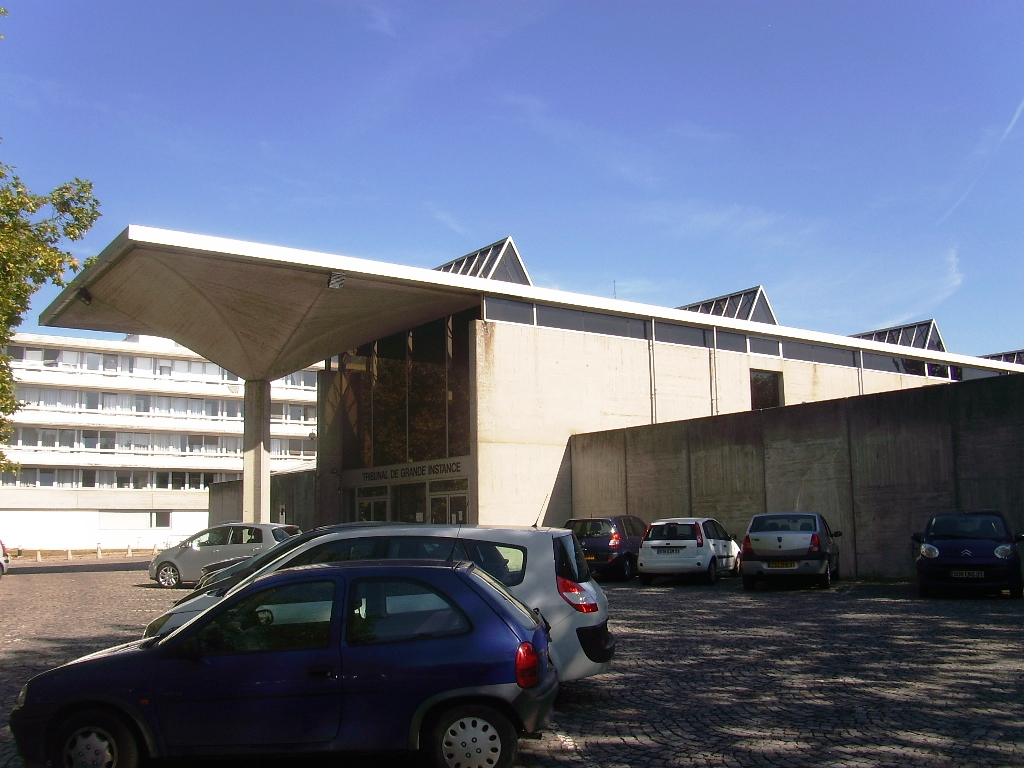
Le palais de justice d’Évry.

L’organisation juridictionnelle permet au département de l’Essonne de disposer de plusieurs tribunaux et maisons de justice. Le chef-lieu d’Évry accueille ainsi une cour d’assises, un tribunal d’instance, de commerce, de grande instance et un conseil de prud’hommes ainsi que le barreau départemental qui regroupe deux cent cinquante et un avocats. Il est complété par les tribunaux d’instance d’Étampes, Juvisy-sur-Orge, Longjumeau et Palaiseau et par les conseils de prud’hommes d’Étampes et Longjumeau,. L’ensemble de ces palais de justices dépendent de la cour d'appel de Paris et du tribunal administratif de Versailles. Le département est doté d’un centre départemental d’accès au droit qui a mis en place trois maisons de justice et du droit à Athis-Mons, Les Ulis et Villemoisson-sur-Orge. Douze permanences du représentant du médiateur de la République sont réparties sur le territoire, vingt conciliateurs de justice exercent dans le département pour traiter les conflits mineurs.
Le département accueille depuis 1968 le plus grand centre pénitentiaire d’Europe avec la maison d'arrêt de Fleury-Mérogis d’une capacité de 2 855 places, complétée par le centre de semi-liberté de Corbeil-Essonnes.
La sécurité départementale relève de la préfecture de l’Essonne qui coordonne les services de police et de gendarmerie. Les services de police sont organisés autour des trois districts d’Évry, Palaiseau et Juvisy-sur-Orge et de quatorze circonscriptions. La gendarmerie nationale compte trois compagnies à Étampes, Évry et Palaiseau et trente-et-une brigades territoriales. Deux compagnies républicaines de sécurité sont stationnées dans le département à Massy et Bièvres, commune qui accueille aussi le centre de formation et de commandement du Raid. L’organisation des secours dépend du service départemental d'incendie et de secours qui regroupe 3 067 agents dont 56 % de volontaires répartis dans cinquante-et-un centres de secours.

### Organisation militaire

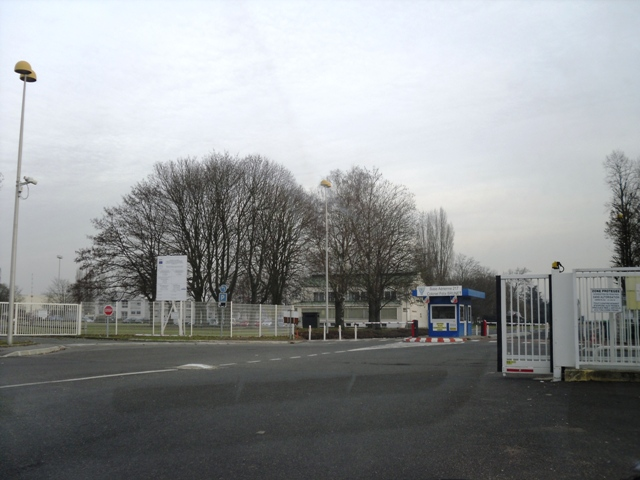
L’entrée de la base aérienne 217.

Le département de l’Essonne relève de la région terre Île-de-France dont le siège est basé à l’hôtel des Invalides de Paris et l’état-major au camp des Loges à Saint-Germain-en-Laye et de la Zone de défense et de sécurité de Paris. Le département dispose d’un délégué militaire départemental basé à Montlhéry et sur son territoire de plusieurs corps militaires dont l’école polytechnique à Palaiseau, le 121e régiment du train et la 1re brigade logistique implantés à Montlhéry, le 1er groupement logistique du commissariat à l’armée de Terre, le bureau d'enquête accident Défense-air et la structure intégrée de maintien en condition opérationnelle des matériels aéronautiques de la Défense basés à Brétigny-sur-Orge sur la base aérienne 217.

### Gestion des déchets
En 2008, 645 370 tonnes de déchets ont été collectés dans le département soit une moyenne de cinq cent trente-trois kilogrammes par habitant dont 47 % étaient incinérés et 13 % stockés, vingt-quatre déchèteries étaient opérationnelles sur le territoire gérées par neuf syndicats intercommunaux.

### Jumelage et coopération
| Le conseil départemental de l’Essonne a développé des associations de jumelage avec : - Préfecture d'Ibaraki (Japon) depuis 1986 située à 9 707 kilomètres. Le département s’est aussi engagé depuis 1996 dans un programme d’appui au développement du cercle de Diéma au Mali et dans un programme de codéveloppement avec les départements de Nippes et du Sud en Haïti depuis 2004. | \| Essonne Ibaraki \| |
| Essonne Ibaraki |                       |

## Vie quotidienne dans l'Essonne

### Culture
La Politique culturelle est une des compétences du conseil départemental, à ce titre, il dispose d’un service spécialisé, chargé de soutenir les initiatives locales et les lieux d’expression culturelle.
Le département de l’Essonne dispose d’une multitude de lieux répartis sur le territoire, presque chaque commune disposant d’une salle polyvalente, d’une médiathèque, d’un centre culturel ou d’une maison des jeunes et de la culture. Un maillage important de salles de cinéma complète cette offre. Trois lieux se distinguent cependant par leur importance, le théâtre de l’Agora à Évry, labellisé scène nationale, l’opéra de Massy, labellisée scène conventionnée lyrique et le centre d'art contemporain du château de Chamarande. Plusieurs musées sont répartis aux quatre coins du département, dont certains d’envergure nationale tel le musée français de la photographie à Bièvres. Des festivals réputés sont organisés par les communes du département comme le festival international du cirque de Massy, le festival de cinéma emergence à Marcoussis ou par des personnes privées comme la fête des plantes vivaces au domaine de Saint-Jean-de-Beauregard. Héritages des siècles passés, les foires d’Arpajon, Montlhéry et Dourdan marquent encore le calendrier départemental.
Les communes du département ont par ailleurs toujours attiré les artistes, devenant des centres d’expression et de création, comme Étampes où naquit une École de peinture, Milly-la-Forêt qui accueillit Jean Cocteau, Christian Dior, Jean Marais et Jean Tinguely, auteur du fameux Cyclop. D’autres artistes sont originaires du département, parmi lesquels Dany Brillant, Alain Chabat, Marc Lavoine ou Jean-Luc Lemoine, d’autres comme Claude François ont choisi de s’y installer.

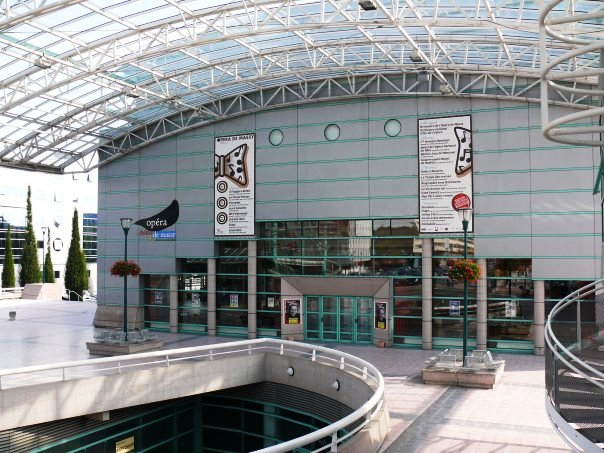
L’opéra de Massy.
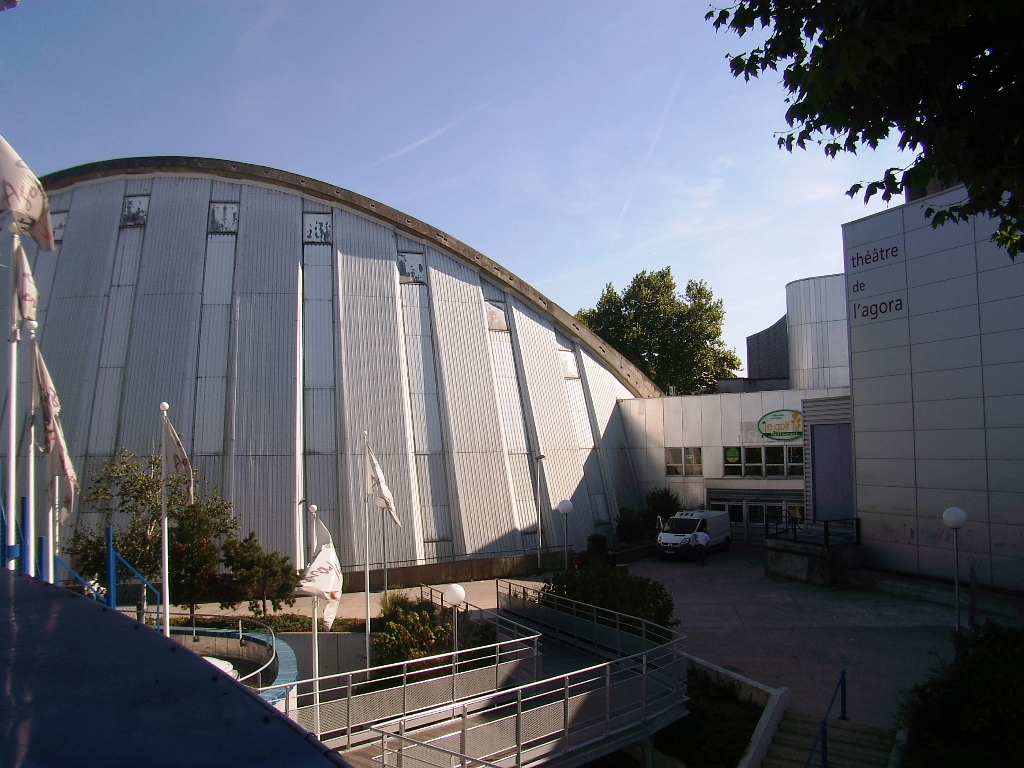
Le théâtre de l’Agora d’Évry.

### Sport

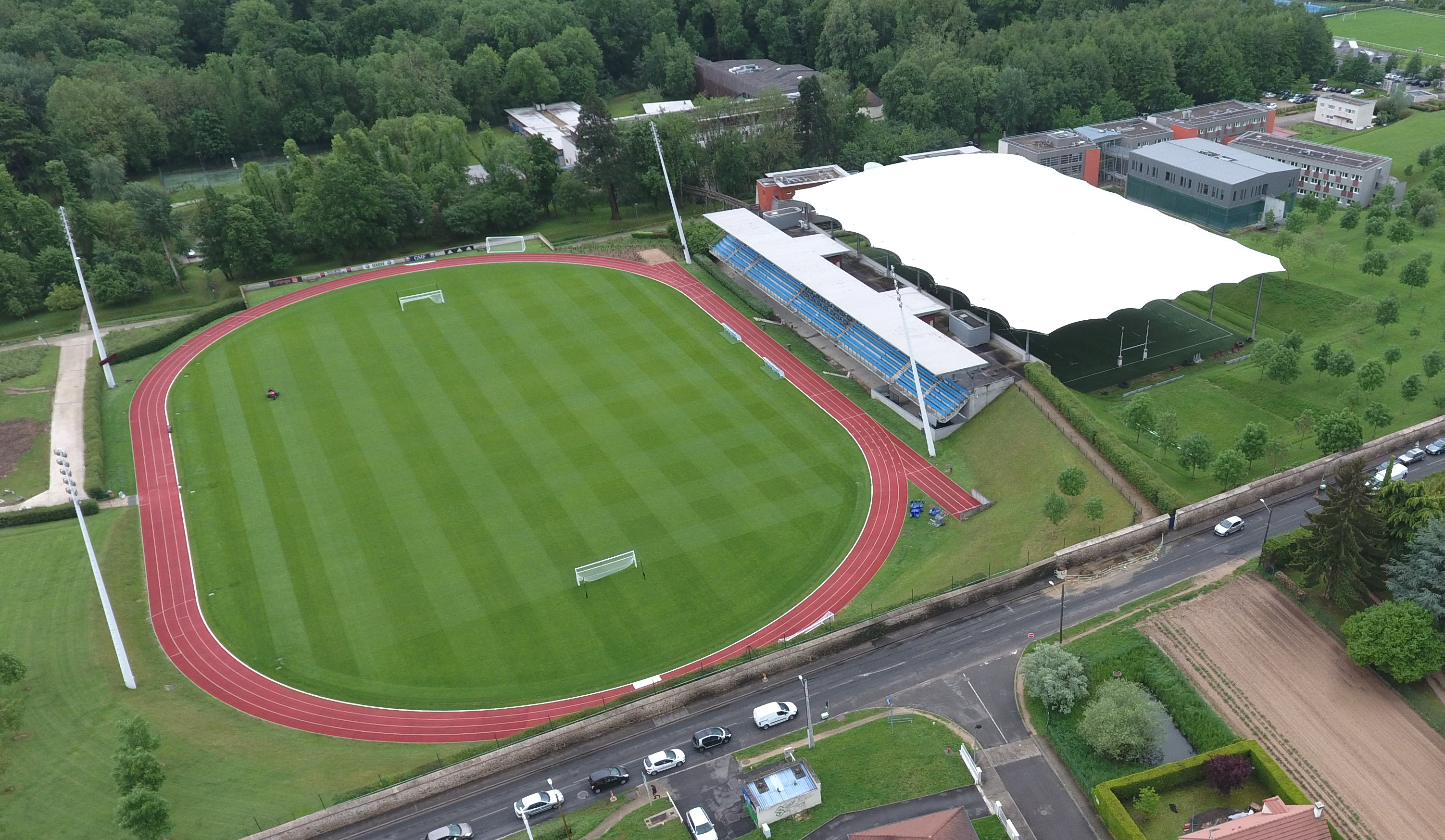
Centre National du Rugby à Marcoussis.

Le Sport est aussi une compétence acquise par le conseil départemental, il participe ainsi au financement des installations et aux subventions des clubs. Le département a ainsi accueilli certaines épreuves des jeux de la Francophonie 1994, notamment au Grand Dôme de Villebon-sur-Yvette, construit pour l’occasion, il accueille aussi depuis 2002 le Centre national du rugby à Marcoussis. Presque chaque commune disposent d’infrastructures à caractère sportif, un réseau de piscines parsème le territoire mais deux sites se démarquent, le stade omnisports Robert-Bobin à Bondoufle, cinquième stade francilien par la taille avec 18 850 places (derrière le Stade de France, le Parc des Princes, le stade Jean Bouin et le stade Charléty) et le stade nautique Maurice Herzog de Mennecy, dimensionné pour les compétitions internationales.
Plusieurs clubs sportifs évoluent au niveau national, le Juvisy FCF, l’AS Corbeil-Essonnes, l’AS Évry, le Sainte-Geneviève Sports, l’Entente sportive Viry-Châtillon en football, le RC Massy Essonne en rugby à XV, le Viry-Châtillon Essonne Hockey et le SCA 2000 Évry en hockey sur glace, les Gothics de Gif-sur-Yvette et les Lions de Savigny-sur-Orge en baseball, les Corsaires d'Évry et les Quarks de Villebon en football américain, le Massy Essonne HB en handball, le RC Villebon 91 en volley-ball, l’ASCE en canoë-kayak et le Viry Évry Nord Sud Essonne en athlétisme.
Autrefois, le département était aussi connu pour les courses automobiles organisées à l’autodrome de Linas-Montlhéry et pour l’organisation du tour cycliste de l'Essonne. Aujourd’hui, l’évènement sportif marquant est l’Open international Stade français Paris au golf de Courson-Monteloup. Outre Montgeron qui fut la ville de départ du premier Tour de France 1903, plusieurs communes du département ont été villes-étapes du Tour de France : Épinay-sous-Sénart en 1987, Brétigny-sur-Orge en 1990 et 1993, Montlhéry et Viry-Châtillon en 1993, Sainte-Geneviève-des-Bois en 1995, Palaiseau en 1996, Arpajon en 1999, Évry en 2001, Montgeron en 2003, Corbeil-Essonnes en 2001 et 2005, Marcoussis en 2007, Étampes en 2008, Longjumeau en 2010.
Plusieurs personnalités du sport sont originaires du département, parmi lesquels Thierry Henry et Patrice Évra des Ulis, Ladji Doucouré d’Évry et Mathieu Bastareaud de Massy.
Le Département est labélisé Terre de Jeux 2024, le label de Paris 2024 dédié aux collectivités, et accueillera le passage du Relais de la flamme sur son territoire.

### Lieux de culte
Le culte catholique est organisé dans l'Essonne autour du diocèse d'Évry-Corbeil-Essonnes, qui couvre le département et deux villes voisines des Yvelines. Il est divisé en deux zones, cinq vicariats, vingt-trois secteurs paroissiaux et cent huit paroisses. Son siège est installé à Évry, près de la cathédrale de la Résurrection, et il dispose du siège associé de Corbeil-Essonnes de la cathédrale Saint-Spire. Le culte musulman dispose à Courcouronnes de la plus grande mosquée de France, la mosquée d'Évry-Courcouronnes, et d’une multitude de centres de prières répartis sur le territoire. La religion juive dispose de synagogues dans certaines communes du département, dont la plus importante à Massy. Les protestants disposent de temples répartis dans plusieurs communes. Les chrétiens orthodoxes se retrouvent dans plusieurs lieux, principalement l’église Notre-Dame-de-la-Dormition de Sainte-Geneviève-des-Bois et le siège de la métropole orthodoxe roumaine d'Europe occidentale et méridionale à Limours. Les bouddhistes disposent de la Pagode Khánh-Anh à Évry. L’Église de Jésus-Christ des saints des derniers jours dispose d’un lieu de culte à Évry.

La cathédrale de la Résurrection d’Évry.
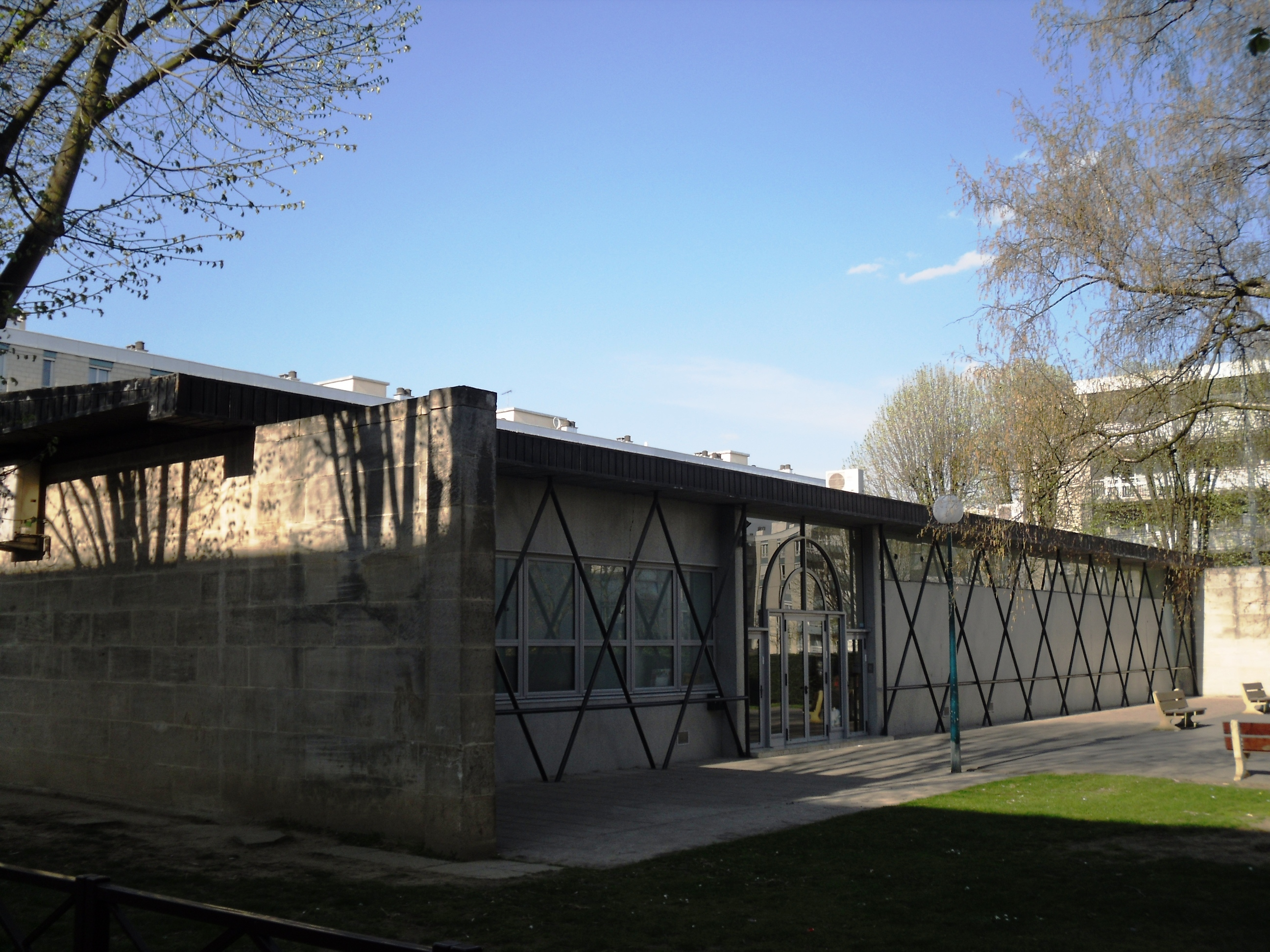
La synagogue de Massy.
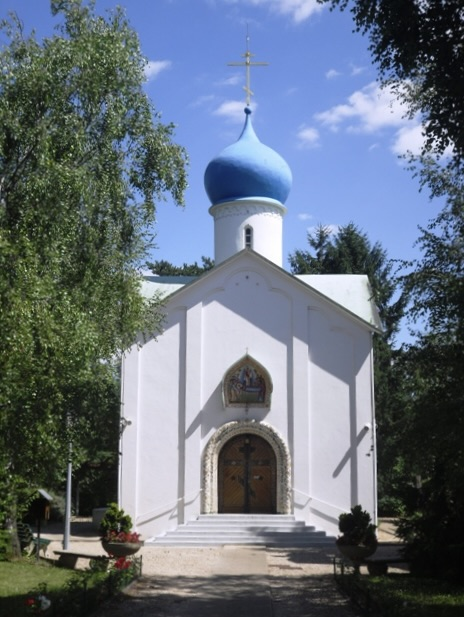
L’église orthodoxe Notre-Dame-de-la-Dormition de Sainte-Geneviève-des-Bois.
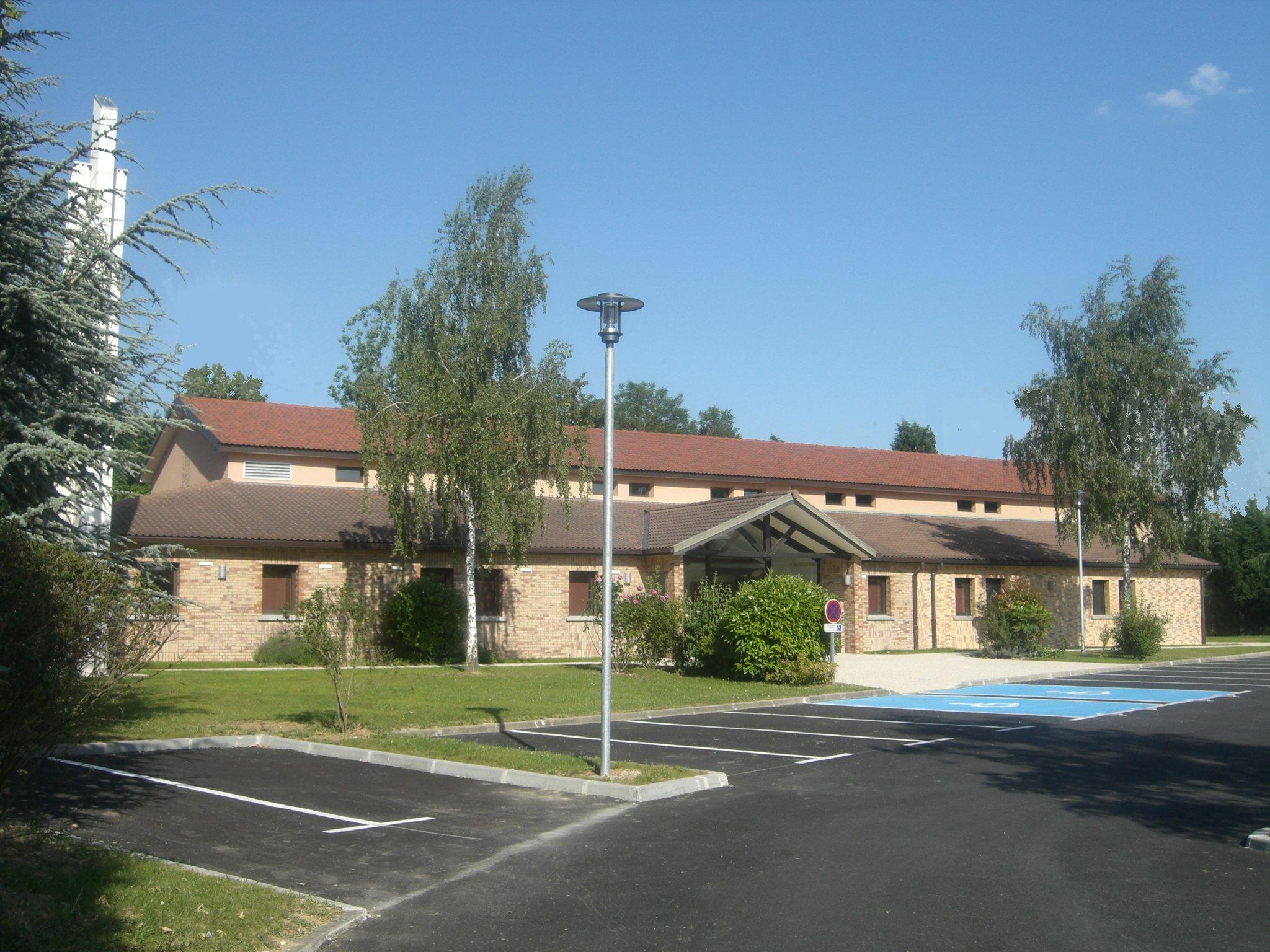
L’Église de Jésus-Christ des saints des derniers jours à Évry.

### Médias
Plusieurs groupes de médias diffusent les informations locales. La presse écrite est représentée par l'hebdomadaire Le Républicain de l'Essonne et les éditions locales du quotidien Le Parisien. 
Après 25 années d'activités, la chaîne de télévision locale Téléssonne a cessé d'émettre le 30 septembre 2014.

## Économie

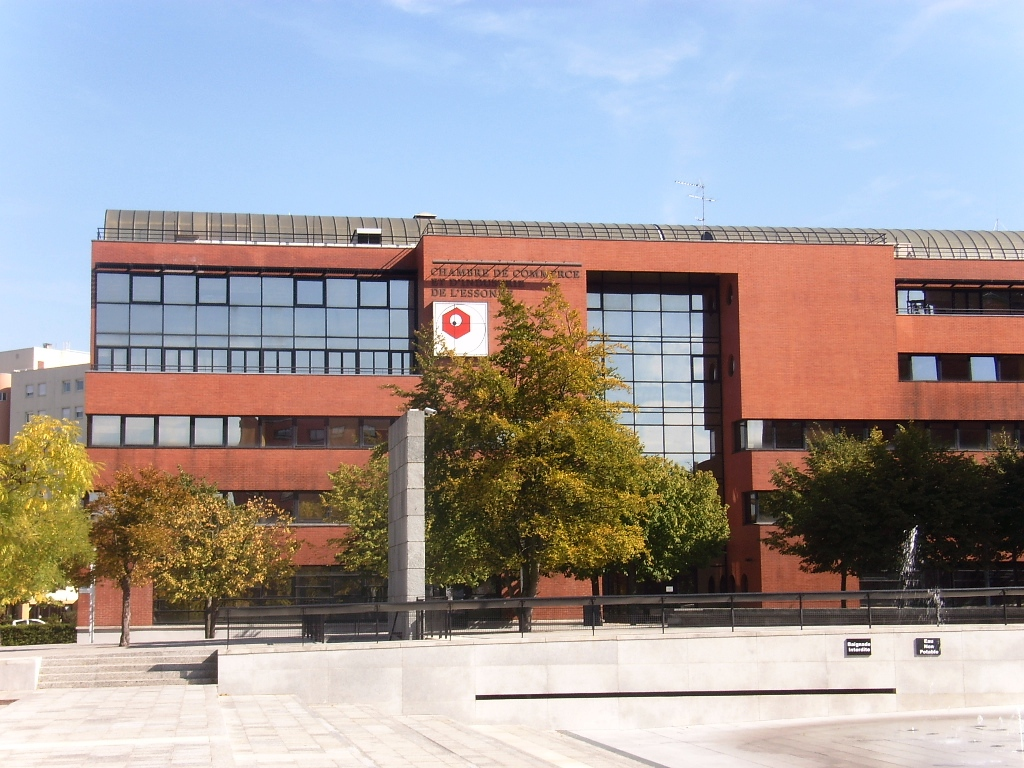
Le siège de la Chambre de commerce et d’industrie de l’Essonne à Évry.

Intégré à la région Île-de-France, plus importante région européenne par son produit intérieur brut (PIB), le département de l’Essonne bénéficie de son attrait économique et y participe pleinement, avec un PIB départemental fixé en 2008 à 26 111 000 000 euros, soit 22 922 euros par habitant, cependant en régression puisqu’il était fixé à 26 774 euros par habitant en 2005. En 2008, l’Essonne participait à hauteur de 4 121 millions d’euros aux exportations nationales avec en tête des productions exportées les produits pharmaceutiques et les produits d’entretien ou de parfumerie, et pour 10 951 millions d’euros aux importations nationales avec en tête des produits importés les machines de bureau, matériels informatiques et appareils d’émission ou réception de son et d’image. Avec un total en 2006 de 426 901 emplois, dont 81,5 % relevant du secteur tertiaire, elle suit l’évolution économique et sociologique régionale avec cependant une certaine propension à conserver des activités industrielles (11,5 % des emplois) et dans une moindre mesure agricoles (0,8 % dans l'Essonne pour 0,3 % en Île-de-France). Avec une population active évaluée à 597 837 personnes, le département apparaît cependant comme déficitaire en nombre d’emplois, entraînant un taux de chômage de 8,9 % en 2006 (53 031 demandeurs d’emploi) et des déplacements pendulaires de résidents allant travailler hors du département (42,5 % des Essonniens travaillaient en 2006 hors de l’Essonne). Cette situation implique le développement d’un réseau de transports en commun fortement orienté vers Paris et sa proche banlieue, trois lignes du RER d'Île-de-France, deux lignes à grande vitesse, deux autoroutes et trois routes nationales traversant le territoire pour converger vers la capitale.

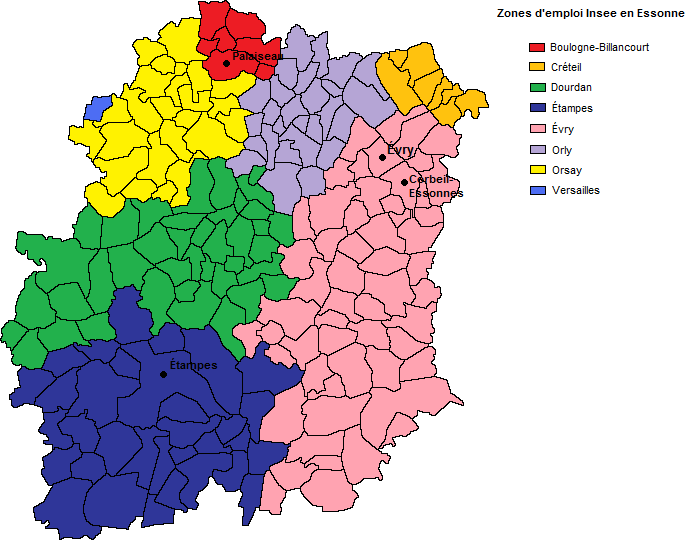
Carte départementale des zones d’emploi Insee.

Cette présence dans la « région capitale », ces infrastructures et l’histoire récente du département lui permettent aujourd’hui de concentrer sur son territoire une diversité et une richesse économique relativement importante. L’agriculture occupe ainsi une place toujours importante, avec près de trois mille cinq cents hectares cultivés aux portes de l’agglomération parisienne, sur près de 50 % du territoire consacrés pour, 80 % des exploitations se consacrant à la grande culture céréalière au sud et 16 % au maraîchage. Le commerce occupe lui aussi une place importante et historique, occupant 15,4 % des employés, pour la plupart dans de vastes centres commerciaux, dont le plus grand de la région, La Croix-Blanche sur plus de 700 000 mètres carrés. L’industrie constitue le troisième pilier économique historique du département, elle y est aujourd’hui prioritairement tournée vers la haute technologie, notamment grâce à la présence concentrée de plusieurs universités et grandes écoles. Ainsi, la recherche scientifique a peu à peu pris une importance majeure dans l’économie départementale, au point d’employer plus de 14 000 personnes en 2005. Le tourisme enfin, d’agrément ou d’affaires occupe une place non négligeable dans l’économie locale avec la présence de deux bases régionales, de châteaux, d’édifices religieux classés aux monuments historiques, de parcs et jardins remarquables, du parc naturel régional du Gâtinais français, certains secteurs du département ayant conservé un caractère rural, vingt-sept communes comptaient en 2006 plus de 10 % de résidences secondaires.
Statistiquement, l’Insee découpe le territoire en huit zones d’emploi dépassant les limites administratives. Le nord-ouest appartient ainsi à la zone d’emploi de Boulogne-Billancourt, le centre-nord à la zone d'emploi d'Orly, le nord-est à la zone d’emploi de Créteil, l’est à la zone d’emploi d’Évry, le sud-ouest à la zone d’emploi d’Étampes, l’ouest aux zones d’emploi de Dourdan et Orsay, une petite enclave étant rattachée à la zone d’emploi de Versailles.

### Développement économique
Le département est au cœur du projet Paris-Saclay, inspiré de la Silicon Valley. Géographiquement, deux pôles majeurs de développement économique se distinguent, disposant chacun d’une implantation de la chambre de commerce et d'industrie de l'Essonne et de la chambre de métiers et de l'artisanat de l'Essonne. Au nord-ouest dans la « vallée de la Science », le parc d'activités de Courtabœuf, le plateau de Saclay et la vaste zone industrielle de Massy se concentrent l’université Paris-Sud 11, le pôle ParisTech regroupant plusieurs grandes écoles et de nombreux centres de recherches (Danone, Motorola, Thales, Alcatel-Lucent, Hewlett-Packard, etc.).
L’ensemble est aujourd’hui intégré aux pôles de compétitivité System@tic Paris-Région, Opticsvalley et à l’opération d'intérêt national de Massy Palaiseau Saclay Versailles Saint-Quentin-en-Yvelines. Au nord-est, de Corbeil-Essonnes à Orly en suivant la vallée de la Seine, s’organisent autour de l’université d'Évry-Val d'Essonne et du Genopole le pôle Médicen et autour du centre national d'études spatiales et d’Arianespace le pôle ASTech.
Plusieurs pépinières d’entreprises sont réparties sur le territoire : X Technologies à Palaiseau, Incuballiance à Orsay, Scientipole à Palaiseau, Orsay et Gif-sur-Yvette, Apis Développement à Courtabœuf, Innov'Valley à Marcoussis, Génopole, INT et Magellan à Évry.
Certains lieux sensibles du département bénéficient en outre du statut de zone franche urbaine, dont les quartiers de La Grande Borne et du Village à Grigny et Viry-Châtillon, des Cinéastes et de la Plaine à Épinay-sous-Sénart, des Tarterêts à Corbeil-Essonnes, des Pyramides à Évry-Courcouronnes,Les Ardrets, Rosières à Brétigny-sur-Orge, le quartier de Guinette à Étampes .

### Emplois, revenus et niveau de vie
En 2006 les catégories socioprofessionnelles les plus représentées dans les ménages essonniens étaient les cadres (20,7 %) suivis des professions intermédiaires (20,5 %), puis les retraités (18,6 %) et les ouvriers (18,2 %). Cette même année, 92,6 % des actifs ayant un emploi étaient salariés, dont 80,8 % titulaires d’un emploi fixe. Le revenu net imposable moyen du département était alors fixé à 26 556 euros, mais seul 66,1 % des foyers étaient effectivement assujettis à l’impôt sur le revenu avec un revenu net imposable moyen à 35 000 euros.
| Répartition des emplois par catégorie socioprofessionnelle en 2006. |              |                                           |                                                   |                            |                          |                           |
|                                                                     | Agriculteurs | Artisans, commerçants, chefs d’entreprise | Cadres et professions intellectuelles supérieures | Professions intermédiaires | Employés                 | Ouvriers                  |
| Essonne                                                             | 0,2 %        | 4,5 %                                     | 22,1 %                                            | 27,7 %                     | 27,6 %                   | 17,9 %                    |
| Moyenne nationale                                                   | 2,2 %        | 6,0 %                                     | 15,4 %                                            | 24,6 %                     | 28,7 %                   | 23,2 %                    |
| Répartition des emplois par secteur d'activité en 2006.             |              |                                           |                                                   |                            |                          |                           |
|                                                                     | Agriculture  | Industrie                                 | Construction                                      | Commerce                   | Services aux entreprises | Services aux particuliers |
| Essonne                                                             | 0,8 %        | 11,5 %                                    | 6,1 %                                             | 15,4 %                     | 18,8 %                   | 6,4 %                     |
| Moyenne nationale                                                   | 3,5 %        | 15,2 %                                    | 6,4 %                                             | 13,3 %                     | 13,3 %                   | 7,6 %                     |
| Sources : Insee,                                                    |              |                                           |                                                   |                            |                          |                           |

### Agriculture

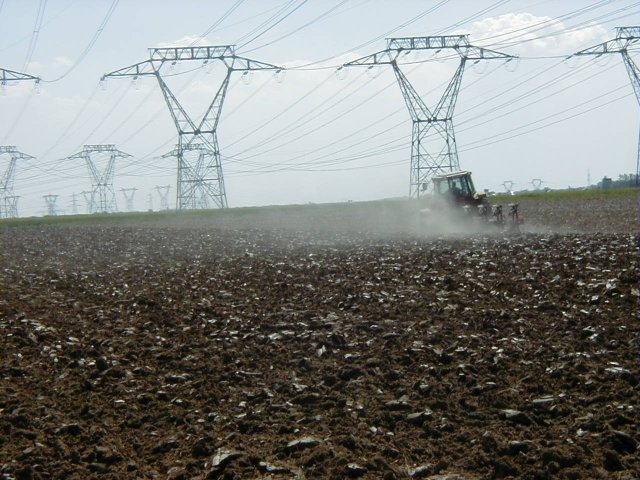
Labour en cœur d’agglomération à Villebon-sur-Yvette.

Bien que le département soit situé en Île-de-France et intégralement inclus[réf. nécessaire] dans l’agglomération parisienne, l’agriculture occupe encore une place importante dans l’économie locale, au point de modeler le paysage départemental. Si elle n’occupait en 2006 que 1 062 agriculteurs exploitant, soit seulement 0,2 % des actifs, au total ce sont 3 454 personnes qui occupait un emploi dans l’agriculture, soit 0,8 % de la population active. En 2000, 1 109 exploitations étaient réparties sur le territoire, d’une superficie moyenne de soixante-dix-neuf hectares et pour un total de 87 823 hectares soit 49,45 % de la superficie totale du département. Cette agriculture, organisée sur les plaines de Beauce et les vallées du Hurepoix et du Gâtinais, est tournée pour 805 exploitations vers la grande culture céréalière, pour 164 d’entre elles vers le maraîchage et pour trente-huit vers l’élevage, le cheptel départemental étant constitué cette année-là de trente-trois bovins et cent dix-sept volailles. Alimentant la région en produit frais, de nombreuses exploitations ont fait le choix de l’agriculture raisonnée comme pour celles adhérentes à l’association du Triangle vert du Hurepoix ou biologique, malgré leur quasi intégration au centre d’espaces urbains, d’autres comme la ferme de Viltain sur le plateau de Saclay ont choisi de proposer leurs productions directement aux consommateurs, ajoutant une fonction pédagogique à leurs activités. Trente communes du sud-est du territoire sont intégrées à la région d’indication géographique protégée de la « Volaille du Gâtinais ». Quarante pour cent de la production nationale française de cresson est originaire d’Essonne, à tel point que cette plante est surnommée « l’or vert » du département.

### Commerce

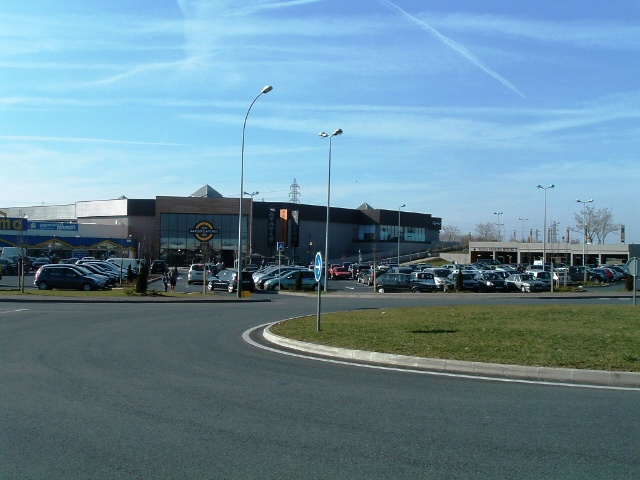
Le centre commercial Marques Avenue A6 de Corbeil-Essonnes.

Très tôt, le territoire fut situé aux carrefours de routes commerciales où se développèrent des foires, comme à Dourdan qui disposait d’une halle dès le XIIIe siècle ou Milly-la-Forêt dès le XVe siècle. C’est aussi dans l’Essonne que s’ouvrit en 1963 le premier hypermarché de France à l’enseigne Carrefour. Le commerce dans le département aujourd’hui, outre les centres-villes actifs, s’organise autour de grands centres commerciaux avec par ordre de tailles, La Croix-Blanche qui rassemble 164 enseignes sur sept cent mille mètres carrés de surface, Évry 2 qui accueille 235 magasins sur cent mille mètres carrés de surface, Villebon 2 qui propose soixante enseignes sur environ soixante mille mètres carrés, Ulis 2 qui offre 120 enseigne, le Centre commercial régional Aushopping Brétigny,Villabé A6 avec 68 magasins, Exona et VdB, de moindre importance. S’ajoute à Corbeil-Essonnes un centre de magasins d’usine géré par le groupe Marques Avenue. En 2006, 15,4 % des emplois relevaient du secteur du commerce.

### Industrie
L’industrie dans l'Essonne a une histoire ancienne, bien avant la création du département, Corbeil et Essonnes étaient réputées pour leurs usines de minoterie dont subsiste encore aujourd’hui les Grands moulins de Corbeil, de tannerie, de poudrerie. Plus tard, dans le même secteur géographique, la famille Darblay qui possédait les papeteries fit fortune dans l’industrie locale, Paul Decauville faisant lui fortune avec sa sucrerie à Évry puis dans le matériel ferroviaire avec l’invention de la Decauville.
Le département occupe encore 11,5 % de sa main-d’œuvre dans l’Industrie, mais il s’agit maintenant principalement d’industrie de pointe, implantée à proximité des grands centres de recherche, notamment dans le parc d'activités de Courtabœuf. En février 2009, la répartition des établissements donnait 0,1 % pour l’industrie extractive, 6,8 % pour l’industrie manufacturière, 0,1 % pour la production d’énergie et 0,3 % pour la production et le traitement des eaux. Les centres de production et de recherche de Nokia Networks France (ex-Alcatel-Lucent) à Marcoussis, Arianespace à Évry, Altis Semiconductor à Corbeil-Essonnes, Faurecia à Étampes bénéficient de la présence de personnels bien formé (45 % de la population dispose d’un diplôme supérieur ou égale au baccalauréat), d’infrastructures de transports de qualité et variées.

### Recherche

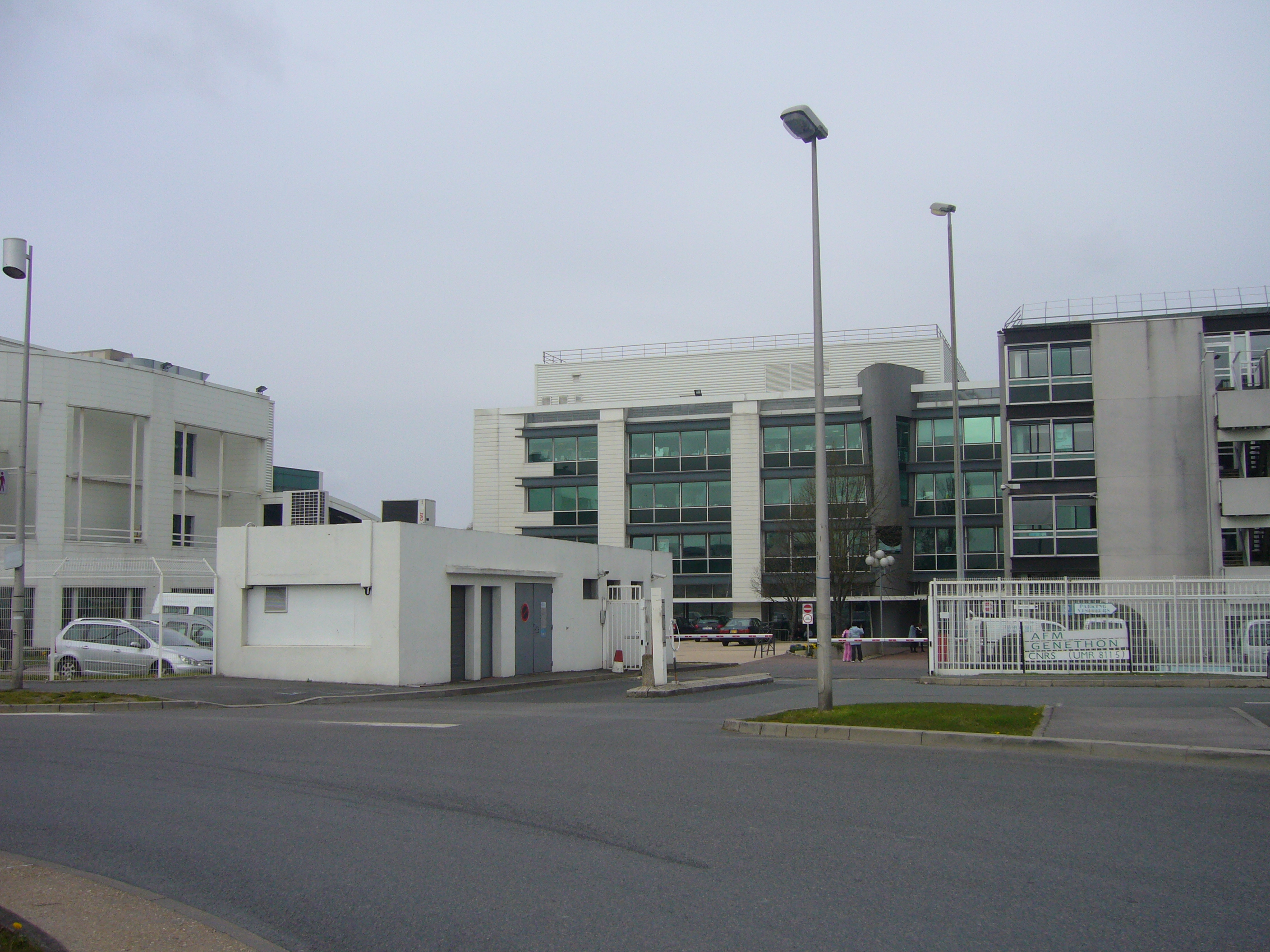
Le Génopole à Évry.

Grâce à la présence de trois campus sur son territoire à Orsay (université Paris-Saclay), Palaiseau (Institut Polytechnique de Paris) et Évry (université d'Évry-Val d'Essonne) et de nombreuses grandes écoles (Polytechnique, CentraleSupélec, Télécom Paris, ENS Paris-Saclay, Télécom SudParis, IMT Business School…), d’importants laboratoires et centres de recherches ont choisi l’Essonne pour s’implanter. Ainsi, le Commissariat à l'énergie atomique (CEA) dispose de deux centres importants à Saclay et Bruyères-le-Châtel, le Centre national de la recherche scientifique (CNRS) est à Gif-sur-Yvette, l’Office national d'études et de recherches aérospatiales (ONERA) et Danone et Thales à Paris-Saclay et Limours, Nokia France (ex-Alcatel-Lucent) à Nozay, Hewlett-Packard aux Ulis, Microsoft à Villebon-sur-Yvette, l’Institut national de la recherche agronomique à Leudeville, l’Institut national de la santé et de la recherche médicale, le Genopole, Arianespace et le Centre national d'études spatiales (CNRS) à Évry, Safran Aircraft Engines (ex-Snecma) à Corbeil-Essonnes, le Synchrotron SOLEIL à Saint-Aubin, Safran Electronics & Defense (ex-Sagem Défense Sécurité) à Massy.
Afin d’aider ces acteurs, le conseil départemental a développé le dispositif d’action de soutien à la technologie et à la recherche dans l'Essonne. Plusieurs pôles de compétitivités ont en outre été développés par l’État et sont actifs sur le territoire départemental dont System@tic Paris-Région, Medicen, ASTech et Opticsvalley. Enfin, la chambre de commerce et d'industrie de l'Essonne a développé un site consacré à la recherche dans le département, centralisant les laboratoires et les organismes et la promotion du transfert de compétences. Cette même chambre de commerce a recensé entre 2004 et 2006 le dépôt de 1 811 brevets, le secteur employant en 2005 14 040 personnes.

### Tourisme

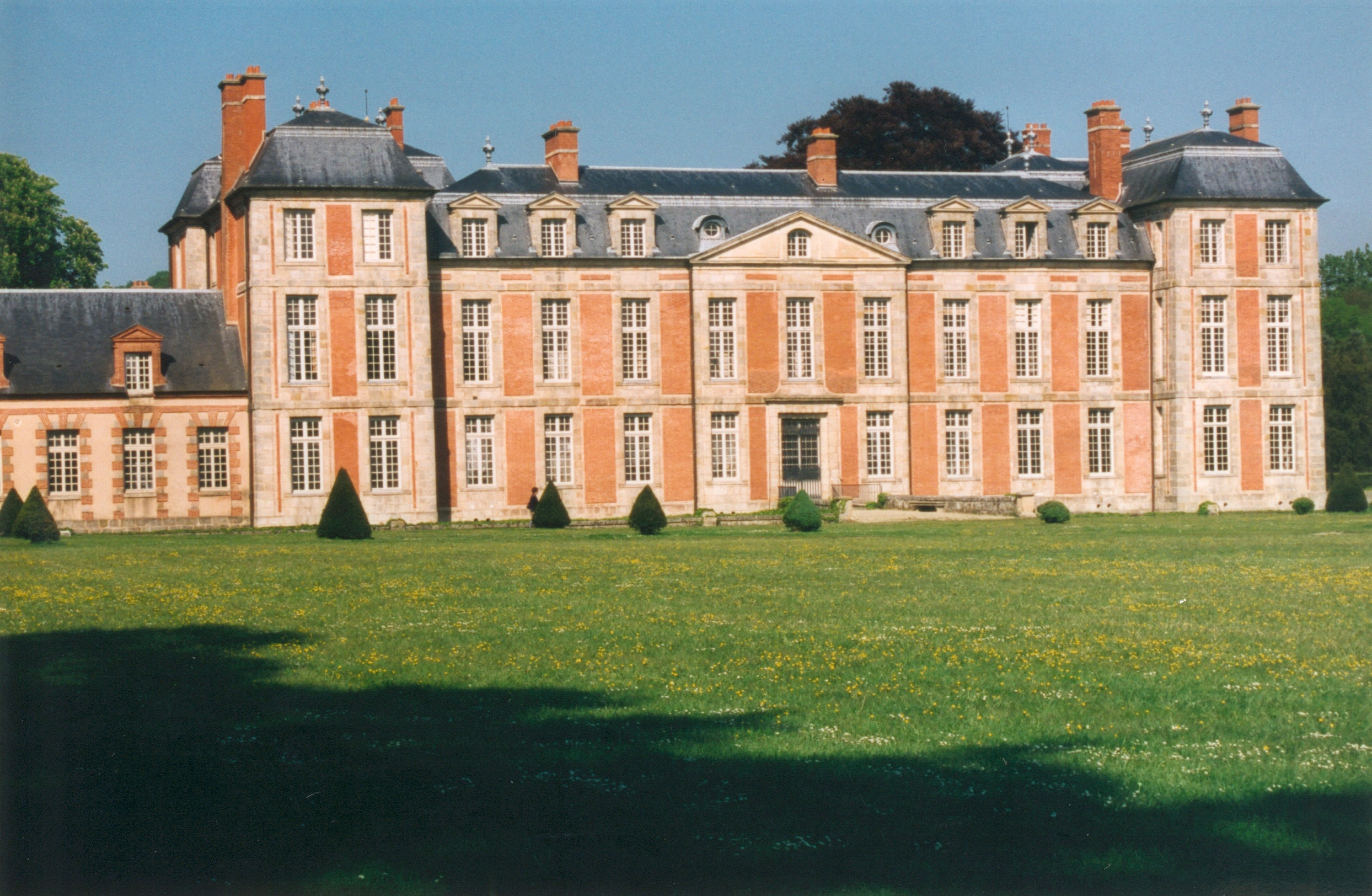
Le château et centre d’art contemporain de Chamarande.

Le département de l’Essonne n’est pas intrinsèquement réputé pour être un lieu touristique, cependant le patrimoine dont il dispose sur son territoire et les infrastructures développées permettent au département de recevoir un nombre relativement important de visiteurs. Ainsi, les services du conseil départemental dénombre plus de huit cent mille visiteurs chaque année, plus de deux cent mille pour le seul site du château de Chamarande et la création en 2003 de cent vingt-sept entreprises directement liées au tourisme. Selon le comité départemental du tourisme, le chiffre d’affaires du tourisme s’élève globalement à trois cent soixante-et-un millions d’euros, répartis en soixante-trois millions consacrés aux loisirs dans le département et deux parts approximativement égales (151 millions et 146 millions d’euros) pour le tourisme d’agrément et le tourisme d'affaires. En 2008, divers sites ont ainsi accueilli plus de vingt mille visiteurs, le trio de tête étant la verrerie d’art de Soisy-sur-École avec 96 528 visiteurs, l'île de loisirs d'Étampes avec 90 952 visiteurs et Koony Parc à Bondoufle avec 70 000 visiteurs.
Le tourisme dans l'Essonne tourne autour de six grands axes, les châteaux et leurs jardins, les édifices religieux, les musées, les maisons d’artistes dont celles de Victor Hugo à Bièvres, d’Alphonse Daudet à Draveil, de Claude François à Dannemois et de Tsugouharu Foujita à Villiers-le-Bâcle, le tourisme d’affaires à destination des grandes entreprises implantées et les activités sportives. Ces dernières se pratiquent dans l’une des deux bases de loisirs d’Étampes et du Port-aux-Cerises, la randonnée pédestre ou le cyclotourisme sur les circuits balisés, dont le GR 1, le GR 2 et le GR 11, les quinze golfs dont celui du Stade français Paris rugby à Courson-Monteloup, les parcours d’accrobranche, les piscines ou les clubs équestres.
En 2009, l’Insee dénombrait quatre-vingt-dix-huit hôtels dans le département totalisant 6 430 chambres et vingt-et-un campings totalisant 3 485 emplacements, auxquels s’ajoutaient les gîtes ruraux et les chambres d’hôtes.

#### Communes ayant plus de 10% de résidences secondaires
Selon le recensement de la population de 2006, 7 007 logements soit 1,43 % des logements disponibles dans le département étaient des résidences secondaires ou occasionnelles.

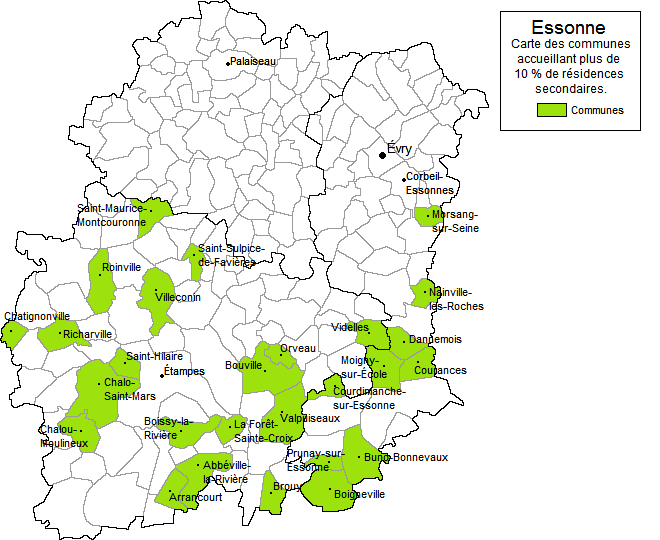
Carte des communes de l’Essonne ayant plus de 10 % de résidences secondaires en 2006.

| Commune                    | Population en 2006 (hab.) | Nombre total de logements | Nombre de résidences secondaires | Pourcentage de résidences secondaires |
| -------------------------- | ------------------------- | ------------------------- | -------------------------------- | ------------------------------------- |
| Courdimanche-sur-Essonne   | 290                       | 166                       | 56                               | 33,73 %                               |
| Orveau                     | 205                       | 99                        | 27                               | 27,27 %                               |
| Buno-Bonnevaux             | 476                       | 254                       | 66                               | 25,98 %                               |
| Valpuiseaux                | 603                       | 294                       | 64                               | 21,77 %                               |
| Nainville-les-Roches       | 498                       | 206                       | 42                               | 20,39 %                               |
| Morsang-sur-Seine          | 502                       | 222                       | 45                               | 20,27 %                               |
| Boigneville                | 136                       | 58                        | 11                               | 18,97 %                               |
| Arrancourt                 | 427                       | 248                       | 48                               | 19,35 %                               |
| Chatignonville             | 67                        | 33                        | 6                                | 18,18 %                               |
| Saint-Sulpice-de-Favières  | 322                       | 149                       | 27                               | 18,12 %                               |
| Abbéville-la-Rivière       | 292                       | 125                       | 22                               | 17,60 %                               |
| La Forêt-Sainte-Croix      | 141                       | 73                        | 12                               | 16,44 %                               |
| Boissy-la-Rivière          | 500                       | 227                       | 31                               | 13,66 %                               |
| Courances                  | 348                       | 174                       | 23                               | 13,22 %                               |
| Chalou-Moulineux           | 396                       | 189                       | 24                               | 12,70 %                               |
| Villeconin                 | 697                       | 305                       | 38                               | 12,46 %                               |
| Chalo-Saint-Mars           | 1 132                     | 531                       | 66                               | 12,43 %                               |
| Brouy                      | 121                       | 58                        | 7                                | 12,07 %                               |
| Richarville                | 432                       | 172                       | 20                               | 11,63 %                               |
| Bouville                   | 664                       | 286                       | 33                               | 11,54 %                               |
| Videlles                   | 634                       | 285                       | 31                               | 10,88 %                               |
| Prunay-sur-Essonne         | 305                       | 138                       | 15                               | 10,87 %                               |
| Dannemois                  | 812                       | 402                       | 43                               | 10,70 %                               |
| Saint-Maurice-Montcouronne | 1 549                     | 610                       | 65                               | 10,66 %                               |
| Roinville                  | 1 168                     | 422                       | 43                               | 10,19 %                               |
| Moigny-sur-École           | 1 254                     | 576                       | 58                               | 10,07 %                               |
| Saint-Hilaire              | 344                       | 159                       | 16                               | 10,06 %                               |

## Culture locale et patrimoine

### Patrimoine environnemental

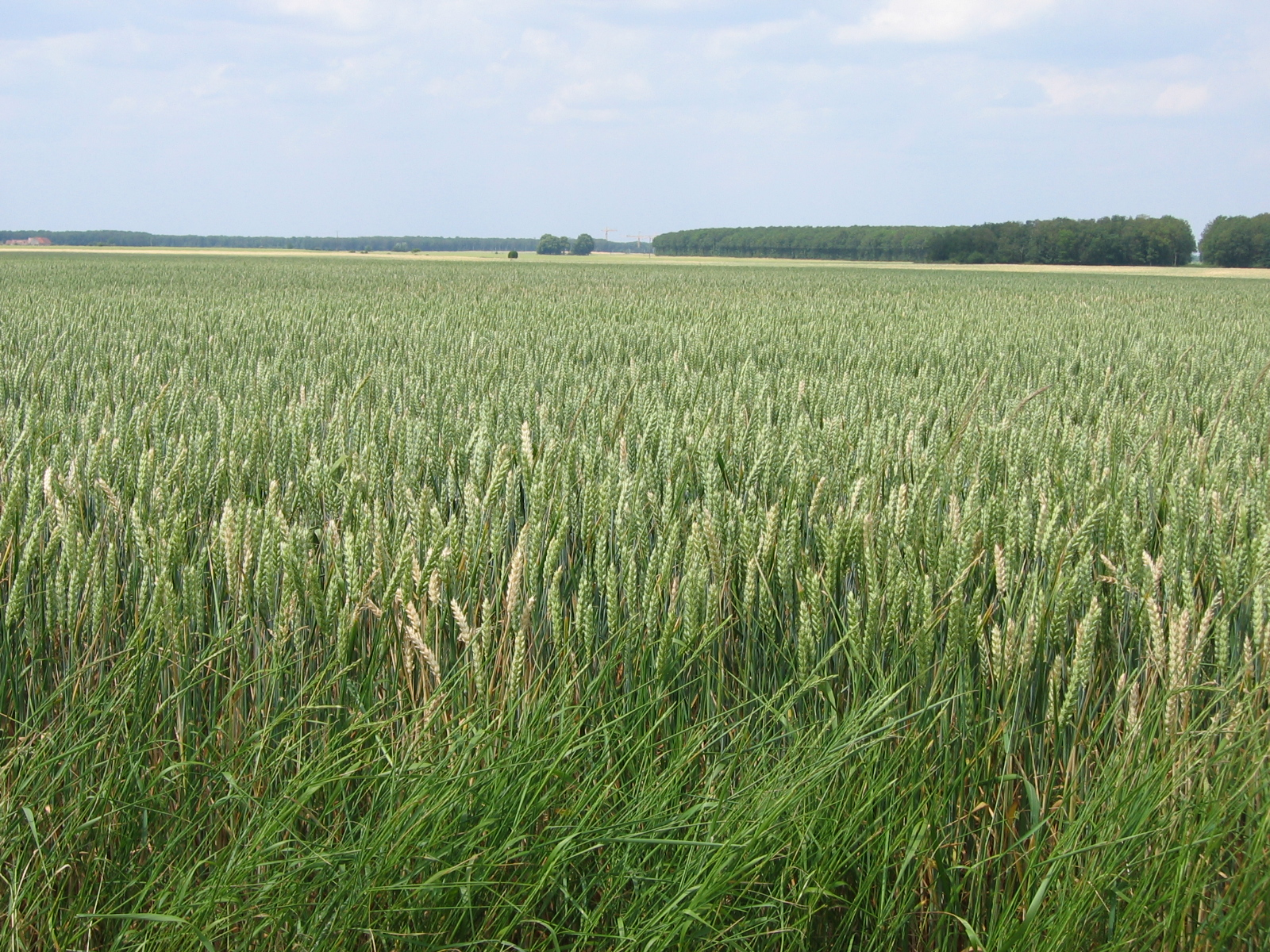
Paysage de la Beauce.

Le département de l’Essonne, pour moitié intégré à l’agglomération parisienne dispose néanmoins d’un environnement préservé sur une large part de son territoire. Ainsi, près de cent trente-neuf mille hectares, soit près de 78 % du territoire sont encore classés par l’Iaurif comme des espaces ruraux. Les quatre régions naturelles qui composent le département, le Hurepoix, la Brie, le Gâtinais et la Beauce présentent chacune des paysages typiques et bien distincts. Au nord-est, la Brie en Essonne est couverte par la vaste forêt de Sénart aux essences de chêne, de châtaignier, de charme et de bouleau, le Hurepoix mélange vallées boisées et plateaux agricoles, le Gâtinais est pour sa plus grande partie recouvert par l’importante forêt de Fontainebleau et sa forêt annexe de Milly, dont le sol sablonneux et rocailleux est couvert de chêne, de pin sylvestre et de hêtre, la plaine de Beauce est elle presque entièrement recouverte de grandes cultures céréalières.
D’ouest en est, le département est traversé par la ceinture verte d’Île-de-France, avec depuis la forêt de Rambouillet dans les Yvelines, un bandeau formé par la forêt de Dourdan et celle d’Angervilliers, puis la forêt de la Roche Turpin, la forêt du Belvédère, la forêt des Grands Avaux et la forêt de Milly-la-Forêt qui rejoint la forêt de Fontainebleau à l’est. Au nord du département, la forêt de Verrières et la forêt de Sénart forment deux espaces préservés en bordure de la première couronne parisienne. Les forêts de Palaiseau, du Rocher de Saulx et de Bellejame complètent ces massifs.
Plusieurs parcs d’envergure départementale parsèment le territoire et permettent une approche plus ou moins naturelle de l’environnement. Les deux plus importants sont les îles de loisirs d'Étampes et du Port-aux-Cerises à Draveil et Vigneux-sur-Seine. Elles sont complétées dans leur rôle pédagogique par l’arboretum Vilmorin et l’arboretum municipal de Verrières-le-Buisson, l’arboretum de Segrez à Saint-Sulpice-de-Favières et le Conservatoire national des plantes à parfum, médicinales, aromatiques et industrielles à Milly-la-Forêt. Le parc de Jeurre à Morigny-Champigny, le parc de Chamarande, le parc du château de Courances, le parc de Courson et le parc du château à Saint-Jean-de-Beauregard attirent eux aussi les visiteurs. S’ajoutent deux initiatives environnementale récentes, la coulée verte du sud parisien qui traverse le nord-ouest du département de Verrières-le-Buisson à Gometz-le-Châtel avec une continuation prévue jusque Rambouillet par Limours et la Méridienne verte qui traverse le département en son centre du nord au sud.

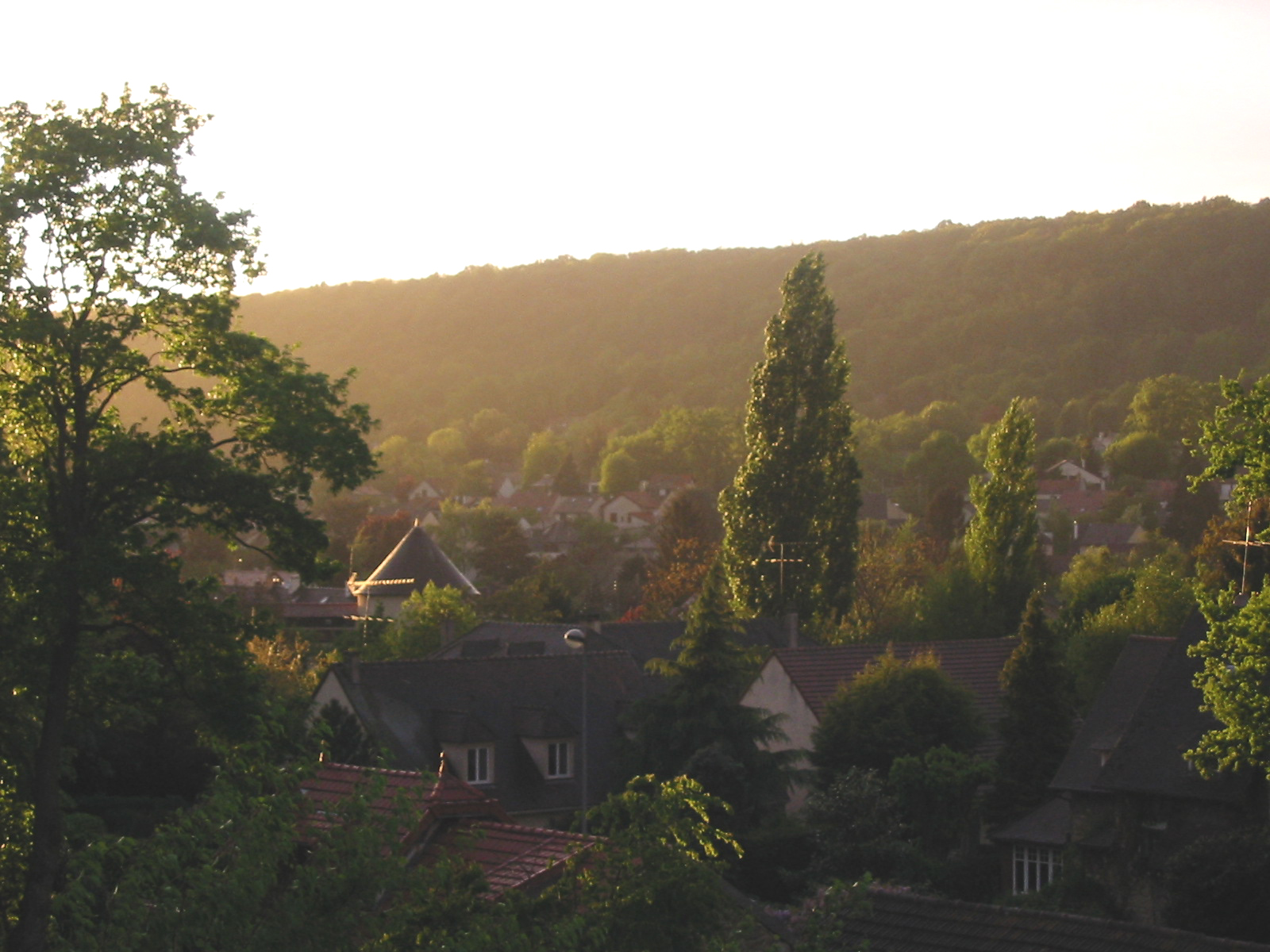
La vallée de Chevreuse à Bures-sur-Yvette.

Dans ces parcs et forêts plusieurs arbres remarquables ont été recensés dont un tilleul à Boutigny-sur-Essonne, un chêne à Bures-sur-Yvette, des platanes à Chamarande et Morsang-sur-Orge, des séquoias à Courson-Monteloup et Mennecy, un sophora du Japon à Juvisy-sur-Orge et des hêtres communs à Saint-Sulpice-de-Favières.
Deux espaces renommés occupent aussi une part importante du territoire. Au nord-ouest, la vallée de Chevreuse suit le cours de l’Yvette jusqu’à Palaiseau, avec l’éventualité en 2010 d’une extension du parc naturel régional de la Haute Vallée de Chevreuse, seize communes du département ayant déjà approuvé le principe de l’intégration. Au sud-est, le parc naturel régional du Gâtinais français englobe vingt-huit communes du département entre les vallées de l’Essonne et de l’École.
Dépassant pour certains les limites administratives, dix sites ont été recensés par le réseau Natura 2000 dont trois sont classées « Zone de protection spéciale » : les marais d'Itteville et de Fontenay-le-Vicomte sur cinq cent vingt-deux hectares, le Massif de Fontainebleau sur les communes de Courances et Milly-la-Forêt et le Massif de Rambouillet dont 4 % du territoire se trouve dans l'Essonne. S’ajoutent des sites d’importances communautaires comme les champignonnières d’Étampes, les buttes gréseuses de l’Essonne, les marais des basses vallées de la Juine et de l’Essonne, les pelouses calcaires du Gâtinais et de la haute vallée de la Juine et la haute vallée de l’Essonne. Réparties dans plusieurs communes, la Réserve naturelle des sites géologiques de l'Essonne qui occupe près de cinq hectares est classée Réserve naturelle nationale, elle est complétée par plusieurs réserves naturelles régionales dont le bassin de Saulx-les-Chartreux, le parc d’Itteville, les Grands Réages à Varennes-Jarcy et l’arboretum Roger de Vilmorin à Verrières-le-Buisson. Le ministère de l'Écologie, de l'Énergie, du Développement durable et de la Mer a lui aussi classé un certain nombre de sites dont la vallée de la Juine et ses abords, la vallée de l’Yerres et ses abords. Enfin, le conseil départemental de l’Essonne a acquis des terrains pour les classer en « Espace naturel sensible ».
Principalement résidentielles, les communes du département font des efforts de politique environnementale et d’embellissement, récompensées pour certaines par des fleurs au concours des villes et villages fleuris, Sainte-Geneviève-des-Bois est classée quatre fleurs ; Boutigny-sur-Essonne, Chilly-Mazarin, Corbeil-Essonnes, Dourdan, Étampes, Évry, Les Ulis, Massy, Paray-Vieille-Poste, Ris-Orangis, Villebon-sur-Yvette et Viry-Châtillon sont classées trois fleurs ; Arpajon, Briis-sous-Forges, Épinay-sur-Orge, Étréchy, Grigny, Longjumeau, Morangis, Ollainville, Orsay, Palaiseau, Saint-Germain-lès-Arpajon, Saint-Michel-sur-Orge, Savigny-sur-Orge, Villejust, Wissous et Yerres sont classées deux fleurs ; Baulne, Boussy-Saint-Antoine, Brétigny-sur-Orge, Courcouronnes, Le Coudray-Montceaux, Linas, Mauchamps, Milly-la-Forêt, Morigny-Champigny, Richarville, Saclay, Soisy-sur-Seine et Vert-le-Grand sont classées une fleur.
Pour permettre de visiter ces espaces naturels, le département est équipé de plusieurs circuits de grande randonnée dont le GR 1 et le GR 11 qui ceinturent l’Île-de-France, le GR 2 qui suit le cours de la Seine, le GR 32, le GR 111 qui parcourt l’ensemble du département et le GR 655 qui correspond à l’ancien chemin de pèlerinage de Saint-Jacques-de-Compostelle depuis Paris.

### Patrimoine architectural
Le département de l’Essonne est situé dans le bassin parisien, territoire très tôt occupé par l’Homme, comme en témoigne la découverte de silex taillés et l’élévation au néolithique de menhirs, dont certains subsistent et sont aujourd’hui classés aux monuments historiques : la Pierre à Mousseau à Vigneux-sur-Seine, la Pierre droite à Milly-la-Forêt, la Pierre Fritte à Étampes, la Fille de Loth à Brunoy. L’occupation gauloise puis gallo-romaine laissa des vestiges de villages comme celui découvert à Gif-sur-Yvette, de villa rustica comme à Orsay et d’oppidum comme à Champlan.
Du Moyen Âge subsistent à Longjumeau l’un des plus vieux ponts d’Île-de-France, daté du XIIIe siècle, le Pont des Templiers, des châteaux forts comme à Montlhéry (XIe siècle), Dourdan (XIIIe siècle) ou Étampes (XIIe siècle), les remparts de Corbeil-Essonnes ou des lieux de culte catholiques importants, tel la basilique Notre-Dame-de-Bonne-Garde de Longpont-sur-Orge du XIIe siècle ou la collégiale Notre-Dame-du-Fort à Étampes du XIe siècle.
Placé dans une région agricole et à proximité des capitales de Versailles et Paris, le territoire fut à la Renaissance et durant l’Époque moderne équipé d’importantes halles à Dourdan, Arpajon (XVIe siècle), Milly-la-Forêt (XVe siècle) et Méréville (XVIe siècle), enrichi de châteaux, dont les plus importants sont le château de Chamarande à Chamarande (XVIIe siècle), le château du Marais au Val-Saint-Germain (XVIIIe siècle), le château de Courson à Courson-Monteloup (XVIIe siècle) ou le château de Courances à Courances (XVIIe siècle, d’églises dont la cathédrale Saint-Exupère de Corbeil-Essonnes (XIVe siècle) ou l’église Saint-Germain-l’Auxerrois de Dourdan (XVe siècle), de lavoirs et de demeures bourgeoises.
Du Premier Empire à la Belle Époque, le département évolua vers l’industrie avec la construction d’importantes usines comme les Grands moulins de Corbeil du XIXe siècle, de nombreuses communes devinrent des lieux de villégiatures pour les parisiens, qui se faisait construire des demeures et des folies, comme le temple de la Gloire à Orsay (XIXe siècle) et la propriété Caillebotte, à Yerres et de lieux de culte d’autres confessions comme l’église orthodoxe Notre-Dame-de-la-Dormition de Sainte-Geneviève-des-Bois (XXe siècle).
Le XXe siècle a lui aussi laissé un patrimoine contemporain avec l’édification de la vaste cité d’habitat social de La Grande Borne à Grigny, l’édification de la sculpture monumentale du Cyclop à Milly-la-Forêt, de l’unique cathédrale française du XXe siècle à Évry accompagnée par la plus grande mosquée de France à Courcouronnes et la plus grande pagode d’Europe toujours à Évry.
Au sud du département, Étampes, ancienne ville royale, concentre sur son territoire un patrimoine remarquable, bénéficiant ainsi du label « Villes et pays d'art et d'histoire ». Au total, ce sont cinquante-et-un châteaux et quatre-vingt-quatorze monuments religieux répartis sur le territoire qui bénéficient d’un classement ou d’une inscription aux monuments historiques.

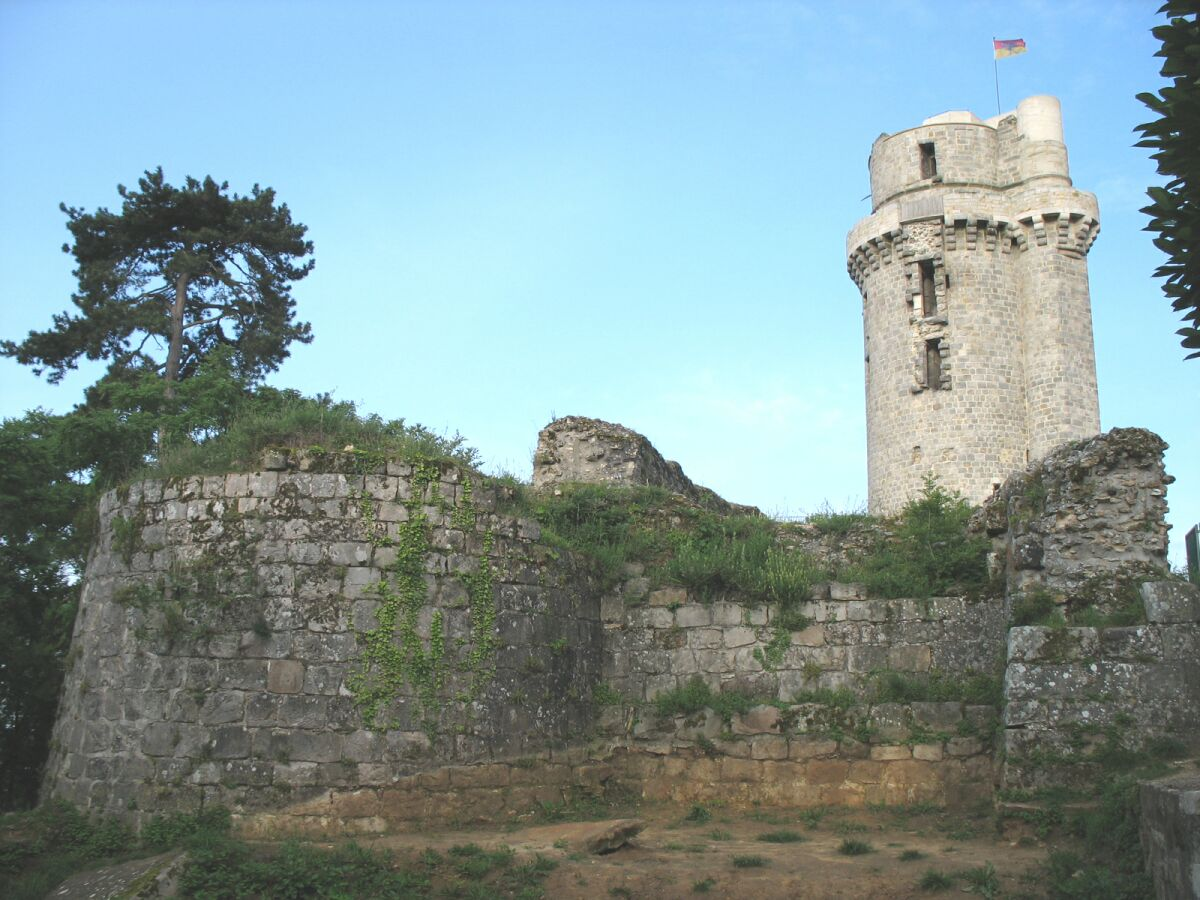
Le château de Montlhéry.
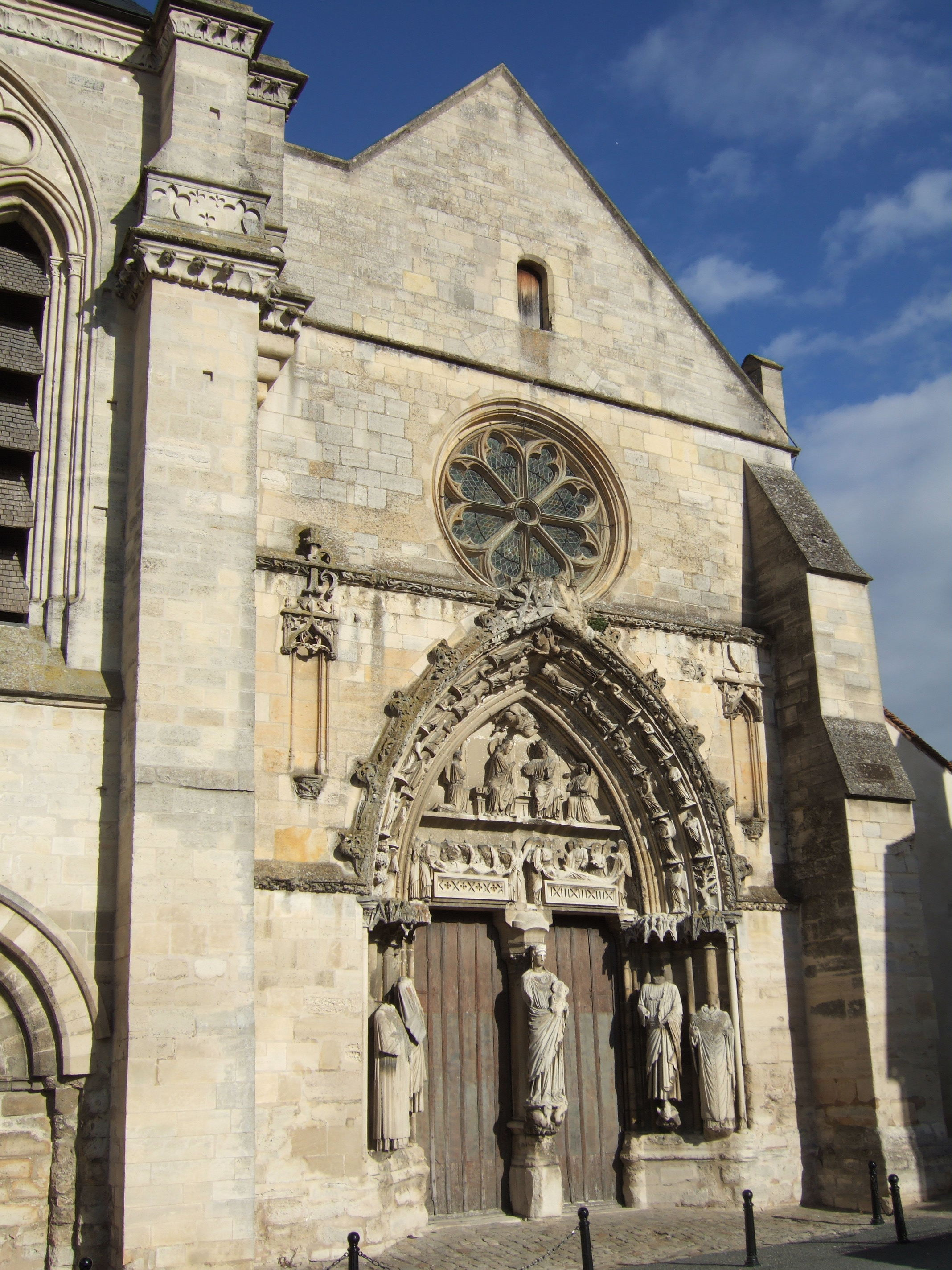
Portail de la basilique Notre-Dame-de-Bonne-Garde de Longpont-sur-Orge.
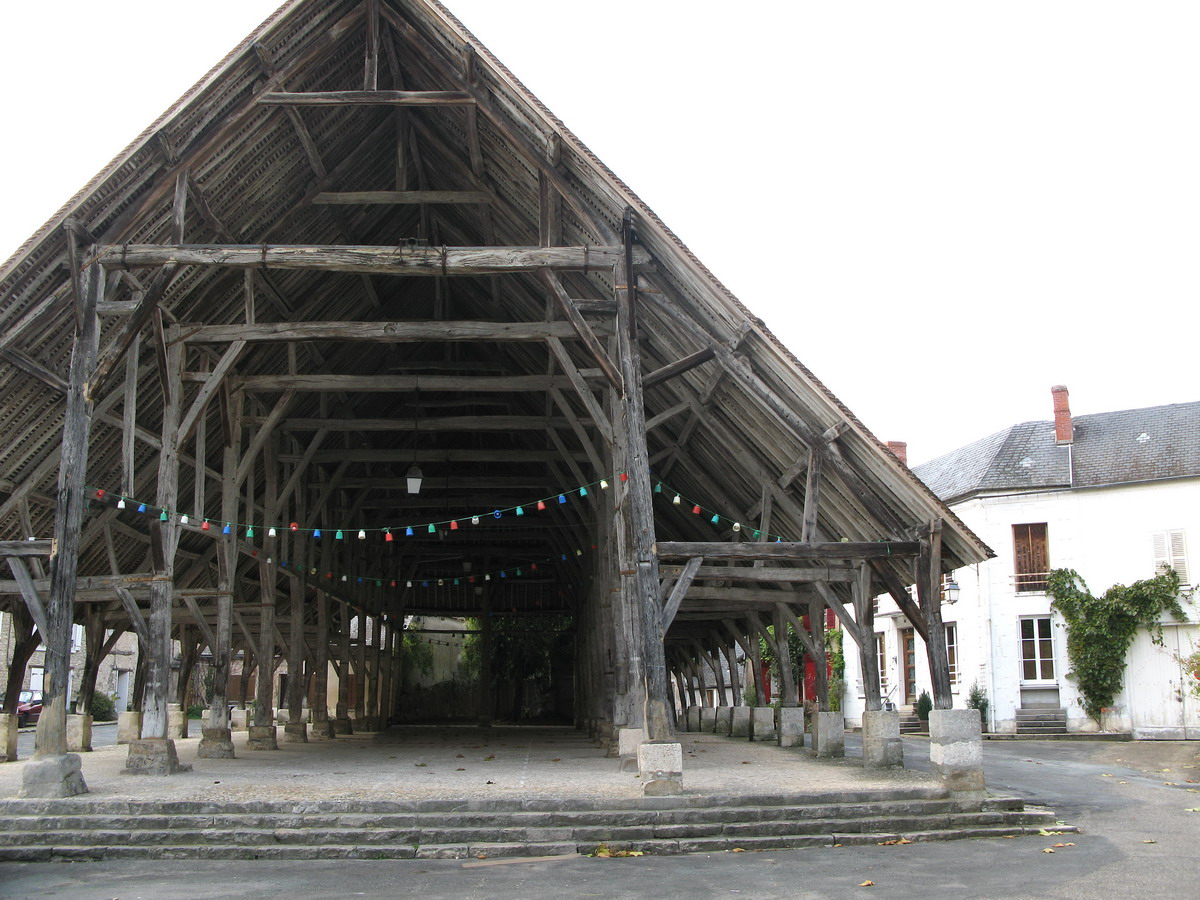
La halle de Méréville.
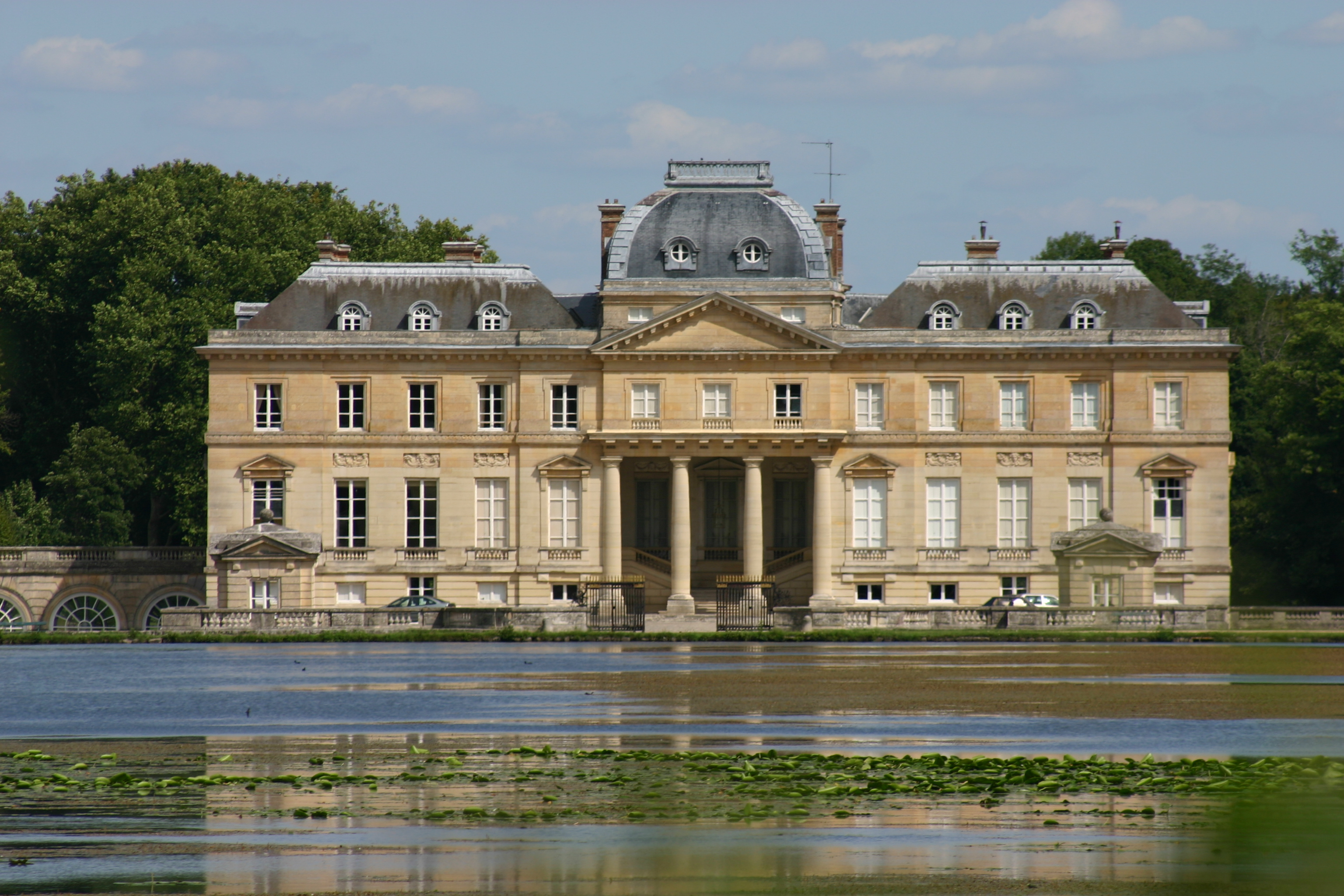
Le château du Marais au Val-Saint-Germain.
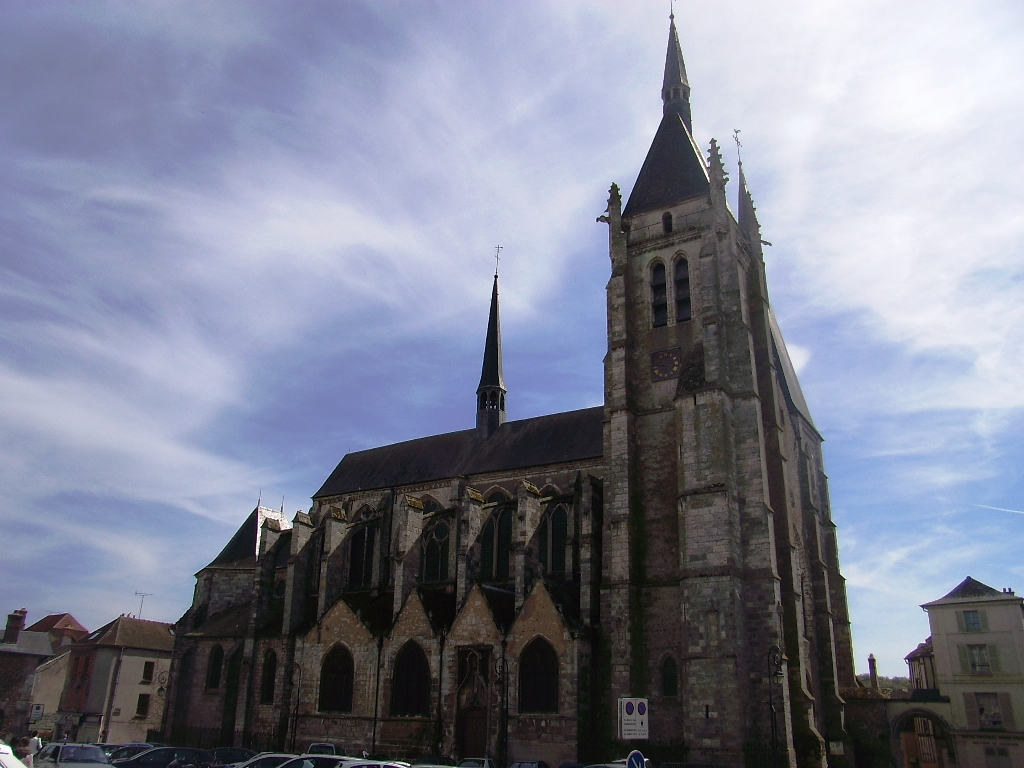
L’église Saint-Germain-d’Auxerre de Dourdan.
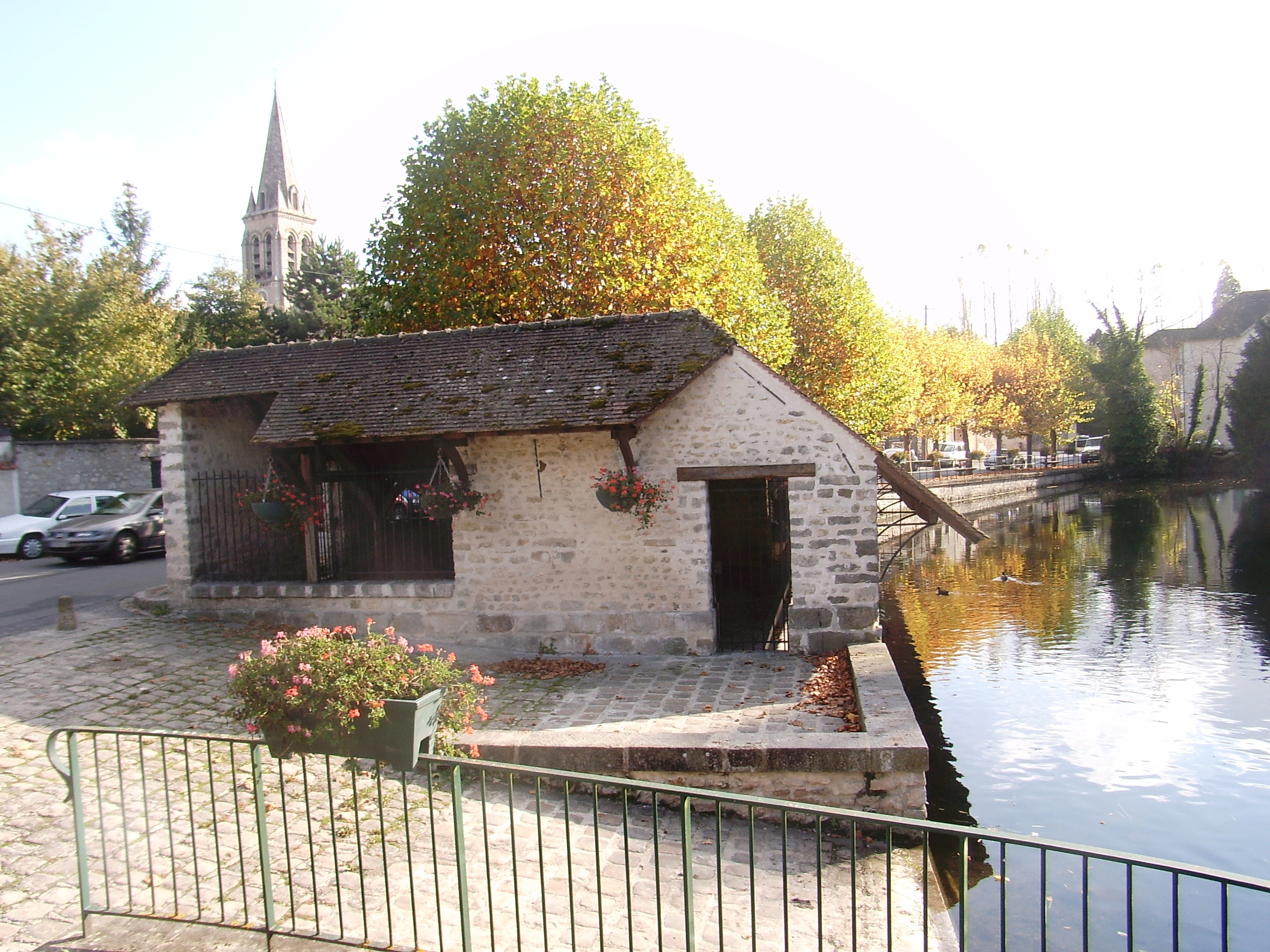
Le lavoir de La Ferté-Alais.
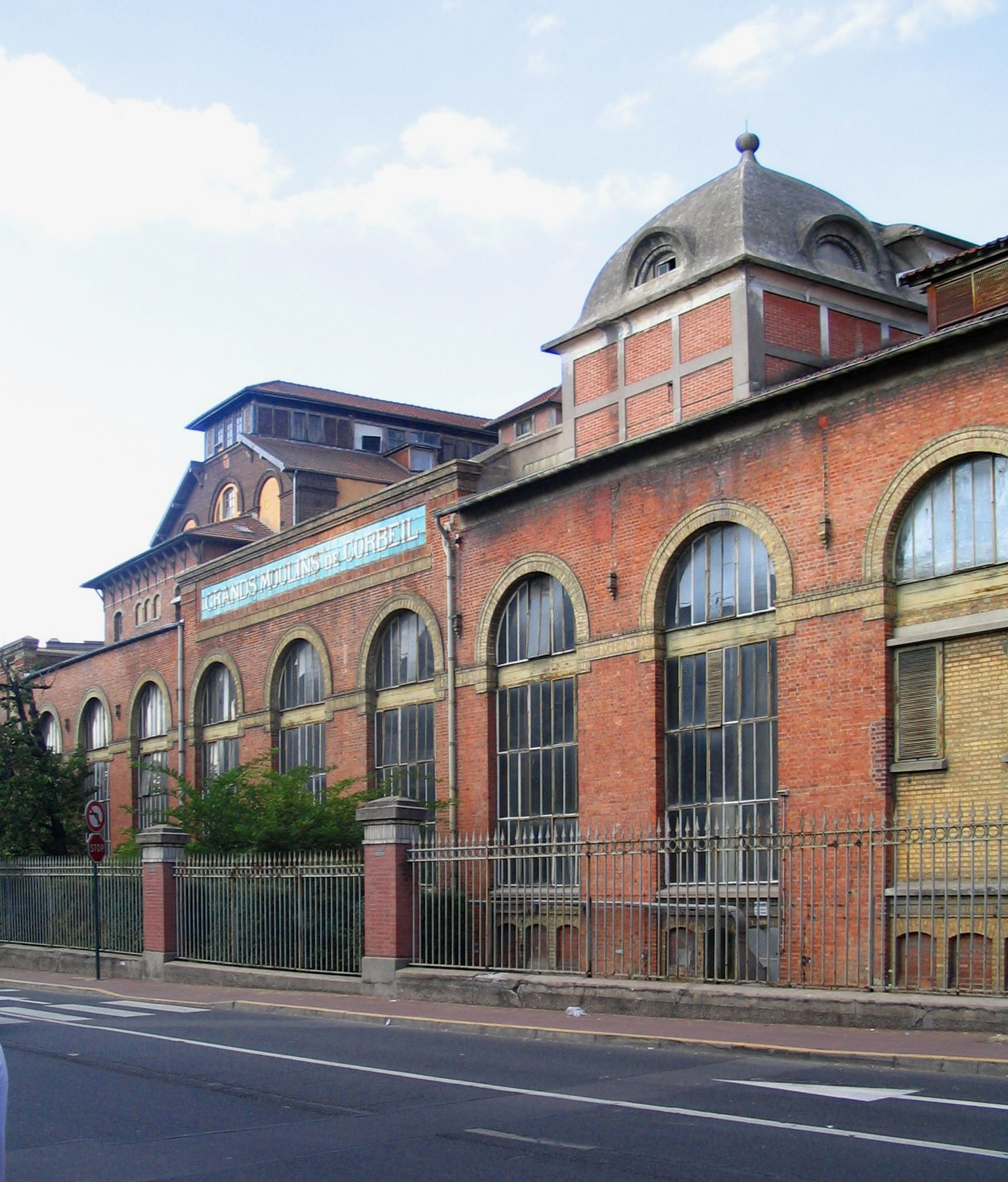
La façade occidentale des Grands moulins de Corbeil-Essonnes.

### Personnalités
Le département de l’Essonne a donné plusieurs personnalités politiques d’envergure nationale, parmi lesquelles des membres de gouvernement. Par ordre chronologique : Léo Hamon, secrétaire d'État de la Participation et de l’Intéressement dans le gouvernement Chaban-Delmas en 1972, Jacques Guyard, secrétaire d’État chargé de l’Enseignement technique dans le gouvernement Cresson de 1991 à 1992, Marie-Noëlle Lienemann, ministre délégué au Logement et au Cadre de vie dans le gouvernement Bérégovoy de 1992 à 1993, Jean de Boishue, secrétaire d’État chargé de l’Enseignement supérieur dans le gouvernement Juppé I en 1995, Jean-Luc Mélenchon, ministre délégué à l’Enseignement professionnel dans le gouvernement Jospin de 2000 à 2002, Pierre-André Wiltzer, ministre délégué à la Coopération et à la Francophonie dans le gouvernement Raffarin II de 2002 à 2004, Nathalie Kosciusko-Morizet, secrétaire d’État chargée de l’Écologie puis chargée de la Prospective et du Développement de l’Économie numérique dans le gouvernement Fillon II de 2007 à 2010 puis ministre de l’Écologie, du Développement durable, des Transports et Logement dans le gouvernement Fillon III de 2010 à 2012, Georges Tron, secrétaire d’État chargé de la Fonction publique dans le gouvernement Fillon II de 2010 à 2011, François Lamy, ministre délégué à la Ville dans les gouvernements Ayrault I et II depuis 2012, Manuel Valls, ministre de l’Intérieur dans les gouvernements Ayrault I et II entre 2012 et 2014 puis Premier ministre.

### Héraldique et logotype

Logo.

| Blason de Essonne (département) | Blason  | D’azur à la bande ondée d'argent, accompagnée en chef d’un besant éclatant de dix huit rais chargés de vingt trois besants de taille très inférieure et en pointe d’un semé de fleurs de lys, le tout d’or. |
| Blason de Essonne (département) | Détails | Le semé de fleur de lys d’or sur fond d’azur est repris de la région et ancienne province d’Île-de-France dont dépend le département, la bande ondée d’argent symbolise le cours de la Seine et le besant éclatant au rais chargées de besants évoque un atome pour rappeler l’importance de la recherche, notamment nucléaire, avec la présence des sites du Genopole à Évry-Courcouronnes et au sein du pôle technologique Paris-Saclay, du Commissariat à l'énergie atomique (CEA) de Saclay et Bruyères-le-Châtel et du Synchrotron SOLEIL à Saint-Aubin. Ce blason est notamment présent sur l’écusson des uniformes des sapeurs-pompiers du département,. Le conseil départemental représentant le département s’est doté d’un logo. |

### Gastronomie

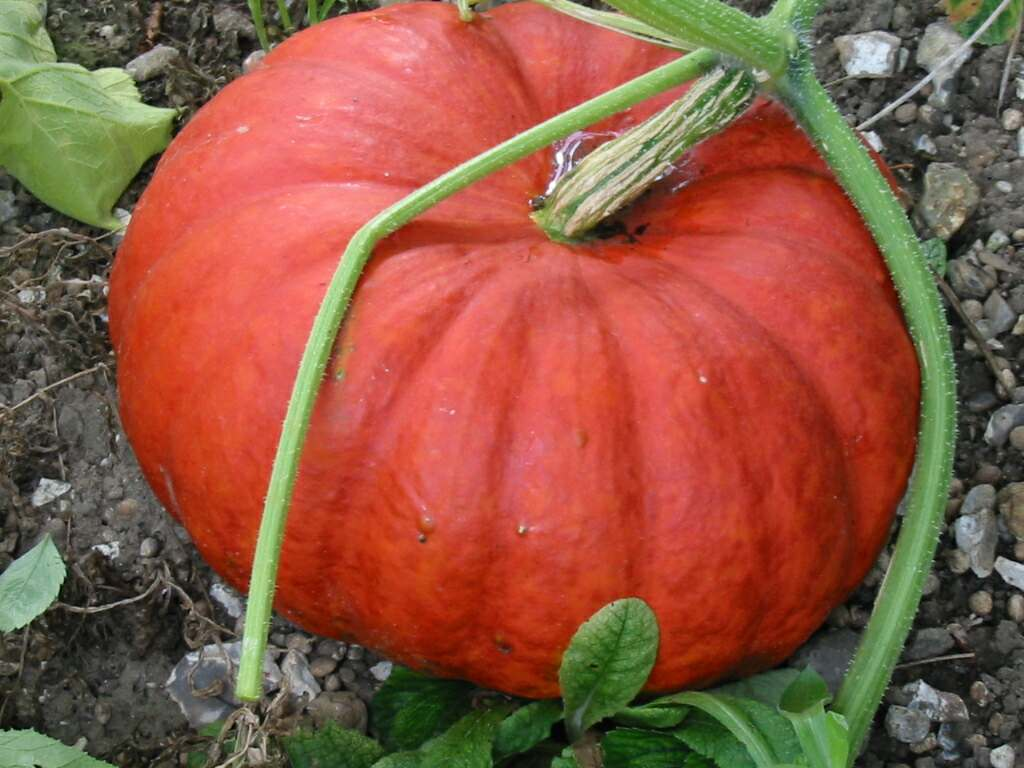
Le potiron rouge vif d’Étampes.

Le département est encore en grande partie couvert par les espaces de culture, dont on distingue le maraîchage au nord et les grandes cultures céréalières dans le sud, il était jusqu’au milieu du XXe siècle l’un des principaux fournisseurs en produits frais des halles de Paris et directement relié à elles par l’Arpajonnais. Certains produits sont ainsi réputés dans le département, comme la fraise dans la vallée de la Bièvre et sur le plateau de Saclay, la tomate dans la région de Montlhéry, le haricot et notamment l’espèce Chevrier autour d’Arpajon, le potiron rouge vif d'Étampes, la mâche verte d'Étampes et le Cresson de fontaine dans le sud-est. Le Gâtinais et la région de Milly sont aussi réputés pour leur plantes aromatiques et médicinales comme le Safran, la Menthe poivrée.
Il en découle quelques spécialités culinaires comme la Quiche au cresson de Milly-la-Forêt, le Vin de cresson de Méréville, le Pâté d'alouette de Chalo-Saint-Mars et la confiserie appelée Buchette d'Étampes.

### L’Essonne dans la culture et les arts

#### Littérature
- L’action de la pièce de théâtre La Pie Voleuse ou la Servante de Palaiseau écrite en 1815 par Louis-Charles Caigniez se passe à Palaiseau.
- L’action du roman Le Bout Gâleux écrit en 1955 par Jean-Pierre Chabrol se déroule à Palaiseau.
- La poésie Jean des herbes de Milly de Jehan Despert parue en 1973 est inspirée de la culture communale de Milly-la-Forêt.
- Les communes de Massy, Igny et Bièvres servent de décors à l’album S.O.S. Météores, huitième de la série Blake et Mortimer d’Edgar P. Jacobs[260].
- Longjumeau est le lieu principal de l’action de l’opéra-comique en trois actes d’Adolphe Adam intitulé Le Postillon de Lonjumeau.
- Sainte-Geneviève-des-Bois et Longpont-sur-Orge sont les communes où se déroule une partie de l’intrigue du roman de Gaston Leroux, Le Mystère de la chambre jaune.
- Itteville est le lieu de l’intrigue du roman La Folle d'Itteville de Georges Simenon, illustré de photographies de Germaine Krull.
- Honoré de Balzac situe de nombreuses scènes de La Cousine Bette à Corbeil, résidence de Célestin Crevel[261]. Il situe à Arpajon une partie de son roman Un début dans la vie : « Quant à monsieur de Sérisy, il n’émigra point pendant la Révolution, il la passa dans sa terre de Sérisy, d’Arpajon, où le respect qu’on portait à son père le préserva de tout malheur[262] ».
- Charles Péguy cite le nom des communes de Palaiseau, Orsay et Gometz-le-Châtel dans son poème Présentation de la Beauce à Notre-Dame de Chartres :
« Nous arrivons vers vous du lointain Palaiseau,
Et des faubourgs d’Orsay par Gometz-le-Châtel,
Autrement dit Saint-Clair; ce n’est pas un castel,
C’est un village au bord d’une route en biseau. »
- La marquise de Sévigné cite Savigny-sur-Orge dans l’une de ses lettres à sa fille : « Je ne suis pas surprise que Savigny vous ait paru beau, c’est une situation admirable. »[263]
- L’intrigue de la nouvelle L’enterrement d’une étoile écrite par Alphonse Daudet en 1896 est en partie localisée à Wissous[264].
- En 1927, Adrien Demont séjournant à Montgeron écrivait dans son ouvrage Souvenances, Promenade à travers ma vie « Montgeron ressemble à une ville d'eau. Il y a des gens du crû, et l'élément qui vient la plupart du temps de Paris, habiter les villas »[265].

#### Peinture, photographie et joaillerie
- En souvenir de ses séjours à Milly-la-Forêt, Christian Dior créa une collection de joaillerie intitulée Milly-la-Forêt symbolisant les quatre saisons à Milly[266].
- Gaspard-Félix Tournachon, dit Nadar fit la première photographie aérienne à Bièvres en 1858.
- Le château d'Étampes et peut-être celui de Dourdan apparaissent dans le livre d'heures Les Très Riches Heures du duc de Berry[Note 4].
- Le peintre Claude Monet réalisa plusieurs toiles lors de ses séjours à Montgeron en 1876 et 1877 dont Les Dindons conservé au Musée d'Orsay de Paris, Coin de jardin à Montgeron et Étang à Montgeron tous deux conservés au Musée de l'Ermitage de Saint-Pétersbourg.
- Le peintre Gustave Caillebotte réalisa plusieurs toiles dans sa propriété d'Yerres dont Portraits à la campagne conservé au musée Baron Gérard à Bayeux.

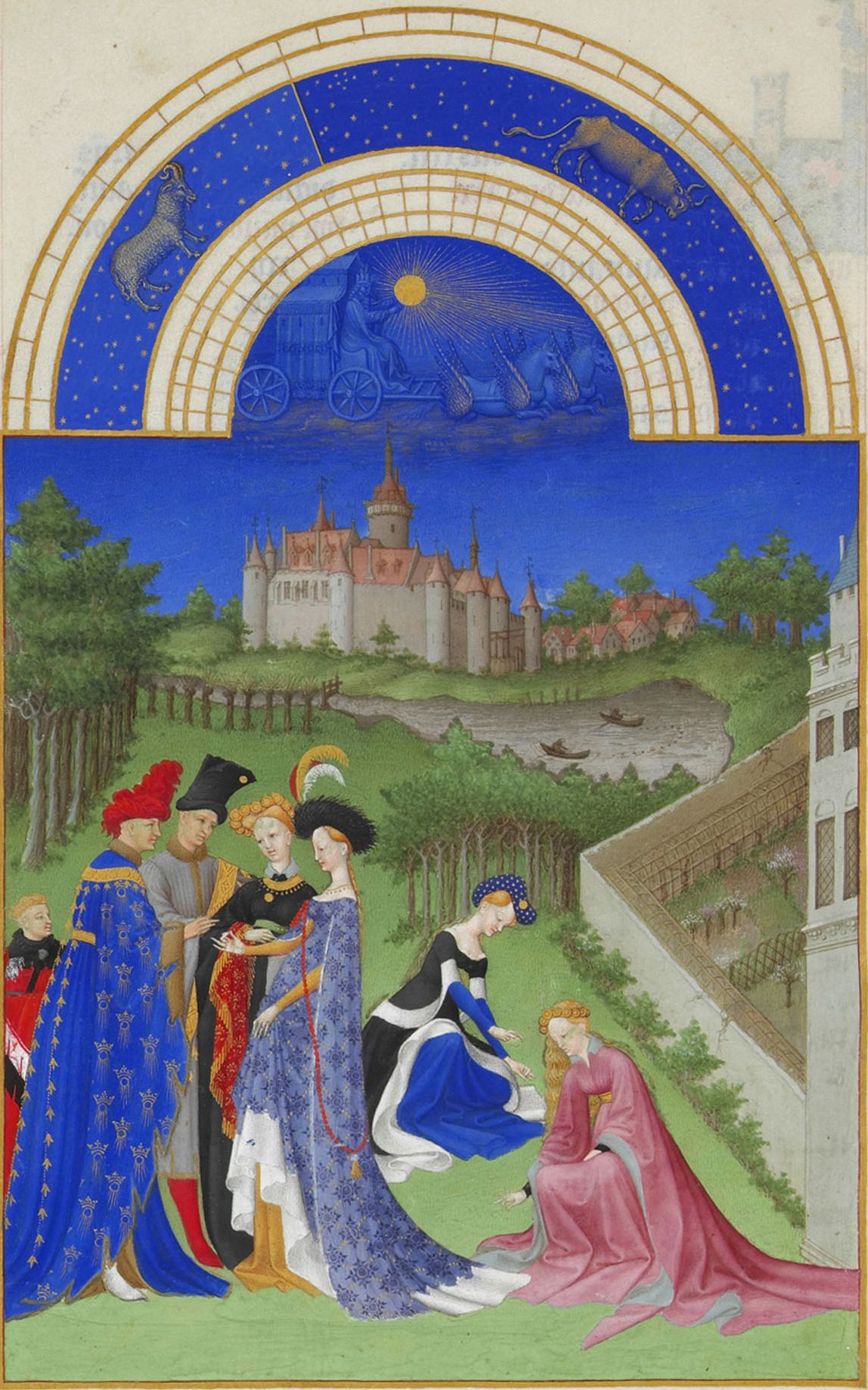
Enluminure du mois d’avril du livre d’heures Les Très Riches Heures du duc de Berry représentant peut-être le château de Dourdan.
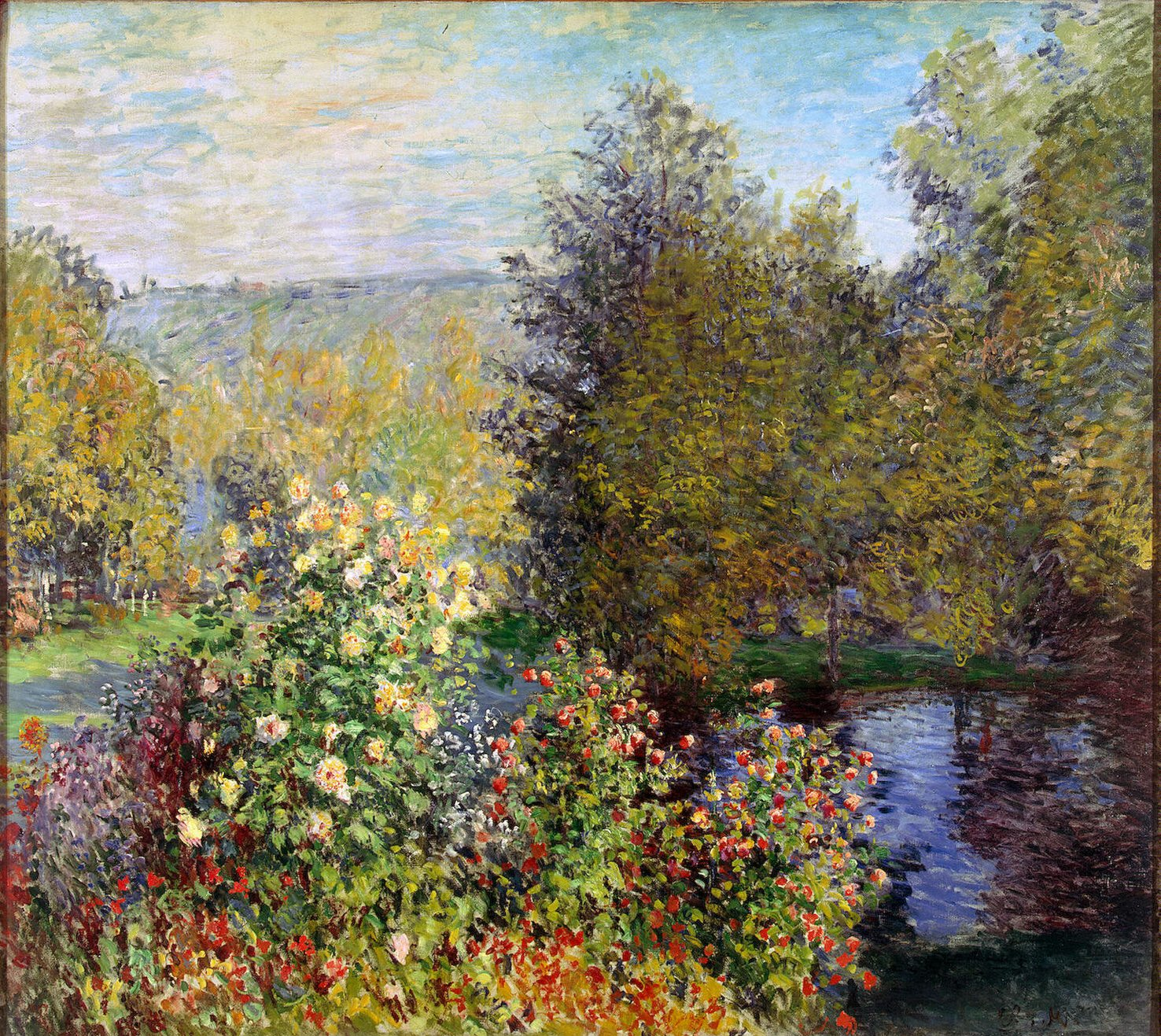
Coin de jardin à Montgeron par Claude Monet (1876).
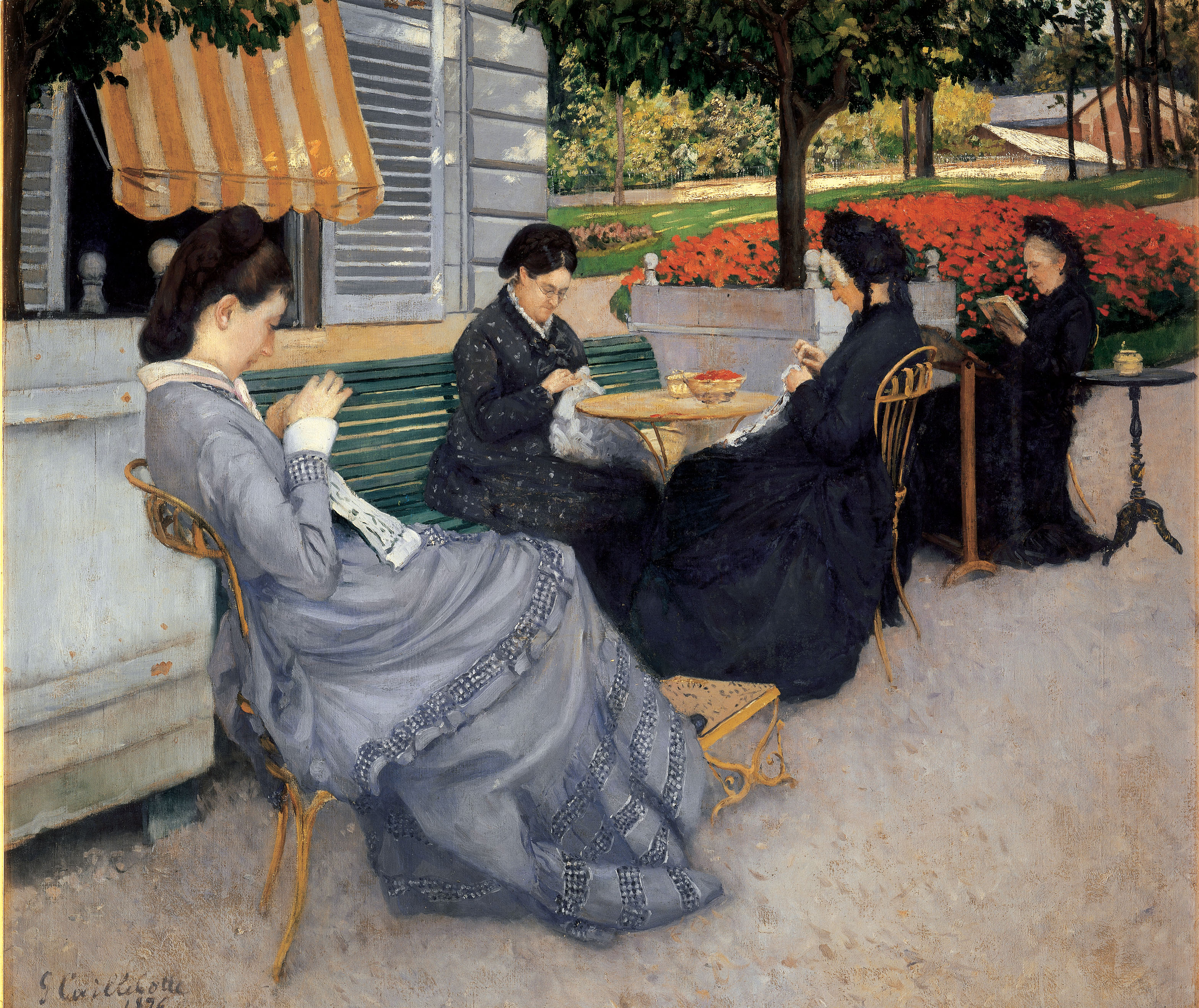
Portraits à la campagne par Gustave Caillebotte (1876).

#### Cinéma et télévision
- En 1941 furent tournées à Villebon-sur-Yvette des scènes du film Goupi Mains Rouges de Jacques Becker. Le centre commercial de Villebon 2 apparaît dans le film Podium lorsque Benoît Poelvoorde décide de se produire sur le parking plutôt que dans le restaurant trop petit.
- La sitcom Tranches de vie actuellement diffusée sur Disney Channel, est tournée à Orsay[268].
- Certaines scènes du film Les Misérables ont été tournées dans l’hôtel de la Pie Voleuse, demeure du XVIIIe siècle à Palaiseau.
- Plusieurs films et téléfilms ont été tournés à Étampes : Au royaume des cieux de Julien Duvivier, avec Serge Reggiani et Juliette Gréco, en 1949 ; La mariée était en noir de François Truffaut, avec Jeanne Moreau et Jean-Claude Brialy, en 1968 ; Les Brigades du Tigre (série télévisée de la deuxième chaîne) de Victor Vicas, entre 1974 et 1983 ; Adieu poulet de Pierre Granier-Deferre, avec Lino Ventura, Patrick Dewaere et Victor Lanoux, en 1975 ; L'Année sainte de Jean Girault, avec Jean Gabin, Jean-Claude Brialy et Danielle Darrieux, en 1976 ; Arsène Lupin joue et perd (série télévisée d’Antenne 2) d’Alexandre Astruc, en 1980 ; Léon Morin, prêtre (téléfilm) de Pierre Boutron, en 1991 ; L'Instinct de l'ange de Richard Dembo, avec Lambert Wilson, François Cluzet et Jean-Louis Trintignant, en 1993 ; Le Parfum d'Yvonne de Patrice Leconte, avec Jean-Pierre Marielle et Hippolyte Girardot, en 1994 ; Le Gendre idéal (téléfilm) d’Arnaud Sélignac, avec François Berléand, Fanny Cottençon et Armelle Deutsch, en 2008.
- Par sa proximité avec Paris et ses décors variés, Dourdan sert couramment de lieu de tournage, notamment pour Yoyo de Pierre Étaix en 1964, La Bande à Bonnot de Philippe Fourastié en 1965, Les Visiteurs de Jean-Marie Poiré en 1993, Je reste ! de Diane Kurys en 2003 ou Marie Besnard, l'empoisonneuse de Christian Faure en 2006[269].
- La proximité de Paris et la présence voisine des studios de tournages cinématographiques à Saint-Germain-lès-Arpajon permit à Arpajon d’apparaître dans divers plan de films, notamment en 1960 la place du marché et la porte de Paris dans Le Président d’Henri Verneuil, en 1962 le magasin Thirion dans La Vie à la française et en 1966 dans Paris brûle-t-il ? de René Clément. Bien qu’aucune scène n’y ait été tournée, l’action du film Trois zéros de Fabien Onteniente sorti en 2002 se déroule à Arpajon mais aussi Les Onze Commandements de François Desagnat sorti en 2004 qui fut filmé dans le centre-ville.
- Le film français Yamakasi - Les samouraïs des temps modernes fut créé à Évry et dans la commune voisine de Lisses. De 2006 à 2008, la série Saint-Ex, nos années pension diffusée dans l’émission KD2A de France 2 fut tournée au conservatoire national des arts et métiers d’Évry[270].
- Certaines scènes du feuilleton télévisé Les Faucheurs de marguerites furent tournées à La Ferté-Alais et à l’aérodrome voisin.
- Milly-la-Forêt a servi de décors de films, notamment à Jean Genet qui a tourné les plans extérieurs dans la forêt pour Un chant d'amour en 1950 et Luis Buñuel qui a tourné quelques plans extérieurs en ville pour Le Journal d’une femme de chambre en 1963.
- Igny accueille le tournage de la série télévisée Mon père dort au grenier qui est diffusée dans le cadre de l’émission KD2A sur France 2.
- Certaines scènes du film de Philippe Lioret Je vais bien, ne t'en fais pas sorti en 2006 ont été tournées à Montgeron, Savigny-sur-Orge et Vigneux-sur-Seine.

#### Musique
- Le chanteur Michel Sardou cite l’Essonne dans la chanson « Les deux écoles » issue de son album Io Domenico sorti en 1984.
- Le chanteur Renaud cite Palaiseau et Massy et plus spécialement la gare de Massy - Palaiseau dans la chanson « Le Tango de Massy-Palaiseau » issue de son album Ma gonzesse sorti en 1979.
- Palaiseau est citée dans la chanson de Gavroche dans la strophe : « On est laid à Nanterre, C’est la faute à Voltaire, Et bête à Palaiseau, C’est la faute à Rousseau. »
- Le chanteur Ricet Barrier cite Ris-Orangis dans sa chanson La dame de Ris-Orangis sur son album La Servante du château, reprise par Marcel Amont.
- Le groupe de Rap PNL (groupe), Ademo cite dans le son Différents, issu de leur premier EP Que La Famille : « 94 c'est l'Barça, 91 c'est l'Brésil... ».
- Le rappeur Koba LaD est originaire d'Évry, dans l'Essonne. Il évoque souvent son quotidien difficile dans son bâtiment qu'il surnomme "Seven Binks", qui correspond au bâtiment no 7 de la Place du Parc aux Lièvres.
- Le rappeur Alkpote, emménage dans le quartier des Pyramides à Évry en 1995.
- Le rappeur Zola, né à la clinique de l'Essonne a passé une bonne partie de sa vie dans ce département, notamment au Parc aux Biches